# 파리의 역사

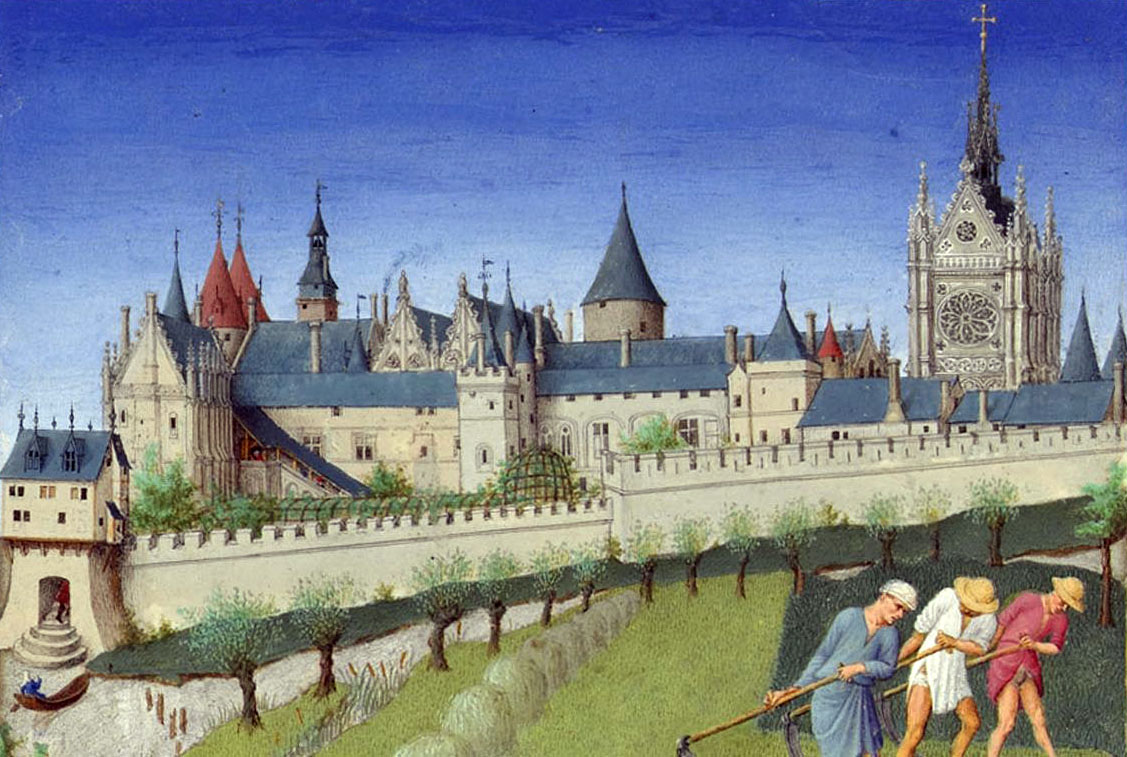
〈베리공의 매우 호화로운 기도서〉 (1410년) 6월 장에 실린 시테섬. 시테궁과 생트샤펠 성당이 묘사되어 있다.

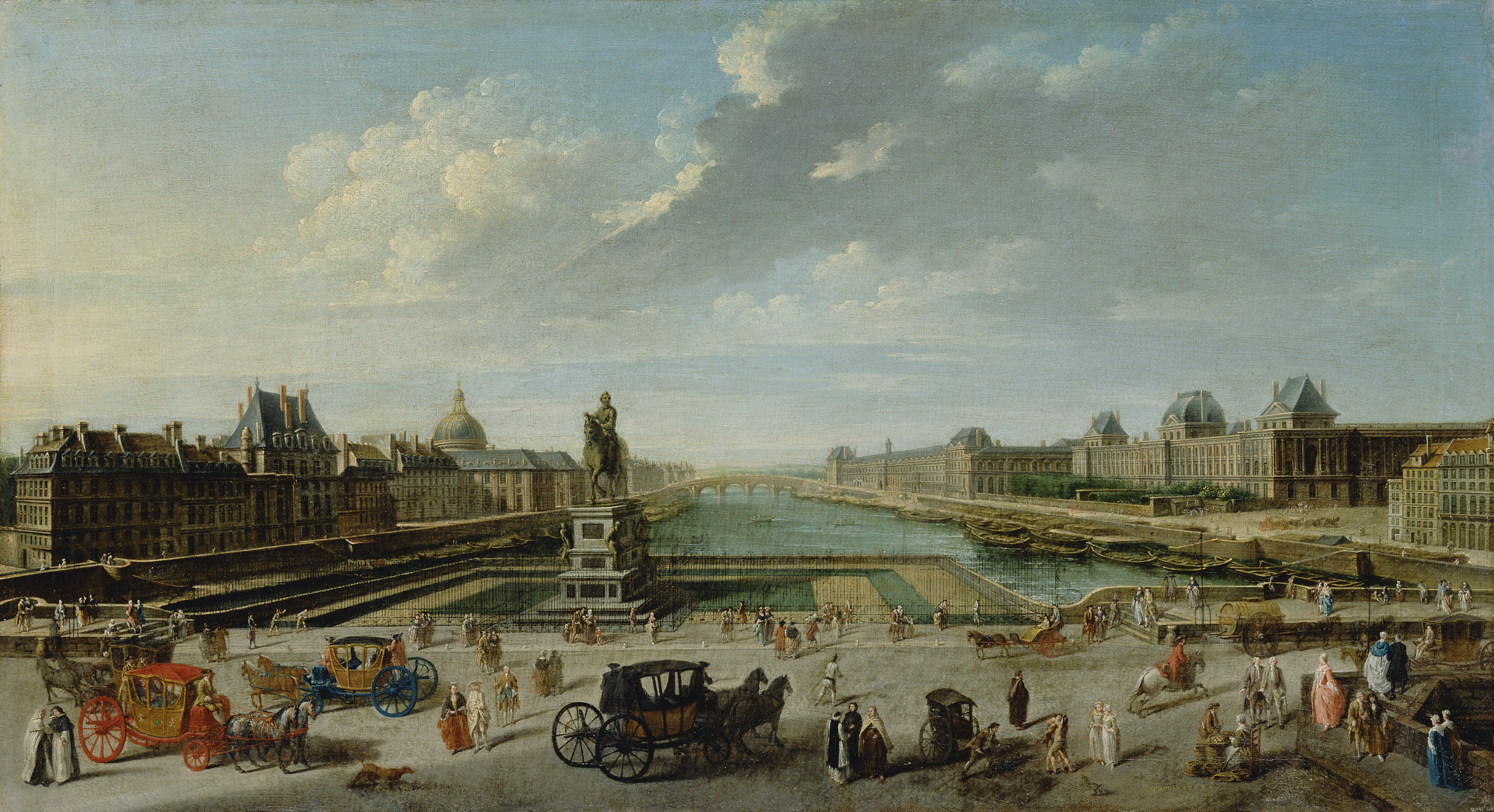
1763년의 파리, 니콜라 장바티스트 라귀에네 작품. 퐁뇌프에서 바라본 시내 전경. 게티 박물관 소장.

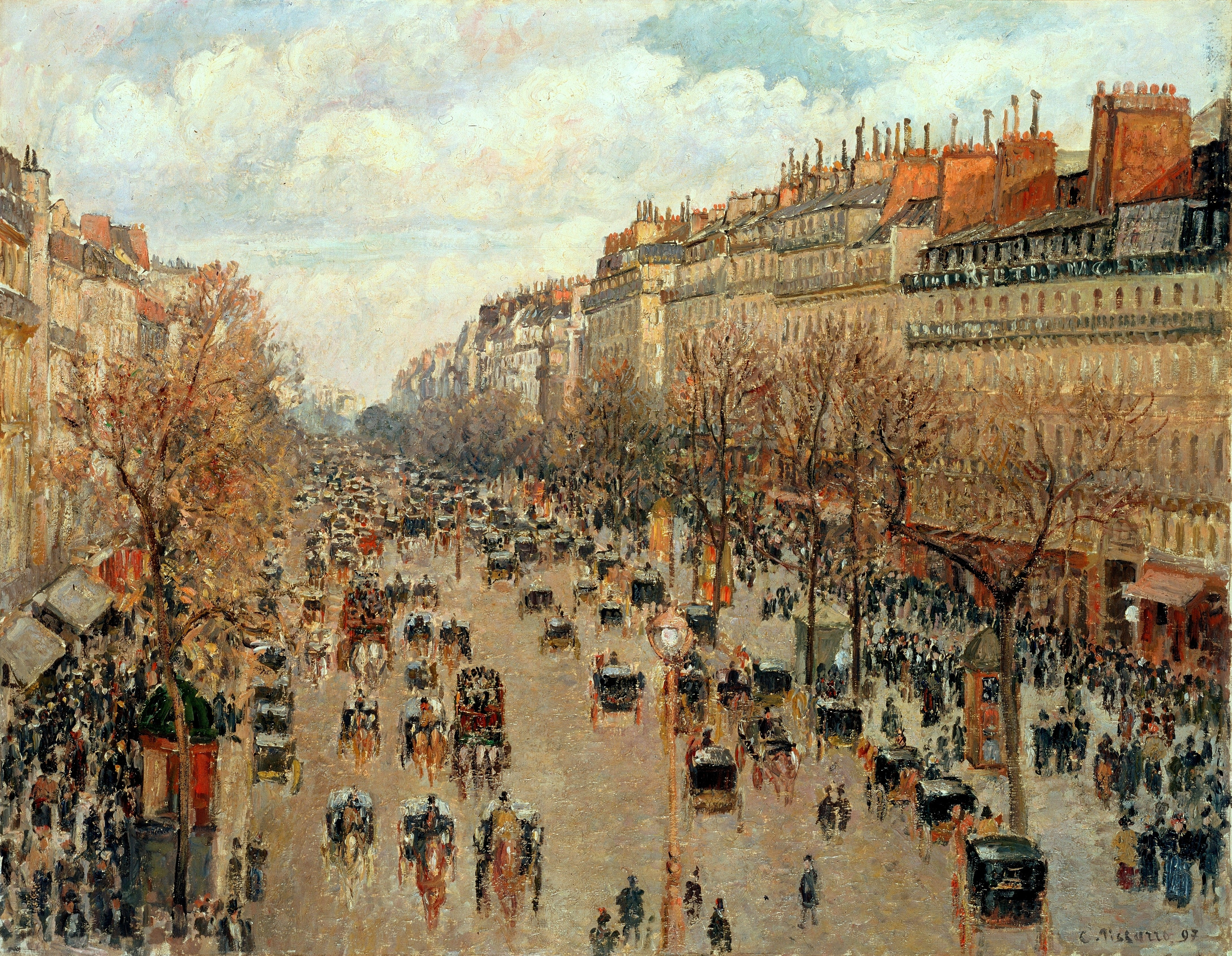
1897년의 파리. 몽트마르트 대로의 풍경. 카미유 피사로 작품. 예르미타시 미술관 소장.

파리의 역사는 기원전 8000년 무렵까지 거슬러 올라간다. 2008년 파리 15구에 있는 앙리파르망 거리 근처에서 중석기 시대에 수렵 채집 생활을 하던 인간의 뼈와 거주지 유적이 발견되었다. 기원전 250년에서 기원전 225년 사이에 켈트족의 한 갈래인 세노네스족에 속하는 파리시족이 센강변의 낭테르에 정착하여 다리와 요새를 건설하고 동전을 주조하며 유럽의 다른 강에 있는 정착지들과 거래를 시작했다. 파리라는 지명은 이 부족명에서 유래하였다.
기원전 52년, 티투스 라비에누스가 이끄는 로마 군대가 파리시족을 정복하고 루테티아 요새를 세웠다. 루테티아는 갈로로마인의 거점으로 성장하였다. 서기 3세기에 기독교가 들어왔으며 서로마 제국의 붕괴 후인 508년 프랑크인의 왕 클로도베쿠스 1세가 자신의 수도로 삼았다.
중세 시대에 파리는 유럽에서 가장 큰 도시였고 종교와 상업의 중심지이자 고딕  건축의 발상지였다. 13세기 중반 설립된 파리 대학교는 유럽의 초창기 대학교 가운데 하나이다. 중세의 파리는 14세기 흑사병과 15세기 백년 전쟁을 겪으며 쇠락하였다. 1418년에서 1436년 사이 파리는 잉글랜드와 부르고뉴 공국에 의해 점령당하였다. 백년 전쟁이 끝난 뒤 발루아 왕조가 파리를 수도로 프랑스 왕국을 통치하였다. 16 세기 파리는 가톨릭과 개신교 사이의 위그노 전쟁으로 흔들렸지만 한편으로는 유럽의 서적 출판 중심지로서 문화 수도의 면모를 갖추었다. 1589년 앙리 4세가 개신교에서 카톨릭으로 개종하여 두 집단 사이의 화해를 도모하면서 부르봉 왕가를 열었다. 부르봉 왕가는 절대주의를 내세우며 중앙집권적인 국가 운영을 하였다.  18세기 파리는 계몽주의의 발상지였고 1789년 프랑스 혁명이 일어났다.
1806년 나폴레옹은 자신의 전승을 축하하기 위해 에투알 개선문을 세우기 시작하였다. 19세기 동안 파리는 유럽 패션의 중심지이면서 두 번의 혁명이 일어난 정치의 중심지였다.  나폴레옹 3세는 조르주외젠 오스만에게 파리의 재개발을 맡겼다. 1852년에서 1870년 사이 파리는 새로운 도로, 광장, 공원을 갖추었고 1860년 오늘날의 경계와 행정구역으로 확장되었다. 1889년 파리 만국 박람회를 기념하여 새워진 에펠탑은 새로운 명소가 되었다.
20세기 초 1910년 1월~3월에는 겨울 폭우로 센강이 범람하면서 파리 대홍수가 발생하여 많은 피해가 발생했다.
20세기 파리는 현대 미술의 중심지였다. 인상파, 입체파, 야수파와 같은 미술 사조가 파리에서 시작되었고 많은 예술인들이 자석에 이끌리듯 파리로 모여들었다. 20세기는 전쟁의 시기이기도 했는데 제1차 세계 대전과 제2차 세계 대전 동안 파리는 포격을 당했다. 파리의 인구는 1921년 210만 명을 정점으로 그 이후 감소하였다. 조르주 퐁피두 센터, 오르세 미술관과 같은 새로운 박물관들이 세워졌고, 루브르 박물관에는 유리 피라미드가 만들어졌다.
21세기 파리는 중산층이 교외로 이주하면서 꾸준한 인구 감소를 보였다. 도심 공동화가 일어나는 사이 옛 프랑스 식민지에서 이주해 온 가난한 사람들이 파리 인구의 상당수를 차지 하기 시작하였다. 이들이 겪은 차별과 빈곤에 의한 사회적 불안은 2005년 소요를 비롯한 2015년 테러의 배경이 되었다. 오늘날에도 이슬람 급진주의를 내세운 테러는 파리의 불안 요소 가운데 하나이다. 2020년에는 코로나19 범유행으로 많은 사망자가 나왔다.

## 선사 시대

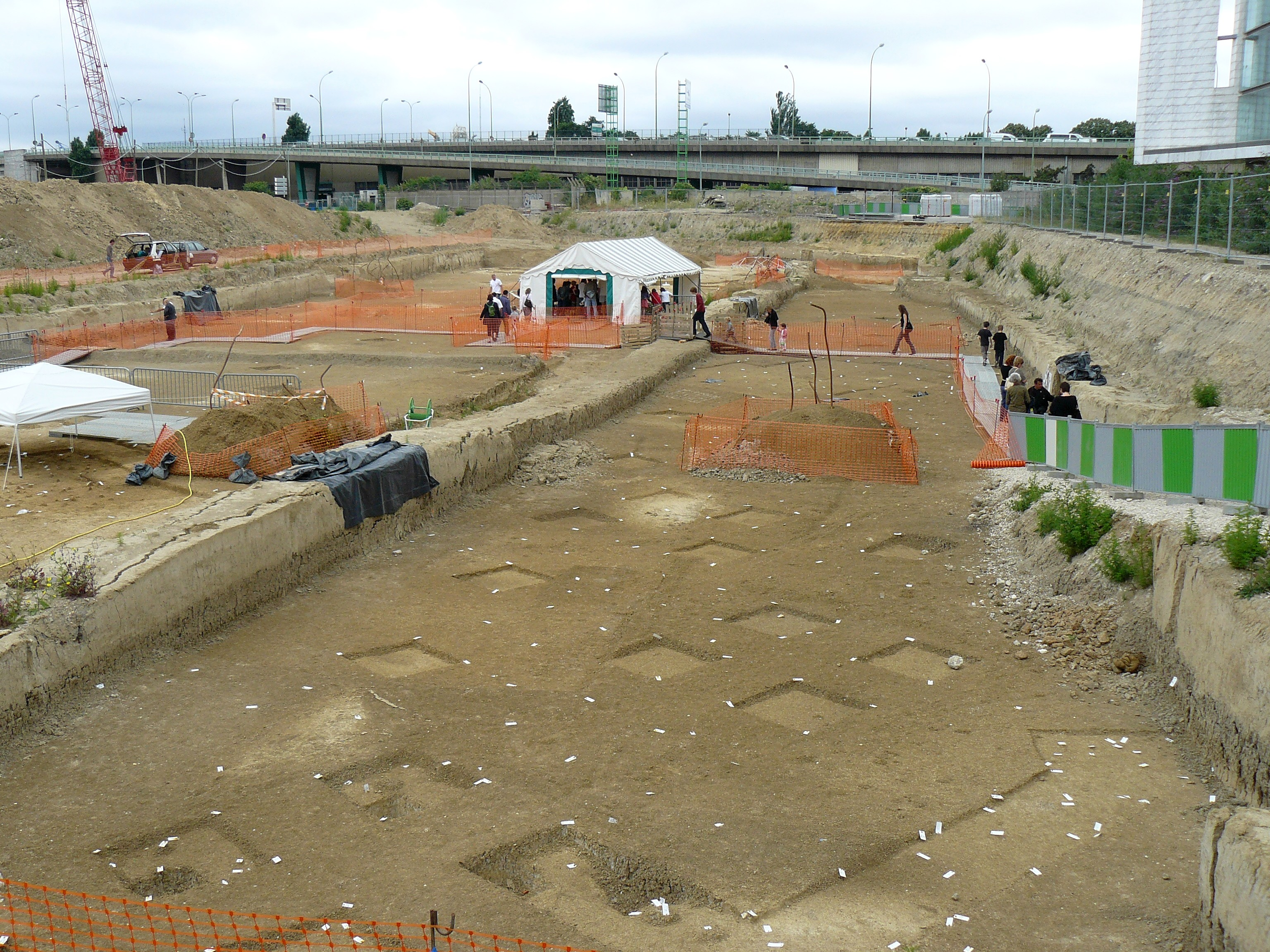
2008년 6월 파리시 제15구 루앙리파르망의 유적 발굴 현장(INRAP)

2008년, 프랑스 국립 고고학 선사시대 연구소(Institut national de recherches archéologiques préventives, INRAP)는 센강 좌안에서 가까운 파리 15구의 앙리파르망 거리에서 중석기 시대 유적을 발굴하고 기원전 8000년 무렵의 유물과 수렵 채집 거주지의 흔적을 발견하였다. 이 유적은 파리에서 발견된 가장 오래된 거주지이다.
1991년 파리 12구 인근 베르시에서 발견된 임시적인 정착지는 기원전 4,500년에서 기원전 4,200년 사이의 것이었다. 베르지 유적지에서는 센강에서 물고기를 잡을 때 썼을 카누 조각 세 개도 발견되었다. 이 유물은 카르나발레 박물관에 전시되어 있다.
앙리파르망 거리의 유적은 중기 신석기 시대(기원전 4200년 - 3500년), 초기 청동기 시대 (기원전 3500년 - 1500년), 초기 철기 시대 (기원전 800년 - 500년)의 거주지가 함께 발견되어 이 지역에 오랫동안 사람이 계속하여 머물렀음을 알게 해 준다. 발굴된 유물로는 토기, 동물 뼈 파편, 연마된 도끼 조각 등이 있다.
베르시에서 발견된 신석기 시대 손도끼는 동유럽 지역에서 제작된 것으로 이를 보면 당시 파리 지역 거주민들은 이미 유럽의 다른 지역과 교류를 하고 있었다.

## 파리시족

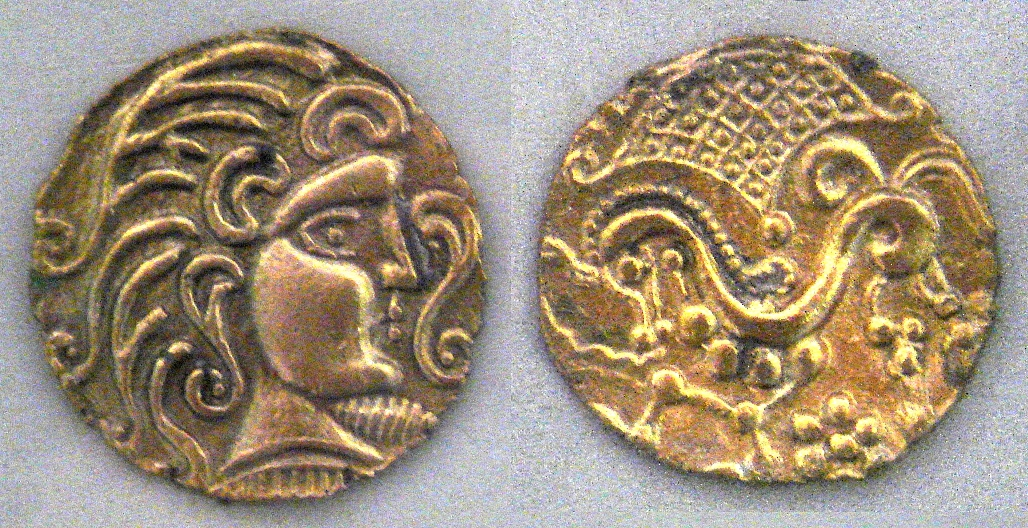
파리시족 금화(기원전 1 세기)

기원전 250년에서 기원전 225년 사이, 철기 문화를 지니고 있었던 켈트족의 한 갈래인 세노네스족에 속하는 파리시족이 센강 유역에 정착하였다. 기원전 2세기 초 그들은 낭테르에 성벽을 두른 오피둠 요새를 세우고 센강에 다리를 놓았다. 고대 그리스의 지리학자 스트라본은 이곳을 루코토키아라 불렀고 로마의 지리학자 프톨레마이오스는 레우코테키아로 불렀다. 이 명칭은 켈트어 낱말 "luco"에서 왔는데 습지 또는 늪을 의미하였다. 파리시족의 정착지는 센강을 건너기 쉬운 시테섬을 방어하면서 론강과 연계하여 로마 속주와 지중해 및 브리튼섬까지 이어지는 무역로의 요지였다. 무역요충지를 차지한 파리시족은 자체적인 금화를 제작할 정도로 번성하였다.
율리우스 카이사르는 기원전 58년 게르만 침략자로부터 갈리아를 보호한다는 명분을 내세워 로마 군대를 이끌고 갈리아 전쟁을 시작하였지만, 실제로는 갈리아를 정복하고자 하였다. 기원전 53년 여름, 카이사르는 파리시족의 도시를 방문하여 갈리아의 부족들에게 전쟁 자금 지원을 요청하였다. 로마인을 경계하던 파리시족은 카이사르에게 기병을 제공하겠다고 약속하였지만 로마와 맞서 싸우던 베르킨게토릭스와도 비밀리에 동맹을 맺었다. 기원전 52년 1월 갈리아는 로마에 대항하는 봉기를 일으켰다.
카이사르는 신속하게 대응하여 반란이 시작된 오를레앙과 베르킨게토릭스의 고향인 게르고비아에 6개 군단을 파병하였다. 동시에 카이사르의 부하 티투스 라비에누스는 4개 군단으로 파리시족을 포함한 세노네스족을 제압하였다. 파리시족의 사령관 카물로게네는 로마군에 맞설 수 없게 되자 오피둠 요새와 연결된 다리를 불태우고 농성을 벌였고 라비에누스는 요새로 진입할 수 없었다. 로마군은 하류로 이동하여 믈룅에 다리를 놓고 강을 건너고자 하였지만, 카물로케네는 이 다리에도 불을 놓고 마을마저 불태우는 것으로 응수하였다. 로마군은 오늘날의 카르티에 생제르맹데프레로 후퇴하여 진을 쳤다.
공격에 어려움을 겼던 라비에누스는 계략을 썼다. 한밤중에 그는 적은 수의 군대를 센강 상류로 보내 소란을 피우도록 했다. 진지에는 경험이 적은 어린 병사를 남겨 방어하도록 하고 정예를 이끌고 강을 건너 함정을 팠다. 파리시족은 로마 군이 진지를 비우고 후퇴하였다고 착각하고 일부는 로마군 진영으로 쳐들어갔으며 나머지는 후퇴하는 로마군을 쫓고자 하였다. 로마군과 파리시족 군대는 오늘날 에펠탑과 사관학교 사이의 장소인 그레네이유 평야에서 맞닥드렸다. 이 전투에서 로마군은 파리시족 군대를 패퇴시켰지만, 파리시족은 저항을 멈추지 않았다. 파리시족은 알레시아 전투에 8천의 군사를 보내 로마에 대항하였다.

## 로마령 루테티아

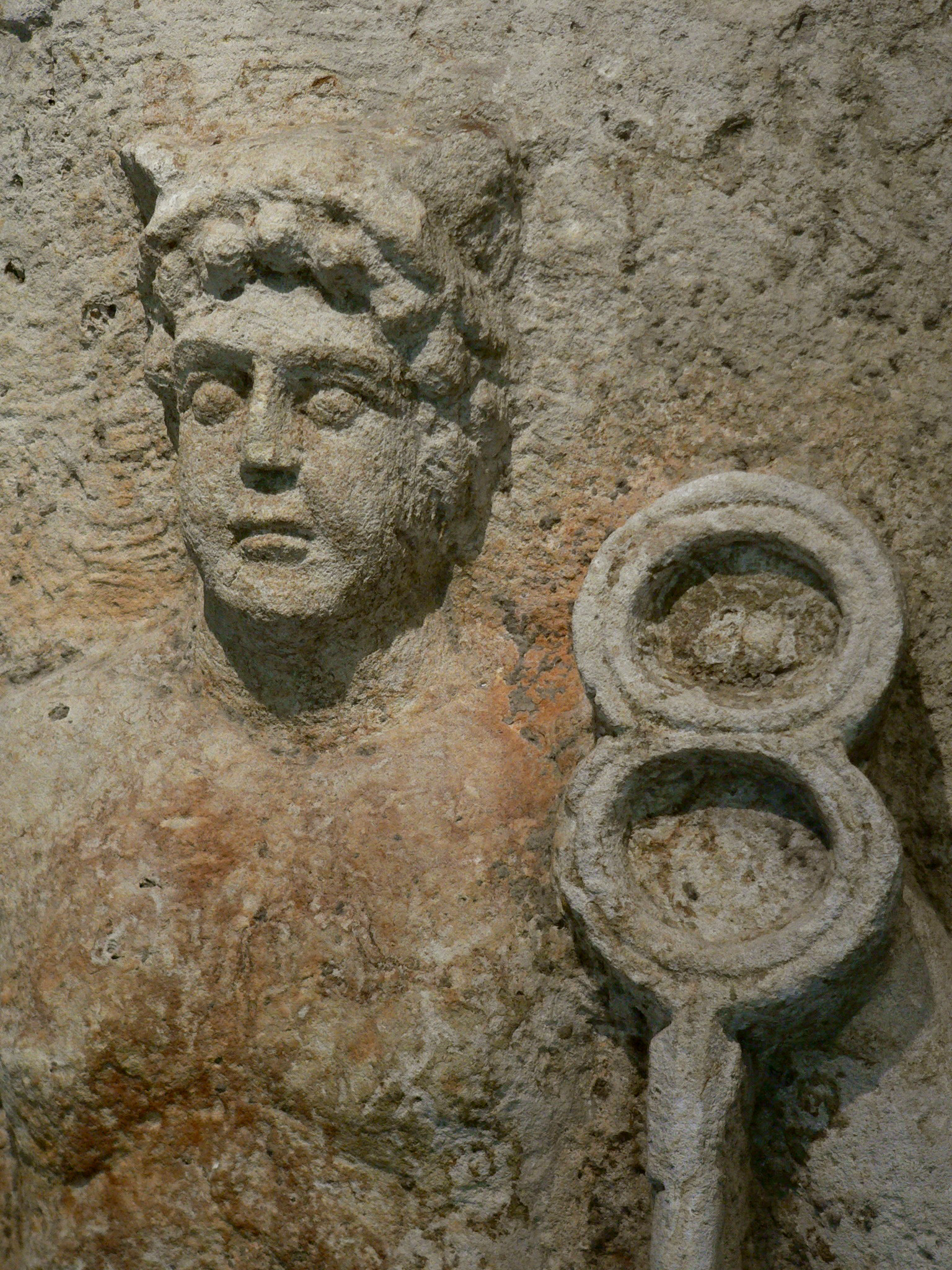
칼레오로만 시기 메르쿠리우스를 조각한 부조. 루테티아 사람들은 기존의 켈트 신에 더해 로마의 신을 받아들였다.

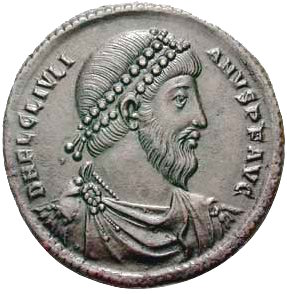
율리아누스가 새겨진 은화.

파리시족의 요새를 정복한 로마는 여전히 반감을 지니고 있는 이 지역을 지배하기 위해 로마 군단이 상주하는 새로운 도시를 건설하였다. 갈리아 조력자들과 함께 세운 도시는 루테티아로 불렸다. 이 이름 역시 진흙늪을 뜻하는 라틴어 LUTA에서 온 것으로 보인다. 카이사르는 갈리아 전기에 센강 동쪽 기슭을 따라 마래라 불리는 큰 습지가 있다고 기록하였다. 로마가 세운 도시 루테티아는 세강의 서쪽 기슭에 자리잡았고 침수를 막기 위해 강둑을 높였다. 도시는 전통적인 로마의 도시 디자인을 따라 남북축을 중심으로 카르도라 불리는 대로가 놓이고 그 옆으로 건물들이 배치되었다.
센강 서안에 있던 로마의 도로 위로 오늘날 파리 카르티에 라탱 지역의 생자크 길이 놓여 있다. 센강의 건너편과는 시테섬을 사이에 두고 나무로 다리 둘을 놓아 연결하였다. 그 중 하나는 오늘날 퐁 노트르담 다리 자리에 있었다. 수운을 위한 항구였던 자리는 오늘날 노트르담 대성당의 마당이 되었다.
당시 도시의 중심은 오늘날 셍트제네비에브 언덕과 생미셀 대로, 그리고 생자크 길로 둘러쌓인 지역이었다. 언덕 위에 세우진 포럼은 본관의 길이가 100 미터 정도였고 사원과 행사를 위한 건물, 상점 등이 광장 주변에 놓였다. 도시의 인구는 6천 명에서 8천 명 사이였지만 포럼과 이웃한 언덕엔 1만 명에서 1만5천 명을 수용할 수 있는 거대한 원형극장이 있었다. 도시의 상수도는 룅지스와 비수에서 16 km에 달하는 수로를 통해 공급되었다. 수로는 2세기 말에서 3세기 초 사이에 포럼 근처에 지어진 목욕탕 테름드클루니에도 물을 공급했다. 이처럼 로마 통치 아레서 루테티아는 철저히 로마화되었다.
루테티아는 로마식 도시 설계와 건축 외에도 여러 로마 문화를 받아들이며 성장하였다. 올리브와 포도주를 담았던 암포라가 발불되었고, 조개 따위를 발효시킨 젓갈 비슷한 소스인 가룸을 사용하여 음식에 맛을 냈다. 루테티아는 상업 요충지였으나 당시 기준으로는 중소도시 가운데도 작은 편이었다. 루테티아는 갈리아 루그두넨시스에 속했는데 이 로마 속주의 수도는 루그우눔(오늘날의 리옹)이었다.
루테니아에 기독교가 전파된 시기는 3세기 중반이다. 전해지는 이야기에 따르면 디오니시우스가 선교를 위해 다른 두 명과 함께 왔다가 붙잡혀 순교하였다. 디오니시우스는 참수되어 메르쿠리우스 언덕에 매장되었는데 그 후로 이 언덕은 몽마르티룸(Mons Martyerum, 순교자 언덕)이라 불리다가 결국 몽마르트르가 되었다고 한다.   훗날 디오니시우스를 기념하여 생드니 대성당이 세워졌다. 공식적으로 주교가 파견된 것은 4세기 무렵으로 첫 공식 주교는 빅토리누스이었다. 392년 무렵 첫 성당이 세워졌다.
275년 알레만니의 침략이 있었다.  이를 시작으로 게르만족의 대이동에 따른 침략이 이어졌고 주민들은 옛 도심을 버리고 시테섬을 요새화 하여 이주하였다. 이 때 만들어진 시테섬  요새는 파리 최초의 성벽이다. 요새의 성벽을 쌓기 위해 옛 도심에 있던 석조 건축물들이 헐려 나갔다. 오늘날 노트르담 대성당의 광장 위치에 바실리카와 목욕탕이 세워졌다. 옛 도시 루테티아가 황폐화 되고 시테섬에 새로운 도시가 생기자 도시 이름도 파리시족의 도시라는 의미의 키비타스 파리시오룸(Civitas Parisiorum)으로 불렸다. 3세기에서 5세기 사이의 후기 로마 제국 시기에 도시는 간략히 "파리시우스" 또는 "파리"로 불렸다.
355년부터 360년까지 파리를 통치한 서로마 제국의 카이사르는 율리아누스로 콘스탄티누스 1세의 조카였다. 그는 팔레 드 쥐스티스에 자신의 궁전을 세웠다. 율리아누스가 머물던 357년 - 359년 사이 파리는 잠시동안 제국의 수도 역할을 하였다.
5세기 게르만족의 침입과 더불어 서로마 제국의 멸망이 이어지면서 파리는 쇠퇴기를 겪었다. 451년 아틸라가 훈족을 이끌고 침략하였다. 파리 주민들은 도시를 포기하려 하였으나 제네비에브(422년 - 502년)가 저항을 택하도록 설득하였다. 파리는 아틸라의 공격을 막아냈고 훈족은 파리를 우회하여 오를레앙을 공격했다. 10년 뒤인 461년 이번에는 잘리어가의 킬데리쿠스 1세 (436년 – 481년)가  프랑크인을 이끌고 공격하여 왔다. 이번에도 제네비에브를 중심으로 파리는 포위 공격에 대항하였다. 포위는 10년이나 지속되었지만 결국 킬데리쿠스는 파리를 함락시킬 수 없었다. 이 공방전에서 제네비에브는 센강을 이용하여 식량을 수송하였다. 제네비에브는 사망한 직후 파리의 수호 성인이 되었다.

프랑크인은 게르만어를 사용하는 여러 부족들의 연맹체였다. 이들은 서로마 제국 말기부터 갈리아 지방 여러 곳에 이주해 왔으며 아틸라가 침공해 왔을 때에는 로마와 함께 훈족에 대항하기도 하였다. 서로마 제국이 무너지자 프랑크인들은 갈리아 지역을 자신들의 영토로 삼았다. 프랑크인은 이미 로마 문화의 영향을 받았지만, 종교와 관습은 노르드 신화와 같은 고유의 문화를 따랐다. 프랑크인의 한 갈래인 살리족이 세운 살리카법은 프랑크 왕국의 법률로 채택되었고 훗날 중세 프랑스 법의 근간이 되었다. 481년 클로도베쿠스 1세는 16세의 나이로 프랑크의 새 왕이 되었고 486년 로마의 마지막 군단을 무찌르고 루아르강 북부의 갈리아 전역에 대한 통치자가 되어 파리에 입성하였다. 클로도베쿠스는 부르고뉴인을 상대로 한 결전을 앞두고 자신이 승리하면 기독교로 개종하겠다고 맹세하였다. 전투에서 이긴 그는 아내였던 클로틸디스의 권유에 따라 496년에 랭스에서 세례를 받았다. 그러나 클로도베쿠스의 개종은 정치적인 이유가 더 컸기 때문에 개종 이전에 믿었던 신화와 신들을 버리지는 않았고 관습 역시 그대로 이어졌다. 클로도베쿠스는 서고트인의 축출을 도왔고 이로서 갈리아는 온전히 프랑크인의 영토가 되었다. 당시 왕국은 고정된 수도가 없이 왕이 행차하는 곳이 곧 궁정이었다. 초기 프랑크 왕국은 별다른 관료 조직 없이 왕의 가신과 지방의 영주들에 의해 운영되었다. 클로도베쿠스는 결국 파리에 자리잡았는데 이로서 파리의 정치적 위상이 커졌다.  511년 그의 손자들이 왕국을 분할하였을 때 파리는 왕조의 상징으로서 공동재산으로 남겨졌다.

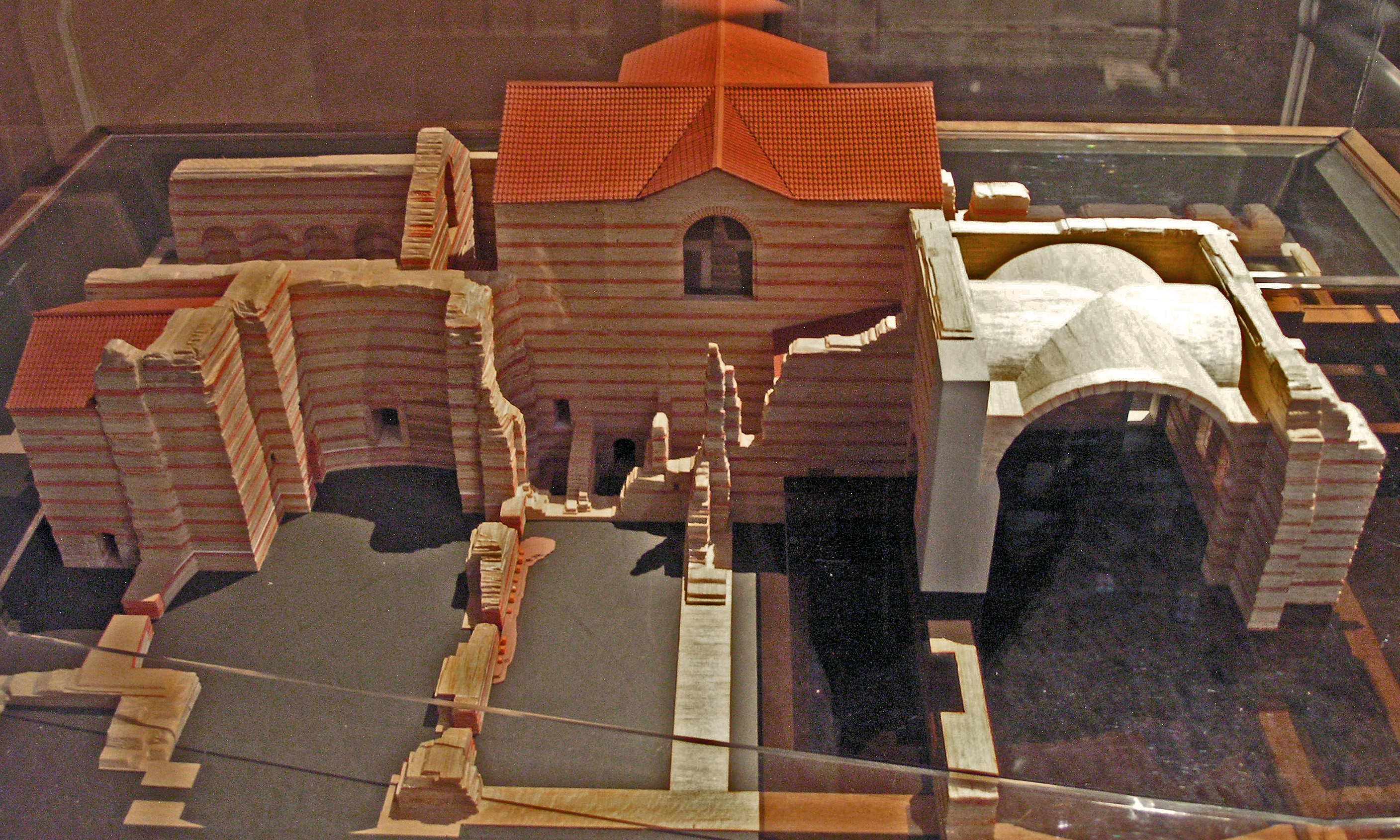
로마시대 목욕탕 테름드클루니의 모형
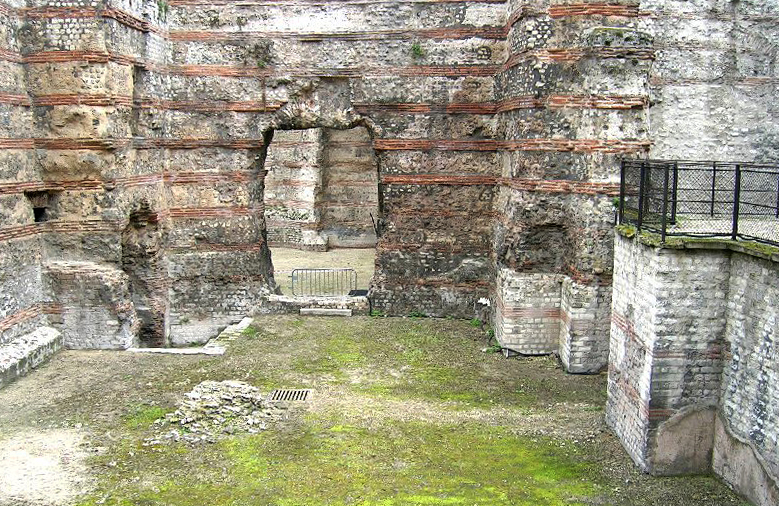
테름드클루니의 유적
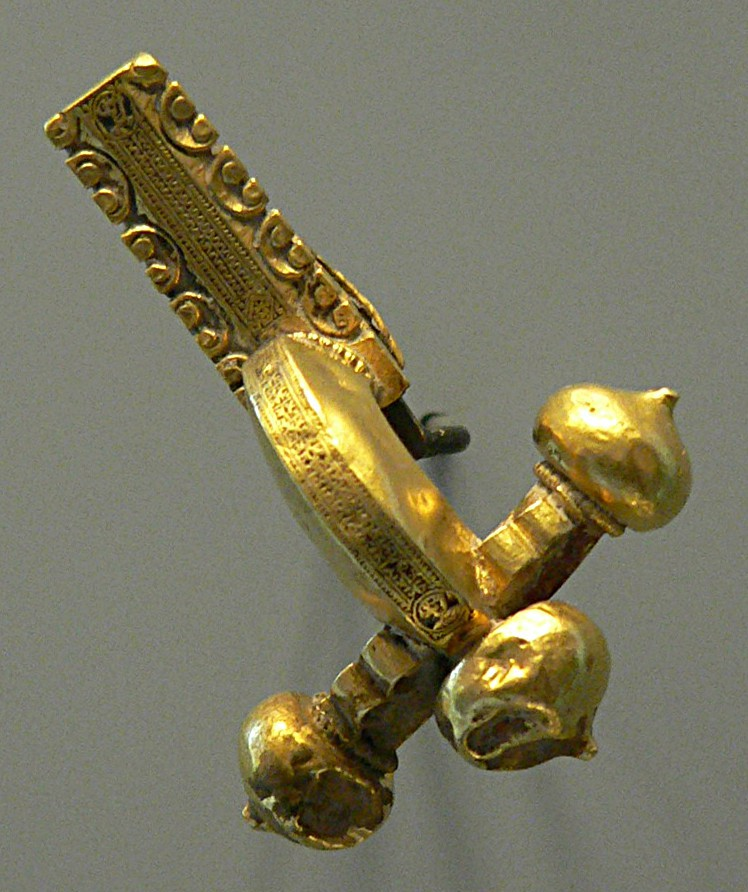
4세기 후반 갈로로만 양식의 토가 걸쇠. 루테티아는 귀금속과 보석 세공으로 유명하였다.

## 클로도베쿠스에서 카페 왕조까지

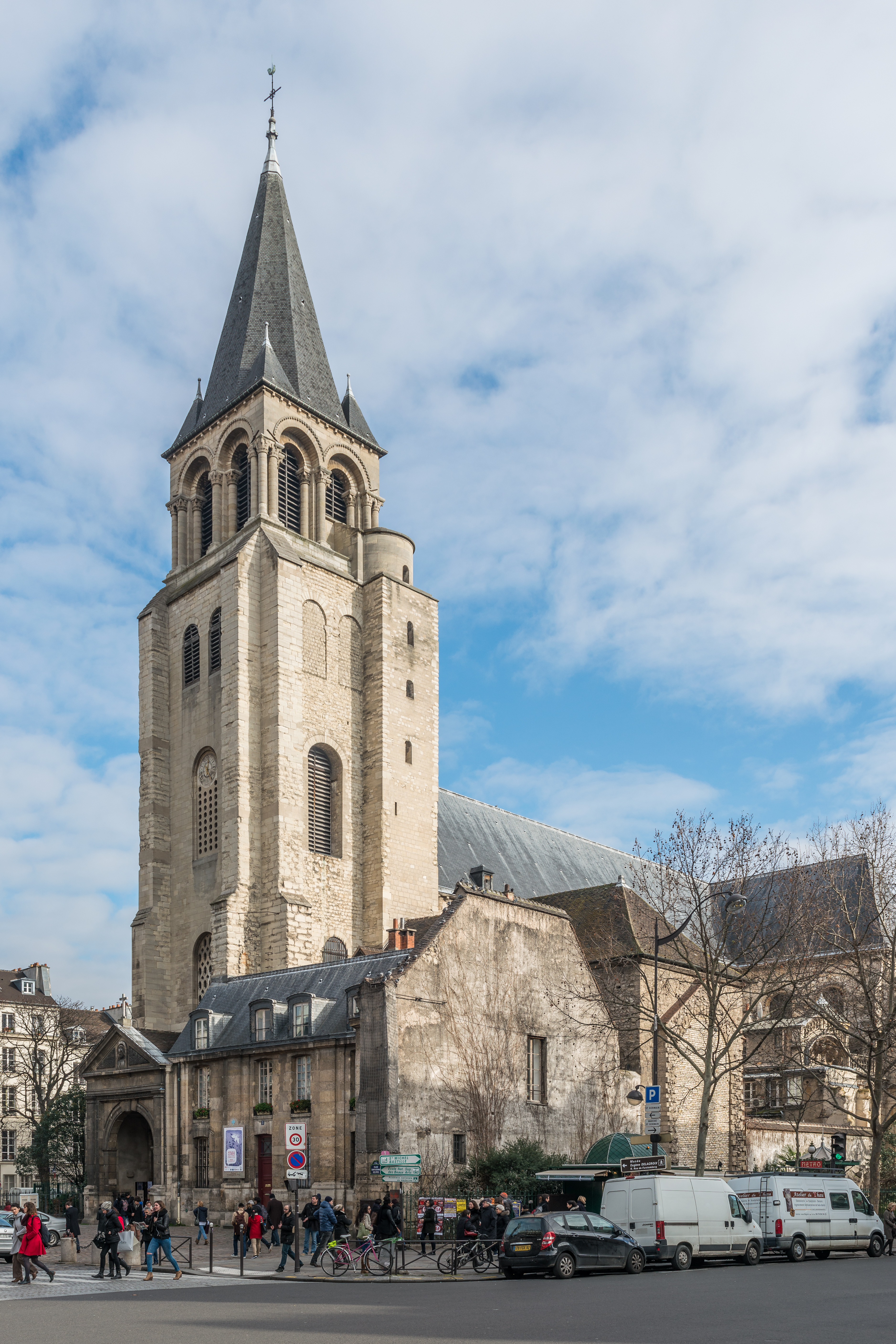
생제르맹데프레 수도원 (11 세기 후반) 프랑스의 첫 왕이 매장된 곳이다.

클로도베쿠스 1세와 후손들의 왕조인 메로베우스 왕조는 파리에 많은 종교 건축물을 지었다. 옛 로마 시기 포럼 근처에 있는 성 제네비브 언덕에는 바실리카가 지어졌고, 오늘날 노트르담 대성당이 있는 자리는 이 시기에 성 에티엥 성당이 있었다. 센강 좌안의 들판에는 오늘날 생제르맹데프레 수도원이 된 초기 수도원이 세워졌고 여기엔 생드니 대성당과 함께 프랑스의 군주들이 묻힌 왕가 묘지가 만들어 졌다. 메로베우스 왕조 시기 만들어진 건물들은 남아있는 것이 없지만, 생피에르드몽마르트 성당에는 당시의 대리석 기둥 4개가 남아있다. 메로베우스 왕조의 군주들은 대대로 생제르맹데프레의 묘지에 묻혔지만 이 왕조의 마지막 왕 다고베르투스 1세는 생드니 대성당에 묻혔다.
메로베우스 왕조의 뒤를 이어 751년 권력을 쥔 카롤루스 왕조는 자신들의 수도를 아익스라샤펠(아헨)에 두었고 파리는 관심 밖으로 밀려났다. 그러나 단신왕 피핀은 생드니에 새로운 성소를 만들어 775년 2월 24일 카롤루스 1세 마그누스를 위해 봉헌 하였다.
바이킹의 시대였던 9세기 동안 파리는 지속적으로 공격을 받았다. 바이킹은 배를 타고 센강을 거슬러 와 인질을 붙잡고 몸값을 요구했으며 들판을 황폐화 시켰다. 857년 뵤른 야른시다의 침공은 파리를 거의 파괴하였다. 바이킹은 885년 ~ 886년의 1년 동안, 그리고 887년과 889년에도 파리를 공격하였다. 그러나 센강을 사이에 끼고 요새화된 시테섬의 성벽을 넘어 도시를 함락시킬 수는 없었다. 당시 도시는 석성으로 완전히 둘러쌓여 요새화되었고 두 개의 다리로만 외부와 연결되었다. 
987년에 위그 카페에 의해 새 왕조인 카페 왕조가 집권하였다. 국왕은 도시에 머무르는 경우가 드물었지만 시테섬의 왕궁을 복원하고 오늘날 생트샤펠 성당이 서 있는 자리에 교회를 지었다. 다시 한 번 왕조의 중심지가 된 파리는 점차 인구가 늘고 번영하기 시작하였다. 11세기 카페 왕조는 메로베우스 왕조가 세웠던 수도원의 폐허 위에 생제르맹데프레 수도원을 재건하였다. 수도원은 학문과 화려한 장서 제작으로 명성을 얻었다.

## 중세 성기

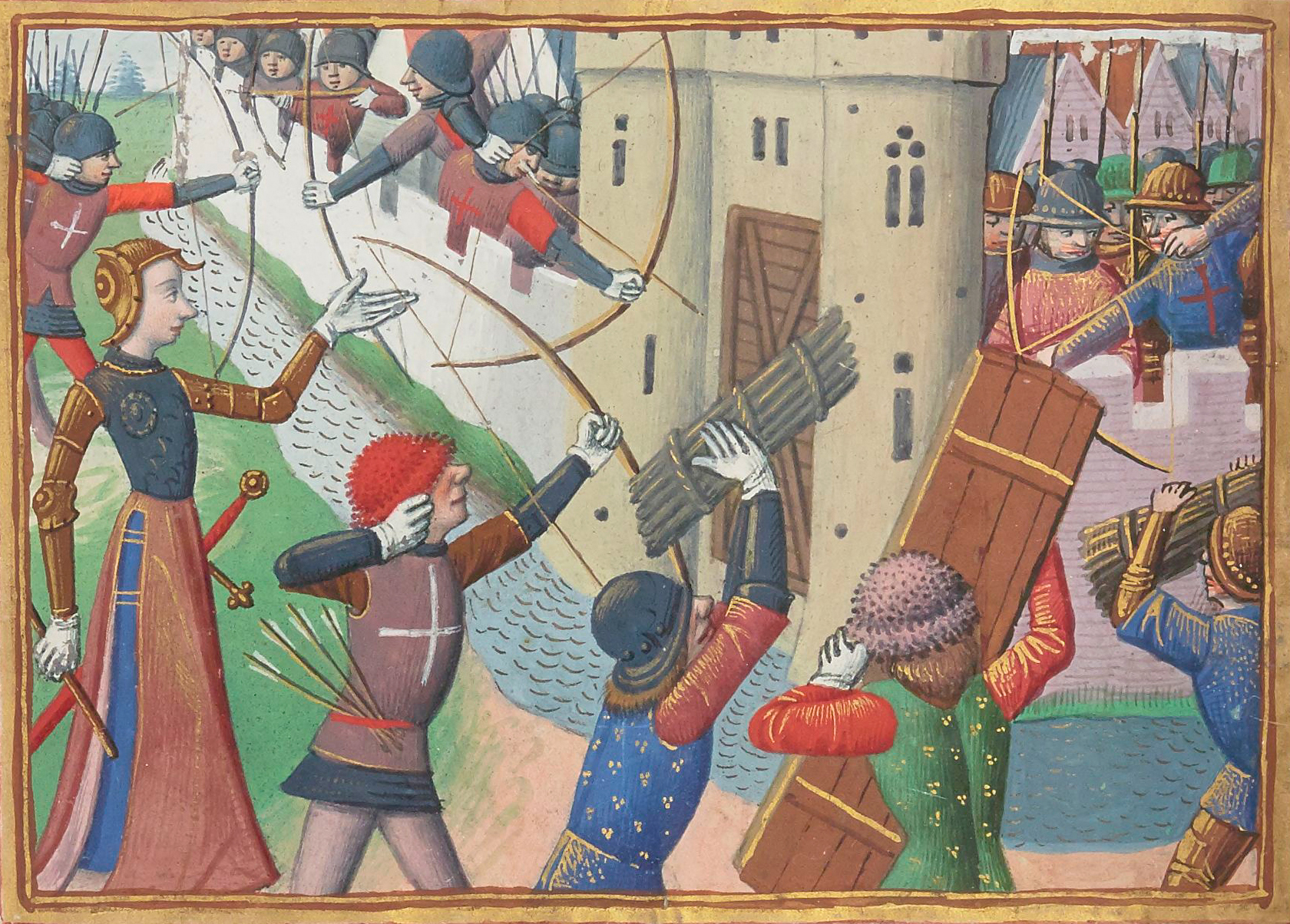
백년전쟁 중 잔 다르크는 파리를 탈환하고자 했으나 실패하였다.(1429년)

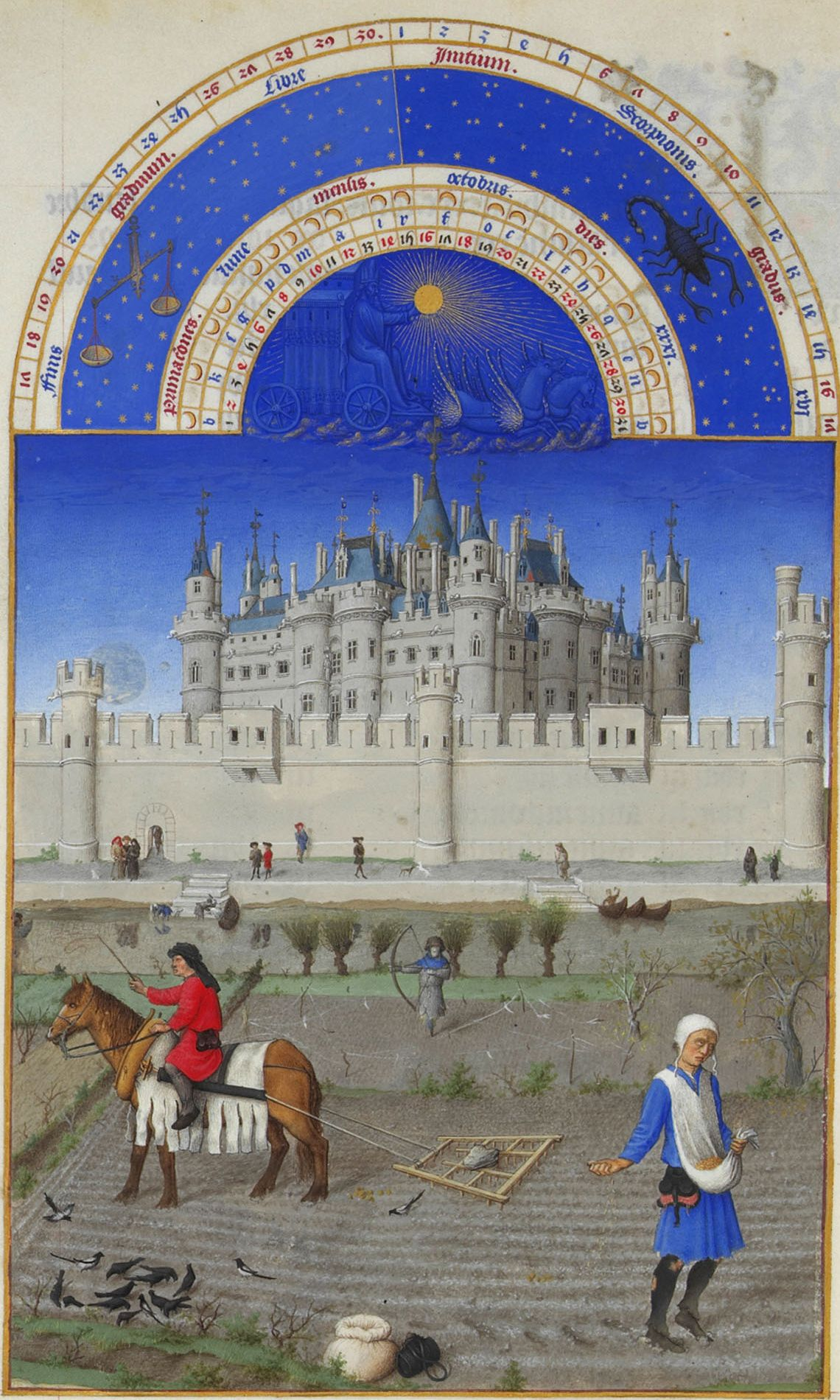
베리공의 매우 호화로운 기도서에 그려진 루브르 요새

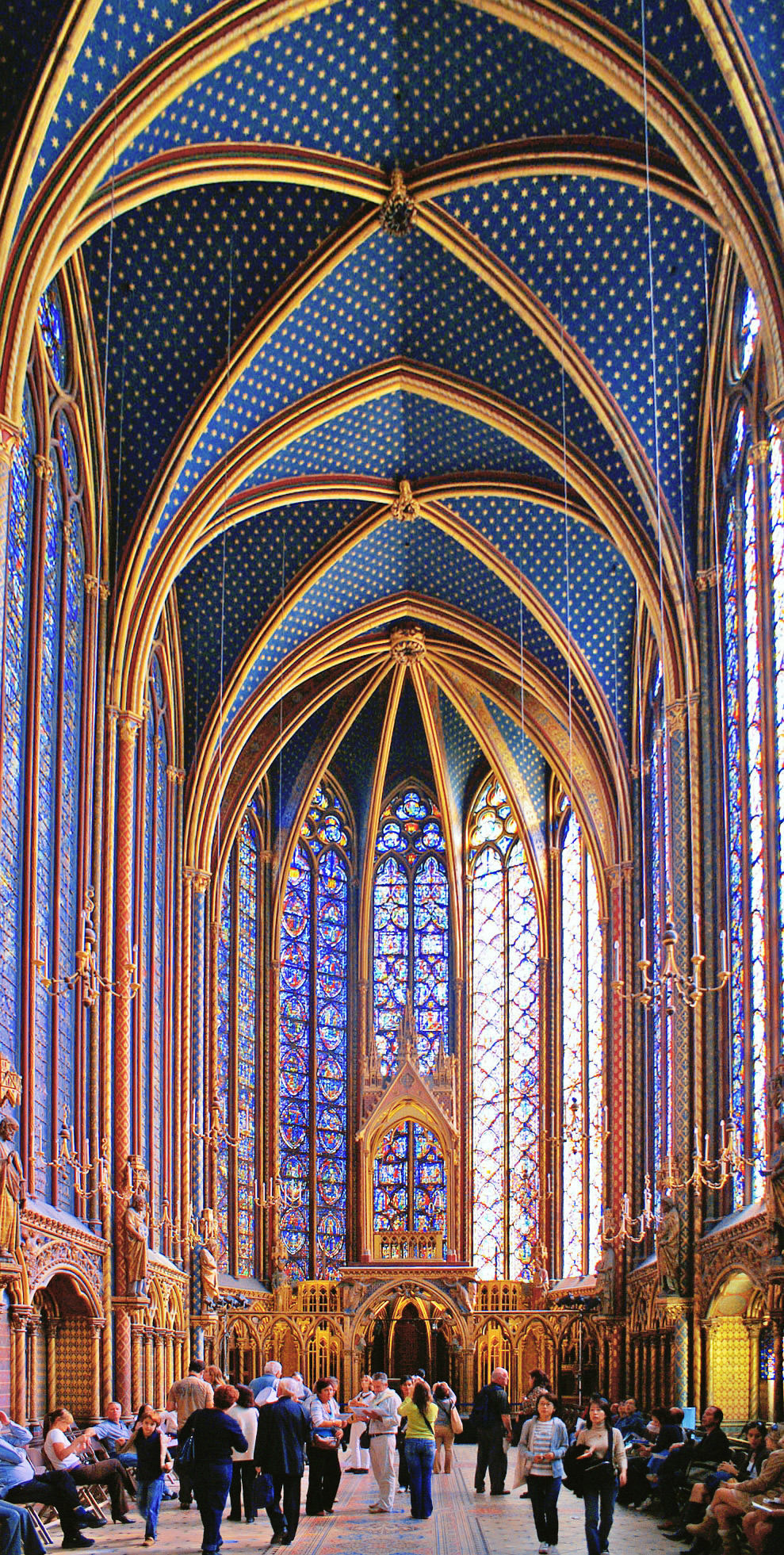
생트샤펠 성당의 스테인드글라스 은 고딕 양식의 걸작품이다.(13 세기)

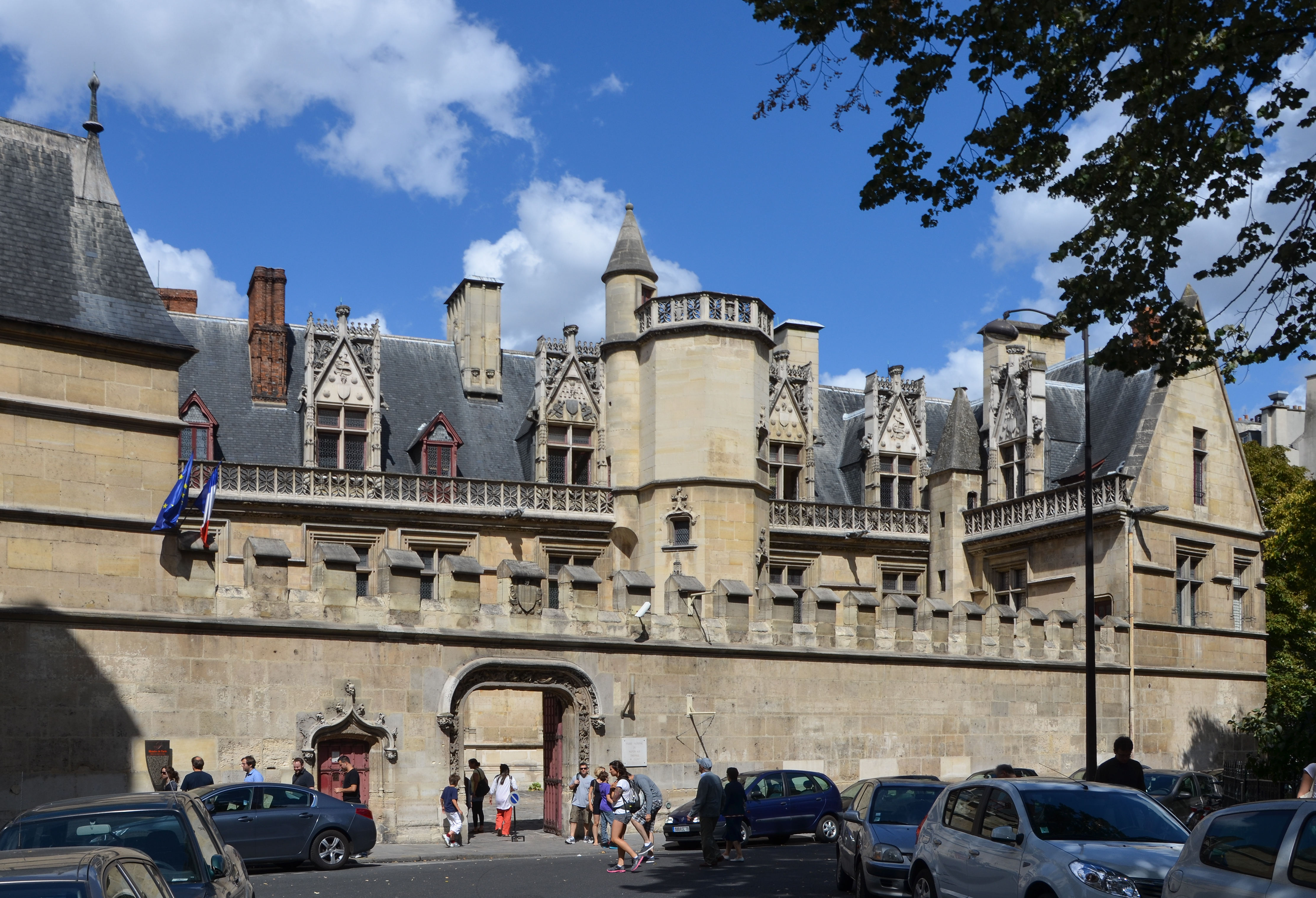
클뤼니 수도원의 중심 건물이었던 오텔드클뤼니는 현재 중세박물관으로 쓰이고 있다.

12세기가 시작될 무렵 카페 왕조의 군주는 단지 파리와 그 인근을 통제할 수 있을 뿐이었다. 다른 대부분의 프랑스 영토는 봉신들의 자치령이었다. 그러나 파리는 이미 프랑스의 수도로서 정치, 문화, 경제, 종교의 중심지였다. 시테섬에는 왕궁이 있었고, 1163년 노트르담 대성당이 세워지기 시작하였다.
센강 남쪽의 좌안에는 신학, 수학, 법학 학자를 양성하기 위해 파리 대학교가 세워졌고 파리의 양대 수도원인 생제르맹 수도원과 상트제네비에브 수도원이 들어섰다 센강 북쪽의 우안에는 항구를 중심으로 시장, 작업장, 상인의 거주지 등이 들어서 상업 및 금융의 중심지가 되었다. 상인 길드는 점차 파리의 주요 세력 가운데 하나로 자리잡았다.

### 루브르궁
중세 초기 국왕의 거처는 시테섬에 있었다. 1190년부터 1202년까지 필리프 2세는 당시 잉글랜드의 영지였던 노르망디의 공격에 대비하여 파리의 우안을 보호하기 위해 거대한 요새인 루브르 요새를 지었다. 요새의 성곽은 72 x 78 미터의 직사각형으로 4개의 탑이 있고 해자로 둘러싸여 있었다. 요새 중앙에는 30미터 높이의 원형 탑을 세웠다. 요새의 기초는 오늘날 루브르 박물관 지하에서 볼 수 있다.
필리프 2세는 제3차 십자군을 떠나기 전 도시를 보호할 새 요새의 건설을 시작하였다. 필리프 2세는 센강 좌안에  30개의 둥근 탑을 이은 성벽을 지었다. 우안에는 새롭게 성장하는 상업 중심지를 위해 40개의 탑을 이은 성벽을 세웠다. 이 성벽은 2.8 km까지 확장되었다. 마레 지구에는 오늘날에도 당시 성벽의 일부가 여기저기 흩어져 있다. 파리 시민들이 인정하는 필리프 2세의 세번째 치적은 악취나는 진흙탕 길을 돌로 포장하였다는 것이다. 그는 또한 시테섬을 잇던 두 다리를 석재로 다시 쌓았고 우안에 레알 시장을 세웠다.
필리프 4세(약 1285년-1314년)는 시테섬의 왕실 거처를 궁전으로 바꾸었다. 팔레 드 쥐스티스에는 당시의 거대한 예식홀 두 개가 그대로 남아있다. 중세 프랑스의 악명 높은 처형지인 기베드몽포콩 역시 필리프 4세에 의해 지어진 것이다. 처형지의 위치는 오늘날 파비앵 대령 광장과 뷔트쇼몽 공원 근처였다. 공개 처형된 시체는 처헝대에 그대로 걸려 전시되었다.  필리프 4세는 세력이 너무 강해져 자신의 왕권을 위협한다고 생각하여 성전기사단을 해산시키고 단원을 체포했으며, 1314년 3월 18일 성전기사단의 총장이었던 자크 드 몰레를 일드시테의 서쪽 지점에서 화형에 처했다.
1335년에서 1383년 사이 샤를 5세는 도시 주변에 새 성벽을 세웠다. 1991년 - 1992년에 진행된 발굴에서 카루젤 광장 지하에서 발견한 당시 성벽 일부가 루브르 박물관에 보관되어 있다. 바스티유 요새와 뱅센의 요새도 이 시기에 지어진 것이다. 샤를 5세는 국왕의 공식 거처를 시테섬에서 루브르로 옮겼지만 오텔생폴에 머무르는 것을 좋아했다.

### 생드니와 노트르담, 고딕 양식의 탄생
파리에 종교 건축이 번창한 것은 주로 1122년 - 1151년 무렵 생드니 수도원장이자 루이 6세와 루이 7세의 상서였던 슈제르의 활약 덕분이었다. 그는 생드니 대성당의 오래된 카롤루스 왕조 시기 바실리카를 재건축하여 삼위일체를 상징하도록 수평과 수직 구획을 각 3으로 구분한 대성당을 지었다. 슈제르는 1140년에서 1144년까지 대성당에 스테인드 글라스를 더해 빛으로 가득한 장엄하고 극적인 내부를 완성하였다. 훗날 고딕 건축이라고 불리게 된 이 양식은 카르티에 생제르맹데프레를 비롯안 파리의 여러 교회 건축물에 적용되었고 프랑스를 넘어 잉글랜드와 독일 지역까지 빠르게 전파되었다.
고딕 양식의 건축이 늘어가면서 1160년 더욱 야심찬 건축 계획이 시작되었다. 모리스 드 쉴리의 감독 아래 노트르담 대성당이 착공된 것이다. 대성당의 내진은 1163년에 놓였고 제단은 1182년, 파사드는 1200년 - 1225년, 63 미터에 달하는 두 개의 탑은 1225년 - 1250년에 지어졌다. 125미터의 길이에 1300 명을 수용할 수 있는 노트르담 대성당은 2세기 만인 1345년 완공되었다. 노트르담 대성당은 후기 고딕 양식의 정점으로 센강 좌안에 더 작은 규모의 성당인 생줄리앙르파브르 교회가 같은 모양으로 지어졌다.
13세기 루이 9세는 고딕 건축의 최고 걸작인 생트샤펠 성당을 지었다. 흔히 "생루이"로 불리는 루이 9세는 이 성당에 예수를 못박은 십자가의 조각이라고 알려진 유물을 보관하였다. 생트샤펠의 스태인드 글라스는 파리에서 오늘날까지 남아있는 것 중에 가장 오래된 스태인드 글라스이다.  대성당의 익랑에 장미꽃 무늬 창을 지닌 18 미터 높이의 스테인드 글라스가 추가되었다.

### 파리 대학교
루이 6세와 7세 시기 파리는 유럽의 학술 중심지였다. 잉글랜드, 독일, 이탈리아 등 각지에서 학생과 학자, 수도사들이 파리로 모여들었다. 초기의 학술 활동은 노트르담과 생제르맹 수도원에 소속된 여러 학교에서 이루어졌다. 유명한 강사는 엘로이즈와의 사랑으로도 유명한 피에르 아벨라르가 있다. 그는 생제르맹 수도원에서 5천 명에 달하는 학생을 가르쳤다. 아벨라르 시기 강의는 수도원이 마련한 강당에서 강사를 초빙하여 강의를 열면 학생들이 등록금을 내고 출석하는 방식이었다. 12세기 중반에 들어 학생과 강사가 길드를 결성하였고 이들을 중심으로 파리 대학교가 문을 열었다. 1200년 필리프 2세가 파리 대학교를 인가였고, 1215년 파리 대학교를 졸업한 바 있는 교황 인노첸시오 3세가 공식적으로 인정하였다.
센강 좌안의 카르티에 라탱(Quartier latin, 라틴 구역)의 이름은 라틴어로만 생활이 가능한 지역이라는 뜻이다. 라틴어는 당시 대학과 학술 활동의 공용어였고 여러 나라에서 모여든 학생들은 라틴어로 소통하였기 때문이다. 이 지역에 사는 파리 대학교의 학생은 약 2만 여명에 달했다. 대개는 하숙을 했지만, 가난한 학생들은 콜레지아 파우페룸 마지스트로룸( Colegia pauperum magistrorum, 가난한 학자를 위한 양육소)라 불린 기숙사에서 숙식을 해결하였다. 1257년 루이 9세 시기 로베르 드 소르본이 새로운 대학교를 열었다. 이 학교는 훗날 창립자의 이름을 따 소르본이라고 불리게 되었다. 13세기부터 15세기까지 파리 대학교는 서유럽에서 가장 중요한 로마 가톨릭 신학 학교였다. 재직한 교수에는 잉글랜드의 로저 베이컨, 이탈리아의 토마스 아퀴나스, 독일의 보나벤투라가 있다.

### 파리의 상업
11세기부터 파리의 도시 자치는 길드를 총괄하는 그랑 샤틀레의 프레보에 의해 이루어졌다. 프레보는 길드의 마스터들이 선출하고 국왕이 추인하여 직책을 맡았다. 이는 점차 성장해 가는 상인 계급의 힘과 부를 상징하였다. 상인 길드 못지 않게 장인 길드도 중요성을 인정받았는데 시정부는 문장에 뱃사공 길드의 상징인 배를 그려넣어 이들에 대한 존중을 나타냈다. 루이 9세는 24명으로 구성된 첫 시의회를 창설하였다.
1328년 파리의 인구는 약 20만 명으로 유럽에서 가장 인구가 많은 도시였다. 도시 인구가 증가하자 사회적 갈등도 고조되어 1306년 12월 프레보의 임대료 인상에 항의하는 첫 폭동이 발생하였다. 이 폭동으로 상인들의 집이 불탔고 주동자 28명이 교수형에 처해졌다. 반면 1357년 1월에는 프레보였던 에티엥 마르셀이 오히려 폭동을 부추겼는데 상인들은 왕태자의 눈 앞에서 그의 상서를 살해하였다. 상인들은 군주의 권력을 견제하고 도시에서 자신들의 특권을 얻기 위해 이와 같은 일을 벌였다. 1347년 파리에서 첫 삼부회가 열렸을 때 국왕은 상인들의 요구를 받아들였지만, 1358년 군사를 동원하여 도시에 대한 통제권을 되찾았다. 마르셀은 붙잡혀 처형되었고 많은 사람들이 보복을 당하거나 죽임을 당했다.

### 역병과 전쟁

1380년의 파리를 재현한 지도

14세기 중반, 파리는 페스트와 백년 전쟁이라는 두 가지 큰 재앙에 휩싸였다. 1348년 - 1349년에 처음 흑사병이 창궐하였을 때 파리에서는 인구의 4분의 1인 4 - 5만 명이 사망하였다. 흑사병은 이후로도 계속 재발하여 1360–61년, 1363년, 1366–1368년에도 다시 유행하였다. 흑사병은 16세기와 17세기까지도 빈번히 반복되어 3년에 한 번 꼴로 발생하였다.
전쟁은 더욱 치명적이었다. 1346년부터 에드워드 3 세의 잉글랜드군은 파리 교외를 약탈하였다. 10년 후인 1356년 장 2세가 푸아티에 전투에서 잉글랜드군에 패하고 포로가 되면서 흩어진 용병들도 약탈에 합류하였고 파리 주변은 황폐화되었다.
그 뒤로도 더 많은 불행이 닥쳐왔다. 1418년 5월 28일 ~ 29일 잉글랜드의 동맹 부르고뉴 공국이 파리를 공격하였고, 1422년 파리를 포함한 프랑스 북부는 헨리 6 세의 섭정이었던 베드포드 백작 랭커스터의 존이 통치했으며, 프랑스의 샤를 7세는 오를레앙에서 루아르강 이남만을 통치하게 되었다. 1429년 9월 8일 잔다르크가 파리 탈환을 시도하였지만 실패하고 부상을 입었다.
1429년 샤를 7세가 정식으로 대관식을 거행하여 프랑스의 국왕임을 선포하자 당시 10세였던 잉글랜드의 헨리 6세는 이에 대응하여 1431년 12월 16일 노트르담 대성당에서 대관식을 거행하고 프랑스의 국왕임을 선포하였다. 이후 1436년 샤를 7세가 파리를 탈환할 때까지 헨리 6세는 파리에 머물렀다. 계속되는 전쟁으로 파리가 황폐해지자 약 10만명의 주민이 파리를 떠났다.
전쟁 이후 파리는 다시 프랑스의 수도가 되었지만 샤를 7세의 후계자인 루이 11세는 루아르 계곡에 거처를 마련하고 특별한 경우가 아니면 파리를 방문하지 않았다. 왕실은 프랑수아 1세 시대인 1528년에야 다시 파리로 돌아갔다.
중세 시기 지어진 루브르궁, 노트르담 대성당과 여러 교회 같은 대규모 건축물 가운데 상당수는 여전히 파리에 자리잡고 있다. 15세기 말 생 대주교의 저택으로 지어진 오텔드생이 여전히 서있고, 1485년부터 1510년까지 지어져 클루니 수도원 원장의 저택으로 쓰였던 건물은 오늘날 중세 박물관으로 쓰인다. 두 건물 모두 수 세기 동안 주인이 바뀌며 사용되어 여러 번 개조되어 처음 지어졌을 때의 모습과는 다른 형태가 되었다. 니콜라 플라멜의 집은 1407년에 지어졌는데 개인 주택이 아니라 가난한 이들의 숙소로 쓰인 건물이다.

## 16세기

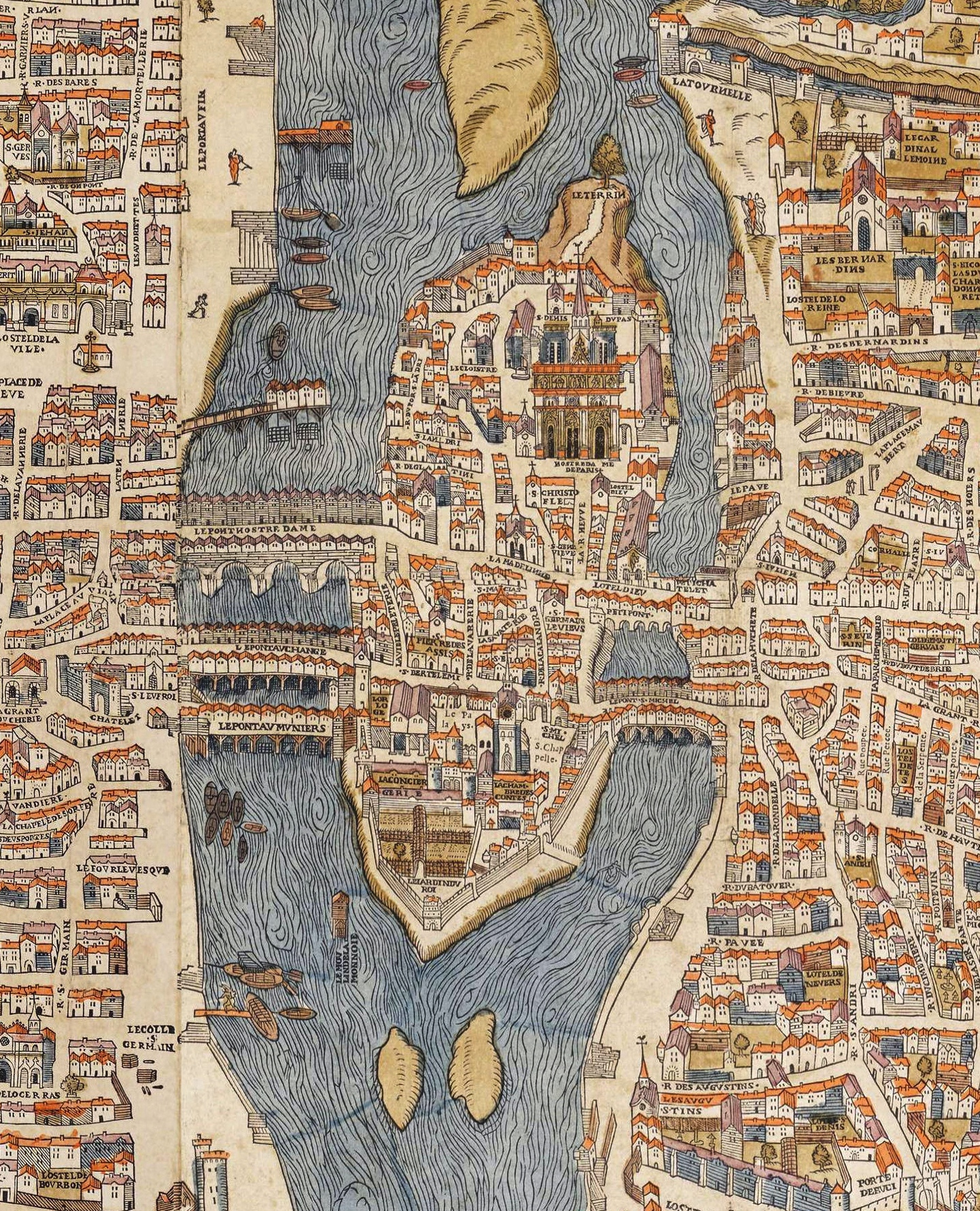
1550년 파리의 중심부. 올리비에 트루셰와 제르맹 외오의 작품.

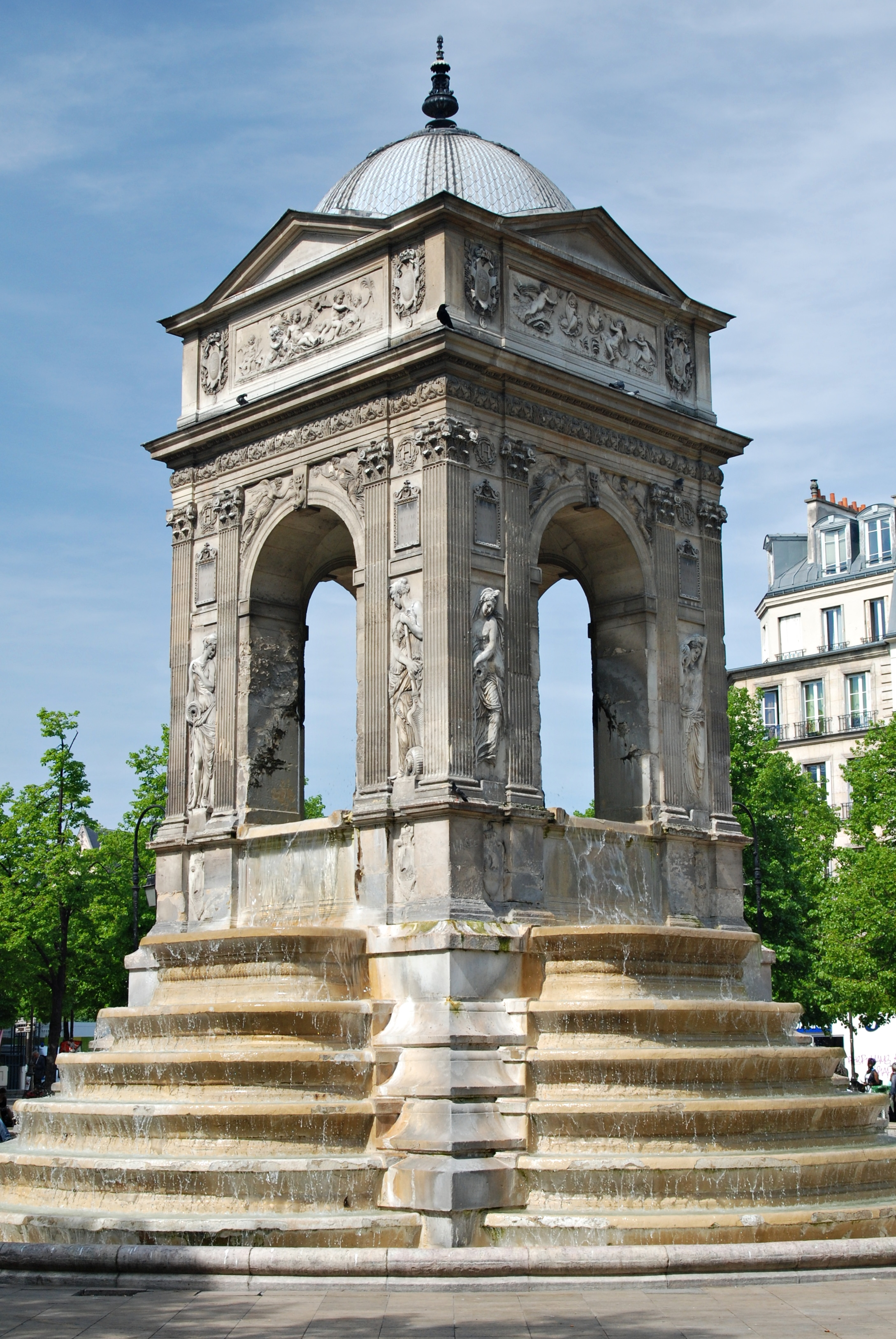
퐁텐데지노상은 1549년 앙리 2세의 파리 입성을 축하하기 위해 지어진 것이다.

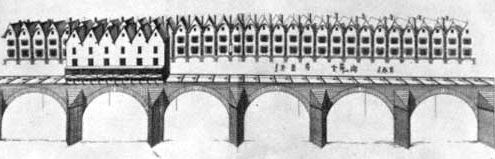
1512년 지어진 파리 최초의 르네상스 양식의 다리였던 노트르담 다리에는 68 채의 집이있었다.

1500년에 이르러 파리는 이전의 번영을 되찾았고 인구는 25만 명에 이르렀다. 프랑스의 왕들은 저마다 건물과 다리, 분수를 더하여 수도를 장식했으며 새로 지어진 건축물은 대부분 이탈리아에서 유행한 르네상스 건축 양식을 따랐다.
루이 12세는 파리를 방문하는 경우가 드물었지만 1499년 10월 25일 나무로 지어진 오래된 노트르담 다리가 무너지자 석조로 된 르네상스식 새 다리를 짓게 하였다. 1512년 완공된 새 노트르담 다리는 치수석재를 사용하였고 다리 위로 68 채의 집과 상점이 늘어서 있었다. 1533년 7월 15일, 프랑수아 1세는 파리 시청사의 머리돌을 놓았다. 프랑수아 1세는 그가 가장 좋아했던 이탈리아 건축가 도메니코 다코르토나에게 설계를 맡겼다. 파리 시청사는 1628년이 되어서야 완공되었다. 다코르토나는 시청사뿐만 아니라 루아르 계곡의 샹보르 성도 설계하였다. 1532년 지어진 파리의 첫 르네상스 양식 교회인 생유스타시 성당 역시 코르토나의 작품이다. 그는 고딕 성당의 구조를 유지하고 그 위에 르네상스식 외장을 덧입혔다. 한편 파리 최초의 르네상스 양식 주택인 오텔 카르나발레는 1545년 착공되었는데 이후 이탈리아 건축가 세바스티아노 세를리오가 설계한  퐁텐블로의 저택 그랑 페라르의 모델이 되었다. 카르나발레는 오늘날 박물관으로 쓰인다.
1534년 프랑수아 1세는 루브르를 자신의 거처로 삼았다. 그는 루브르 요새의 거대한 중앙탑을 헐고 그 자리에 열려있는 정원을 만들었다. 프랑수아 1세는 말년에 필리프 2세 시기 지어진 회랑 하나를 르네상스 양식으로 개조하기로 결정하였다. 새 회랑은 피에르 레스코가 설계하였고 다른 르네상스 양식 건축물의 모델이 되었다. 프랑수아 1세는 학예 육성에도 공을 들였는데 1500년 파리의 인쇄소는 모두 75개로 베네치아에 이어 유럽에서 가장 인쇄소가 많은 도시가 되었다. 1530년 프랑수아 1세는 히브리어, 그리스어 및 수학을 가르칠 파리 대학 내의 새 학교를 세웠다. 이 학교는 훗날 콜레주 드 프랑스가 되었다.
1547년 사망한 프랑수아 1세의 뒤를 이어 그의 아들 앙리 2세가 즉위하였다. 앙리 2세 역시 파리를 르네상스 양식으로 장식하였다. 1549년 앙리의 첫 처음 공식 입성을 기념하여 퐁텐데지노상(Fontaine des Innocents, 순결의 분수)이 지어졌다. 앙리는 루브르에 파빌리옹듀르와(Pavillon du Roi,  왕의 거처)회랑을 추가하였다. 그는 새 건물의 레스코 회랑 1층에 자신의 침실을 두었다. 앙리 2세는 연회를 위한 홀인 살레데카리아티데도 지었다.
1559년 7월 10일 앙리 2세는 마상창시합을 하던 중 부상을 입고 사망하였다. 그의 왕비 카트린 드 메디시스는 1563년 샤를 5세의 성벽 바로 밖에 있던 건물을 철거하고 튀일리궁을 짓기 시작하여 1572년 완공하였다. 카트린은 이곳을 자신의 새 거처로 삼고 이탈리아 양식의 정원인 튀일리 정원을 만들었다.
이 시기 프랑스는 극심한 종교 대립으로 내전 상태에 있었다. 프랑스의 로마 가톨릭은 교회의 부패를 비판하는 르네상스 인문주의와 종교 개혁 이후 칼뱅주의를 따르는 위그노에 맞서 프랑스를 가톨릭 국가로 유지하고자 하였다. 파리와 유럽의 가톨릭 신학을 대표하던 파리 대학교와 소르본 대학교의 교수들은 개신교와 인문주의자를 모두 이단이라 단죄하며 공격하였다. 1532년 인문주의자 에티엔 돌레는 소르본 대학교의 신학자들에 의해 모베르 광장에서 그의 책과 함께 화형당했다. 그러나 장 칼뱅의 새로운 교리는 특히 프랑스 상류증에서 인기를 얻었다. 1562년 결국 위그노 전쟁이 일어난 뒤 파리는 가톨릭의 거점이 되었다.
프랑스의 왕가와 귀족들은 내전을 끝내기 위해 위그노였던 나바라의 엔리케(훗날 앙리 4세)와 샤를 9세의 동생이자 가톨릭인 마르그리트의 결혼을 추진하였다. 엔리케는 많은 수하들을 거느리고 적지인 파리로 입성하였고, 1572년 8월 23일 밤에서 24일 새벽까지 가톨릭은 성당의 종소리에 맞추어 위그노들을 학살하였다. 성 바르톨로메오 축일의 학살로 불리게 된 이 학살은 9월까지 계속되어 파리에서만 3천명이 죽임을 당했고 프랑스 전역에서는 5천명에서 1만명에 이르는 사람들이 학살되었다.
발루아가의 마지막 왕이었던 앙리 3세는 종교 갈등을 평화롭게 해결하고자 하였으나 기즈 공작 앙리와 그의 추종자들은 바리케이드의 날로 불리는 1589년 8월 1일 앙리 3세에게 몽진을 강요하였다. 앙리 3세는 생클루의 성으로 피난하였다가 도미니코 수도회 소속의 수사 자크 클레망에게 암살되었다. 이로서 발루아가는 직계 남성 후손이 남지 않게 되었고 왕위 계승권은 부르봉가인 나바라의 엔리케에게 넘어갔다. 그러나 여전히 가톨릭의 아성이었던 파리는 왕위계승자를 상대로 전쟁을 계속하였다.
앙리 4세가 된 엔리케는 1590년 3월 14일 이브리 전투에서 가톨릭 동맹을 격퇴하고 승기를 잡은 뒤 파리를 포위하였으나 함락시킬 수는 없었다. 앙리 4세는 파리 입성을 위해 가톨릭으로 개종하였다. 1594년 2월 27일 파리로 들어가 프랑스의 왕이 되었고 3월 14일  샤르트르 대성당에서 대관식이 이루어졌다. 그는 1598년 낭트 칙령을 통해 종교적 관용을 선포하여 종교 갈등을 일단락 지었다.

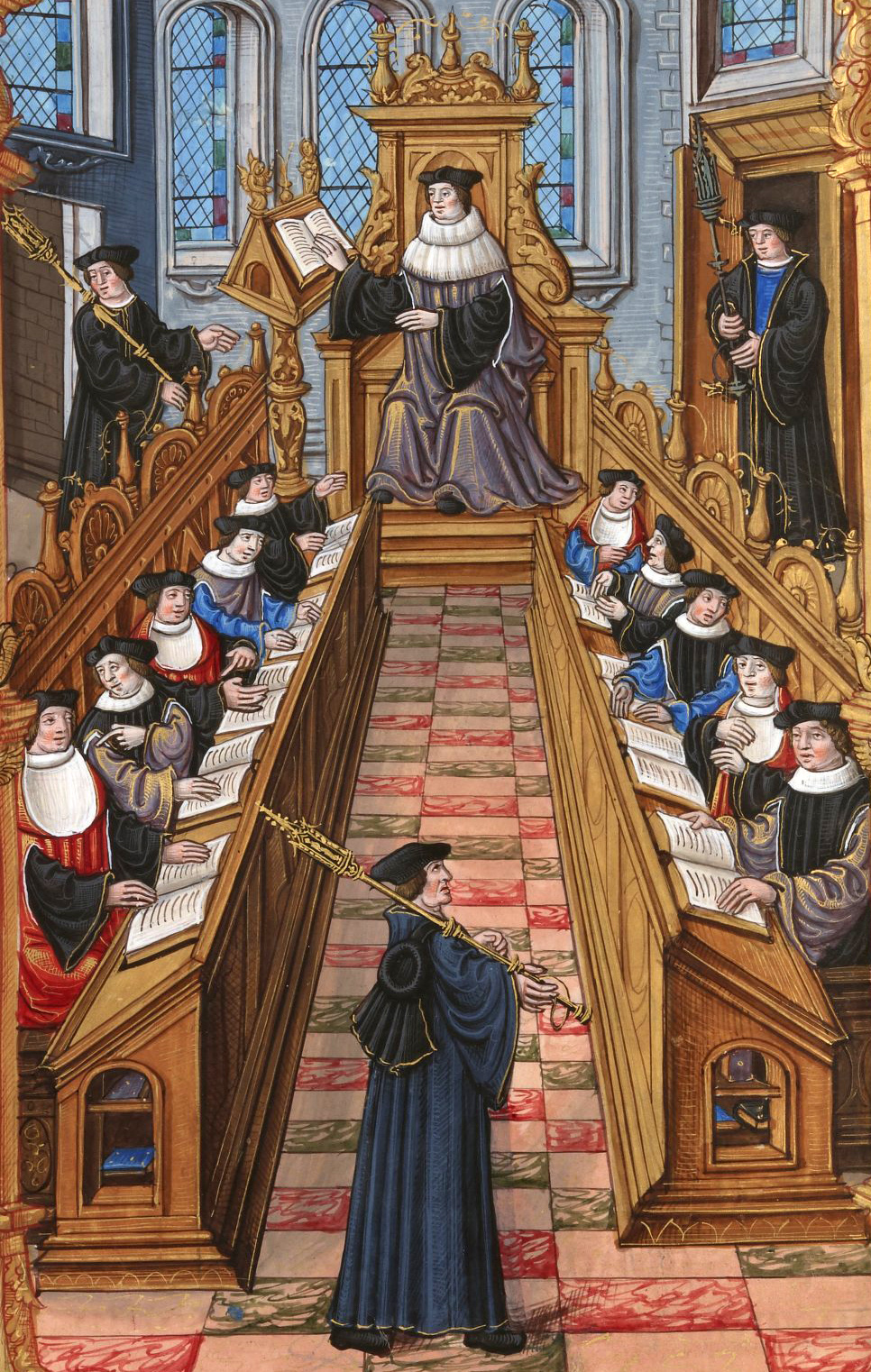
16세기 파리 대학 교수 회의.
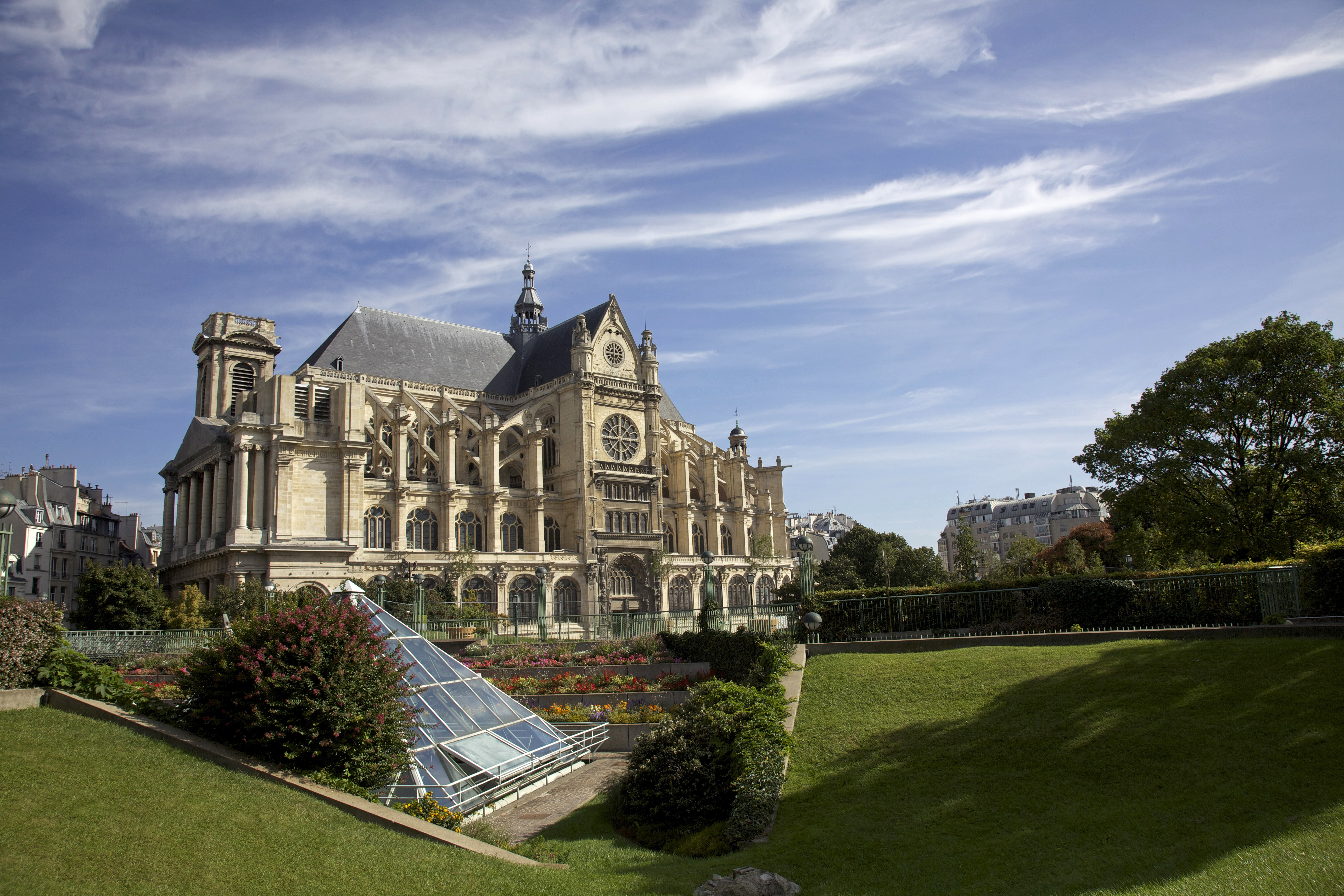
파리 최초의 르네상스 양식 교회, 생유스타시 성당 (1532년)
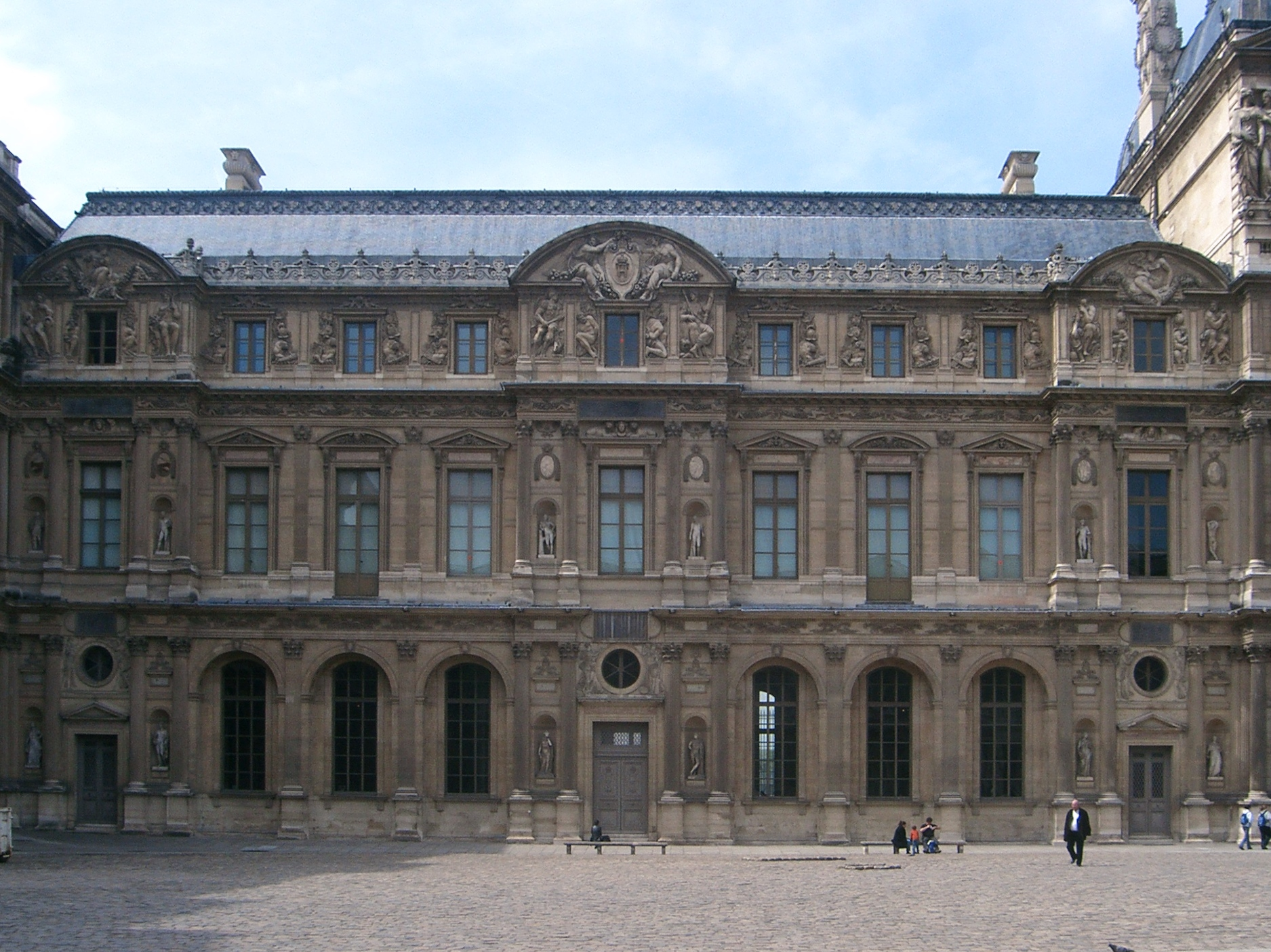
프랑수아 1세가 르네상스 양식으로 개조한 루브르궁의 회랑
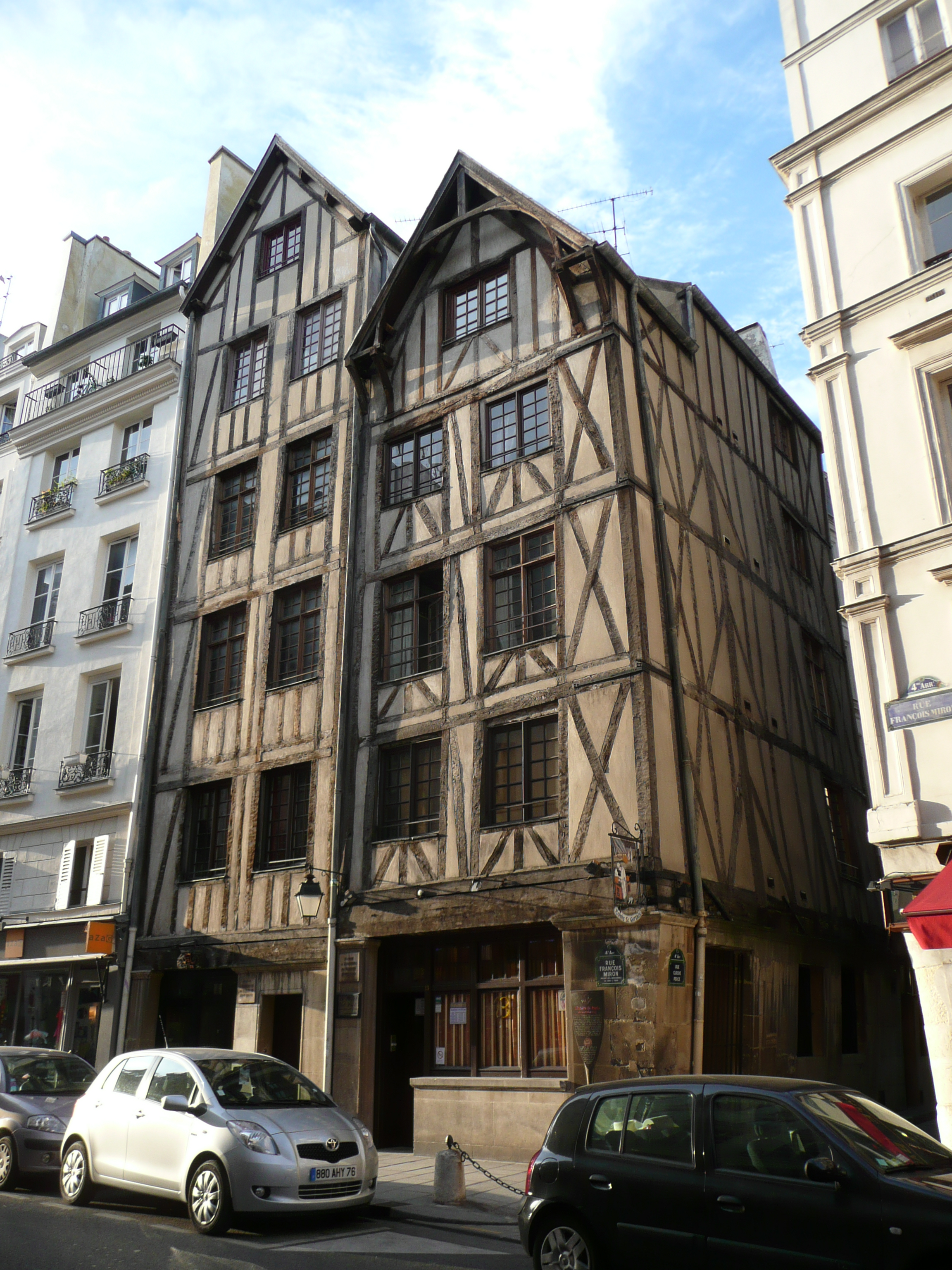
파리에 남아있는 16세기 건물

## 17 세기

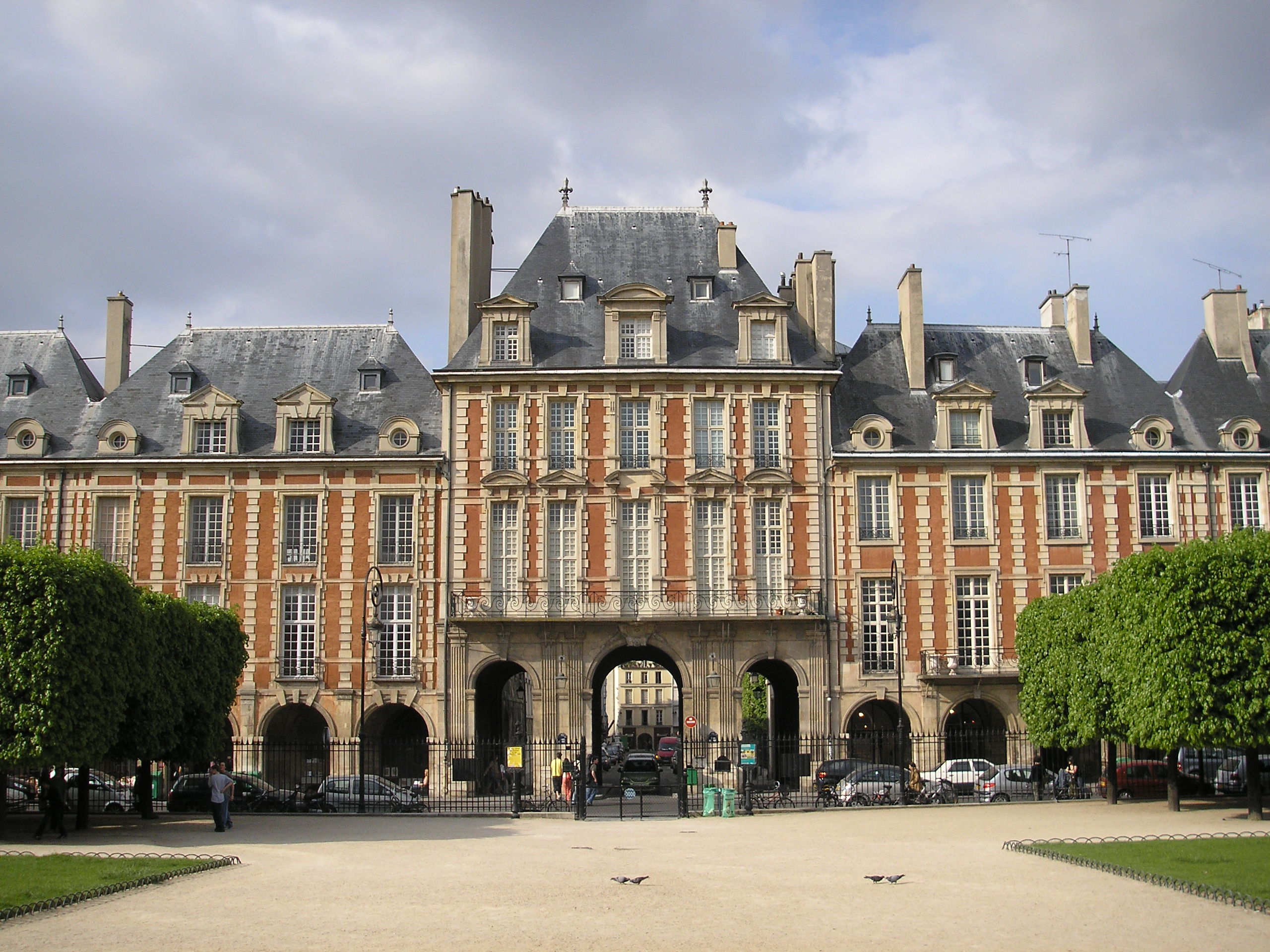
1605년 앙리 4세가 조성하였고 1612년 루이 13세가 개장한 보주 광장. 파리 최초의 주거 구역 광장이다.

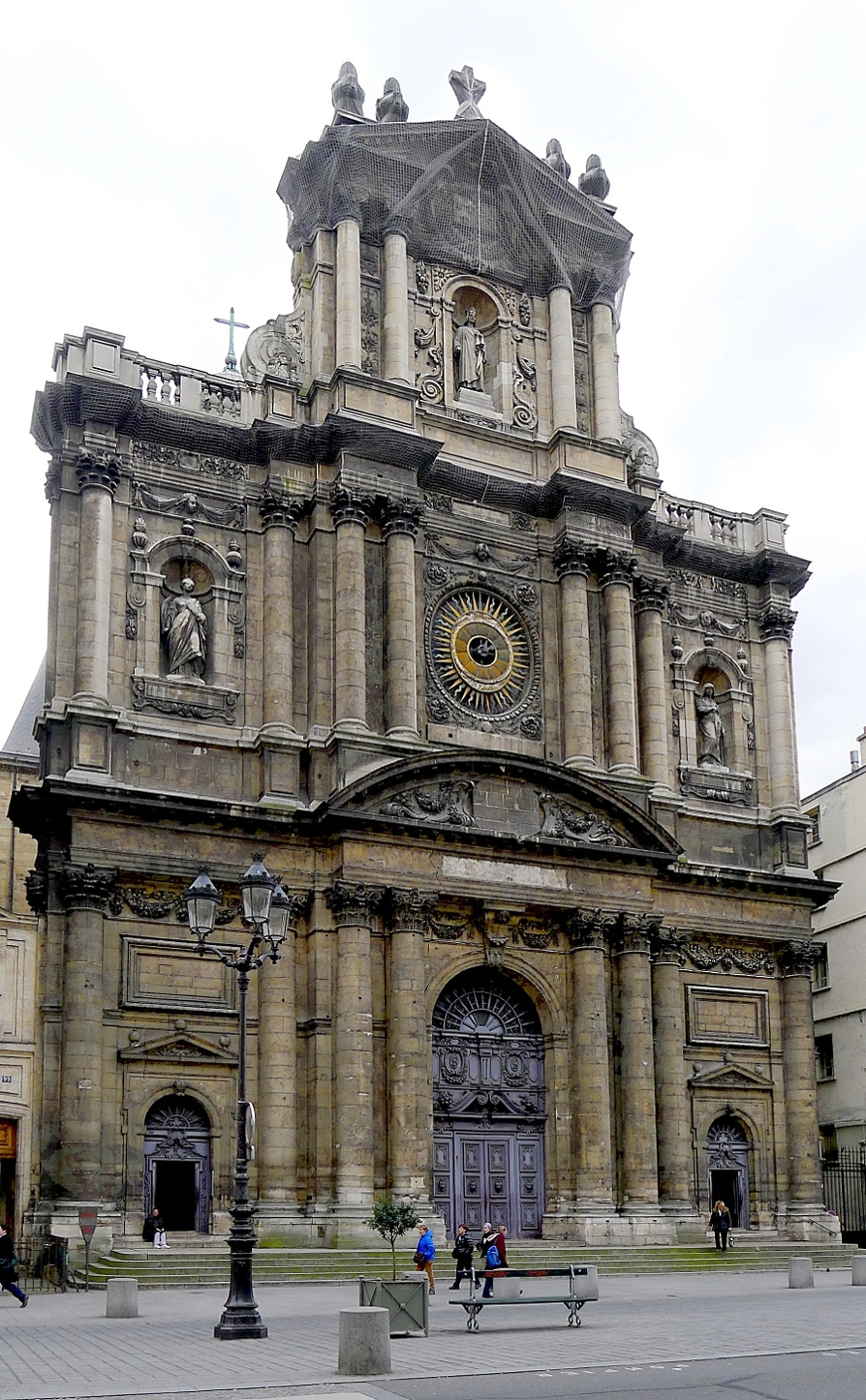
마레에 있는 생폴생루이 성당 17세기 예수회 양식이다.

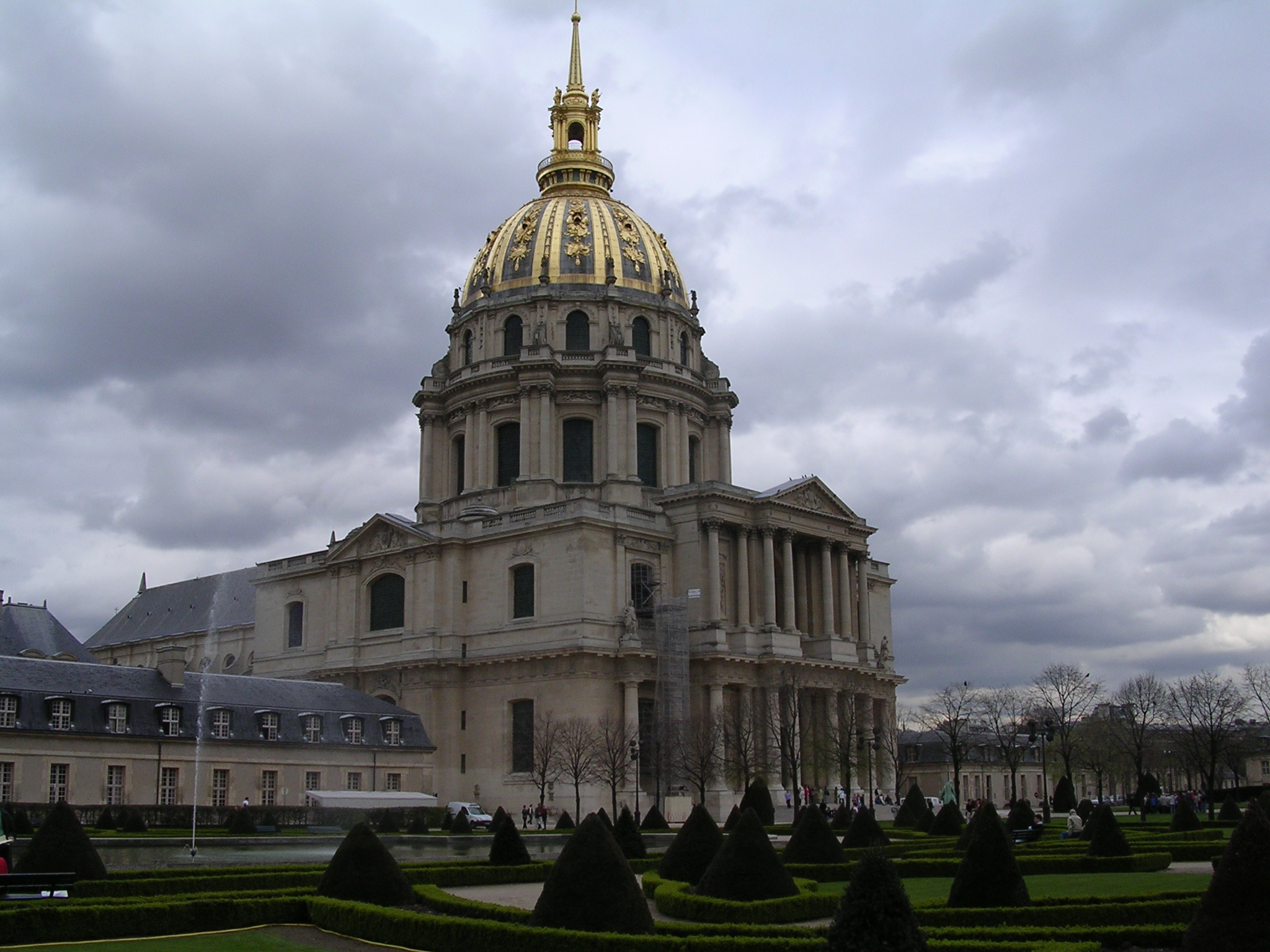
앵발리드(1671년 - 1678년)는 루이 14 세가 상이군인을 위한 병원의 부속 성당으로 지었다.

16세기 동안 파리는 종교 전쟁으로 큰 고통을 겪었다. 시민의 3분의 1이 떠났고 많은 집이 파괴되었으며 루브르, 시청사, 튀일리궁 등의 건물이 완공되지 않은 채 방치되어 있었다. 앙리 4세는 도시의 자치권을 박탈하고 왕실 내신을 통해 직접 통치하였다. 그는 미완의 상태로 남은 건물들의 건축을 다시 시작하고 루브르와 튀일리궁을 연결하였다. 둘을 통합한 거대한 궁전을 짓는 계획은 이후 3세기 동안 지속되었다.
앙리 4 세는 위그노였던 쉴리 공작 막시밀리앙 드 베툰을 재무대신으로 임명하고 파리 건축의 책임자로 지명하였다. 쉴리 공작은 강력한 추진력 때문에 "포병 대장"으로 불렸다. 앙리 3세 시기 시작되었지만 전쟁으로 중단되었던 퐁뇌프 건축은 1607년 완공되었다. 퐁뇌프는 파리에서 상판에 집이 없이 지어진 최초의 다리이다. 1608년 퐁뇌프 근처에 루브르와 튀일리궁에 식수를 공급하는 대형 펌프장인 라 사마리테인(La Samaritaine, 사마리아 여인)을 지었다.
1612년 앙리 2세 시기 왕실 거처인 오텔데투르네이유의 빈터 남쪽에 벽돌로 지은 주거지역과 아케이드를 짓고 광장을 조성하였다. 이 광장은 처음엔 "로얄 광장"으로 불렸지만 1800년 보주 광장으로 이름을 바꾸었다. 1607년 앙리 4세는 일드라시테 서쪽 끝에 삼각형의 주거지로 둘러쌓인 도핀 광장(Place Dauphine, 태자 광장)을 착공하였다. 그러나 앙리 4세는 1610년 5월 14일 가톨릭 광신자인 프랑수아 라바이약에게  암살되었다. 4년 후, 앙리 4세의 청동 승마상이 도핀 광장과 마주한 퐁네프에 세워졌다.
앙리 4세의 왕비 마리아 데 메디치는 자신의 고향인 피렌체의 피티궁을 모델로하여 새 거처 뤽상부르궁(1615-1630)을 지었다. 피렌체에서 분수 제작자 토마소 프란치니불러 메디치 분수를 만들도록 하였다. 뤽상부르궁이 지어진 센강 좌안은 물이 부족하여 도시의 성장이 더뎠는데 마리아 데 메디치는 새로운 궁전과 분수에 물을 공급하기 위해 옛 로마 시기의 수도교를 재건하도록 하였다. 1616년에는 센강을 따라 조성된 쿠르 라렌(Cours-la-Reine, 왕비 정원)도 만들었다. 1,800 그루의 느릅나무가 늘어선 긴 산책로는 피렌체를 떠올리게 한다.
루이 13세는 앙리 4 세가 시작한 루브르 건축 계획을 계속하여 루브르궁 중심부에 왕궁 정원인 쿠르 카레(Cour Carrée, 정사각 공원)를 조성하였다. 그의 총리 리슐리외 추기경도 파리 중심에 중요한 건물을 추가했다. 1624년 리슐리외는 자신의 거처로 팔레 루아얄을 착공하였다. 저택의 부지는 루생오노레에 당시까지 여전히 남아있던 샤를 5세 성벽과 맞닿은 오텔 드 랑부예와 오텔 다르마냑를 비롯한 여러 저택을 구입하여 마련하였다. 팔레 루아얄은 거대한 정원을 갖추고 중앙에 분수를 마련하였고 양쪽으로 긴 가로수길을 두었다. 오늘날 남아있는 정원은 당시의 3분의 1 정도에 불과하다.
17세기 초 리슐리외는 로마에 있는 예수회 본부인 게수 교회와 교황 직할인 성 베드로 대성당에서 영향을 받은 새로운 교회 건축 양식을 파리에 도입하였다. 파리 최초의 예수회 양식의 교회는 1616년에 완공된 생제르바이로 기존의 교회를 개조하여 외관을 바꾼 것이었다. 개축이 아닌 신축한 첫 예수회 양식의 교회는 마레에 있는 생폴생루이로 기존의 르네상스 건축 양식이 완전히 사라지지는 않았지만, 루이 13세와 14세는 새 교회를 무척 마음에 들어하여 높이 평가하였다.
소르본 성당(1635년 - 1642년) 역시 소르본 대학교의 총장을 겸하고 있던 리슈리외에 의해 성 베드로 대성당을 모방한 돔을 얹었다. 생 쉴피스 교회(1646년) 생로크 교회(1653년) 역시 이 시기의 건물로 당시 교회 건축은 프랑스 바로크 건축 또는 플랑봐양 고딕(Flamboyant Gothic, 호화로운 고딕)이라고 불린다.
새로운 양식인 프랑스 바로크 건축 가운데 가장 규모가 큰 것은 루이 13세의 왕비 안 도트리슈가 지은 발드그라스(Val-de-Grâce, 은총의 골짜기)로 그의 고향 스페인의 엘에스코리알을 모델로 하였다. 발드그라스는 왕비의 거처에 수녀원과 교회를 합친 형태의 건축물이다. 발드그라스는 프랑수아 망사르를 포함한 여러 건축가가 설계하였다.
17세기 전반에 파리의 인구는 거의 두 배가 되어 1643년 루이 13세의 통치가 끝날 무렵 40만 명에 달했다. 우안과 좌안 사이의 소통을 원활하게 하기 위해 루이 13세는 센강에 5개의 새 다리를 건설하였다. 귀족과 공무원, 부유층은 교외에 새로운 주거 지역을 지으면서 저택 안에 식당과 응접실이라는 새롭고 독창적인 공간을 만들었다. 보주 광장과 생앙투안 거리 사이에 있는 오텔드쉴리는 당시 건축 양식의 원형을 보여주는 사례로 남아있다.
루브르와 좌안의 루드박(Rue de Bac, 나루터길) 사이에 있던 목조 다리는 루이 14세에 이르러 석조 다리인 퐁로얄로 개조되었다. 다리가 완공 된 뒤 좌안의 다리 끝에 있는 생제르맹 마을은 새로운 유행을 이끄는 곳으로 명성을 얻었다. 루이 13세 시기에 센강에 있던 두 작은 하중도인 노트르담섬과 옥스바시섬을 합쳐 생루이섬을 만들었다. 원래 장작더미 창고와 외양간이 있던 이 섬은 이후 파리의 금융가들이 모여 사는 화려한 주거지로 바뀌었다.
루이 13세 시기 파리는 프랑스를 넘어 유럽의 문화 수도로서 명성을 굳혔다. 1609년 만들어진 루브르 갤러리에는 화가, 조각가, 장인이 작업장을 열고 모여 살았다. 1635년 리슐리외는 이탈리아 르네상스 공작들의 학술 진흥 사례를 따라 아카데미 프랑세즈를 조직하였다. 이때 결성된 미술 조작 왕립아카데미는 1648년 미술 아카데미가 되었다. 1633년 프랑스 최초의 식물원 자르뎅듀로이(Jardin du Roy, 왕립 정원)은 1793년 프랑스 혁명 후 파리 식물원으로 이름을 바꾸고 파리 최초의 공공 정원이 되었다. 파리 최초의 상설 극장은 1635년 리슐리외 추기경이 자신의 관저에 세웠다.
리슐리외는 1642년, 루이 13세는 1643년에 사망하였다. 후계자 루이 14세는 겨우 5살의 나이에 왕위에 올랐기 때문에 모후 안 도트리슈가 섭정이 되었다. 리슐리외의 자리는 쥘 마자랭이 이었는데, 법복귀족이 장악하고 있던 고등법원에 새로운 세금을 부과하려다 충돌을 빚었다. 이 사건은 프랑스 귀족의 반란인 프롱드의 난이 일어나는 계기가 되었다. 반란은 1648년부터 1653년까지 이어졌다.
반란 기간 동안 어린 루이 14세는 종종 왕궁에서 사실 상 연금 상태로 지내야 하였다. 섭정인 모후 안의 군대가 다시 파리를 장악할 때까지 루이 14세는 1649년과 1651년 도시를 떠나 생제르맹앙레로 거처를 옮겨야 하였다. 플롱드의 난 이후로 그는 평생동안 귀족이 장악하고 있는 파리를 불신하였고 결국 1671년 왕실의 거주지를 도시 밖의 베르사유궁으로 옮기고 파리 입성은 가능한 한 하지 않으려고 들었다.
왕의 불신에도 불구하고 파리는 계속해서 성장하고 번영하여 인구가 50만 명에 이르게 되었다. 루이 14세는 장바티스트 콜베르를 총리로 임명하고 파리의 건축을 담당하게 하였다. 콜베르는 파리를 고대 로마의 계승자 반열에 올리고자 하였다. 루이 14세는 총리를 지지하기 위해 1661년 1월 튈르리 승마 축제에서 로마 황제의 의상을 입고 행진하였다. 또한 1670년 루브르의 쿠르 카레 동쪽에는 로마의 열주를 연상시키는 장엄한 기둥이 세워졌다. 루브르 내부에는 샤를 르브룅에 의해 태양 마차를 끄는 아폴로를 묘사한 천정화가 그렸는데 루이 14세 스스로 자신이 "태양왕"임을 드러내기 위한 것이었다. 프랑스는 바야흐로 절대주의의 절정을 지나고 있었다.
1672년 루브르궁의 센강 건너편에 루이 14세는 바로크 양식의 궁전과 돔형 교회 양식을 결합한 콜레지 데 콰트레 나숑(Collège des Quatre-Nations, 4개국 대학)을 건설하여 파리로 오는 주요 4개국 유학생을 수용하였다. 이 건물은 오늘날 프랑스 학사원으로 사용된다. 루이 14세는 파리에 새로운 병원인 살페트리에 병원을 지었고 1698년에는 상의 군인을 위한 병원 단지와 앵발리드를 지었다. 파리에 새로운 광장도 조성하여 1689년 빅톼르 광장이, 1698년 방돔 광장이 개장하였다. 그는 또한 파리의 성벽을 허물고 가로수를 심은 대로인 불바르를 놓았다.
대도시로 성장하게 된 파리는 도시 문화도 번성하였다. 도시에서 가장 유명한 극장 인 코메디 프랑세즈는 1681년 루 포세 생제르망데프레의 옛 테니스 코트 위에 세워졌다. 1686년 이탈리아인 프란체스코 프로코피오가 파리 최초의 카페 레스토랑인 카페 프로코프를 열었다.
17세기 동안 파리의 곳곳엔 화려한 건물과 도로가 놓였지만, 도시화가 진행되면서 모여든 파리의 빈민들은 전혀 다른 삶을 살았다. 그들은 일드라시테를 비롯한 도시의 중세 구역의 좁은 골목을 따라 늘어선 5 - 6층의 건물에 살았다. 어두운 밤 비좁은 골목은 범죄의 온상이었다. 콜베르는 야경꾼으로 궁수 4백명을 증원하고 금속으로 만든 등을 세웠지만 도시 범죄는 해결되지 않았다. 가브리엘 니콜라 드라레이니는 1667년부터 30년간 파리 경찰 총감으로 재직하면서 치안 상황을 왕에게 직접 보고하였다.

## 18세기

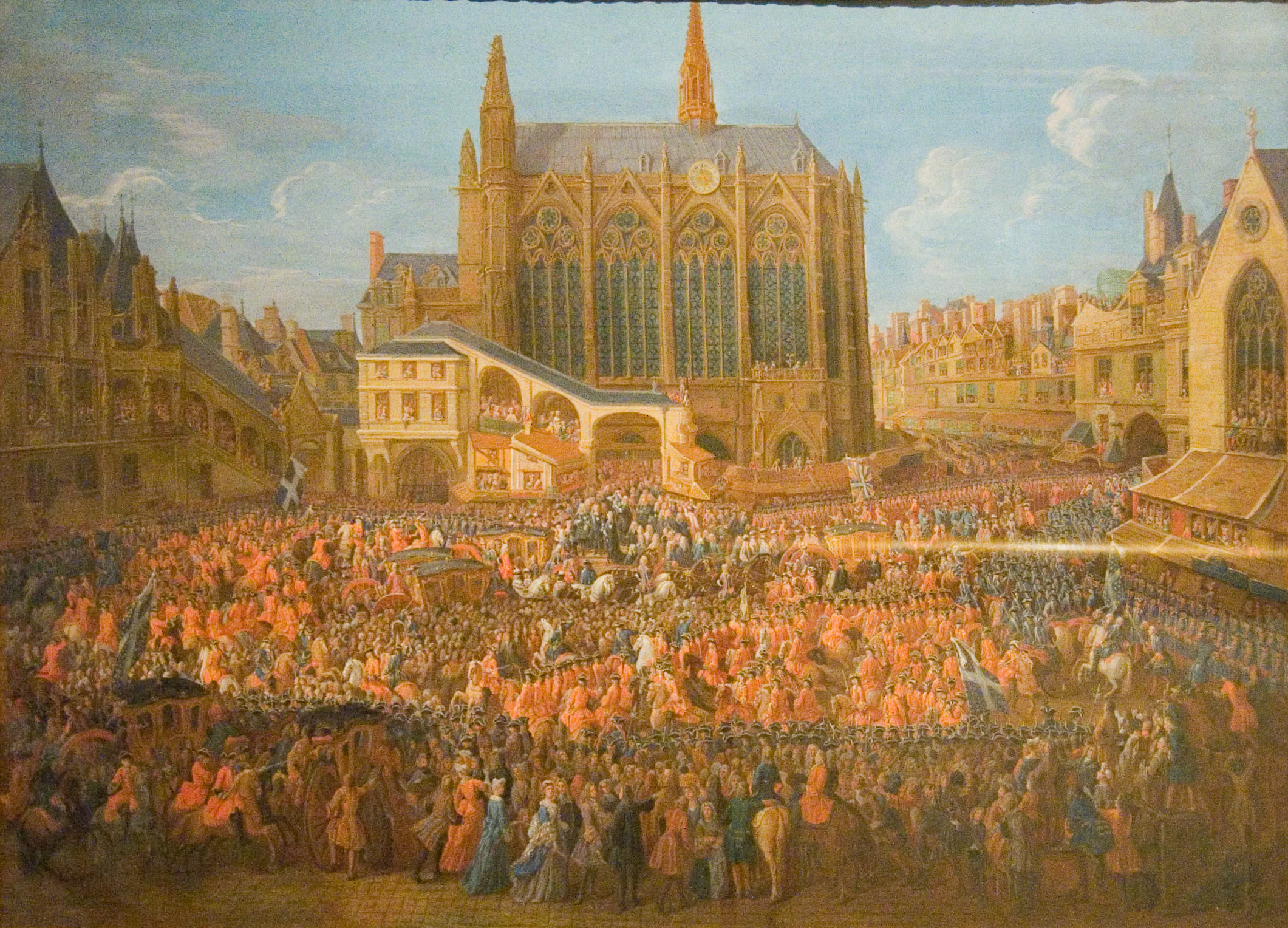
5세의 새 국왕 루이 15 세가 일드라시테의 궁전을 나서는 모습(1715년) 피에르데니 마르탱 작품, 카르나발레 박물관 소장

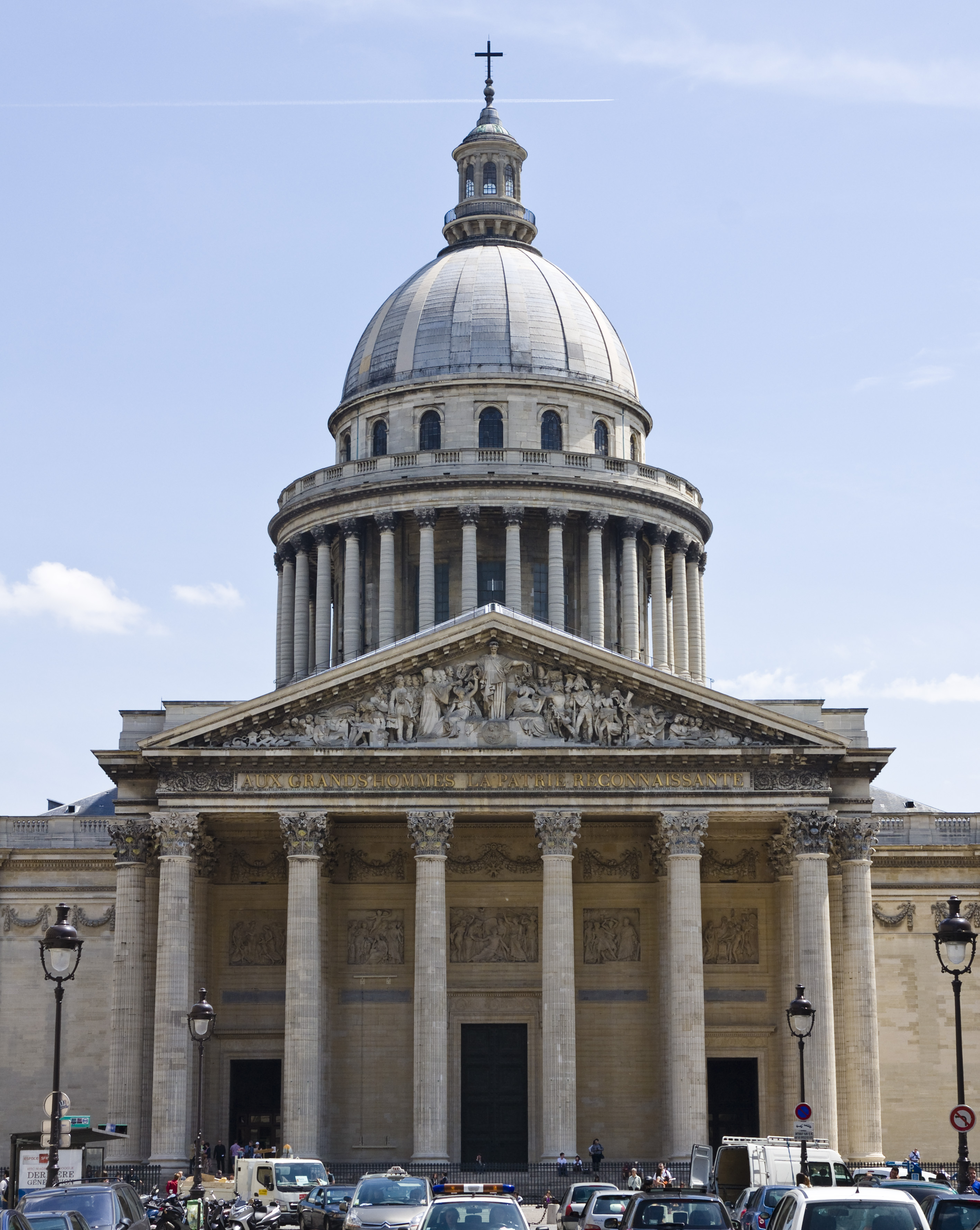
팡테옹(1758년 - 1790년)은 원래 상트제네비에브 교회였지만 혁명 이후 프랑스의 정치가, 과학자 및 작가의 영묘가 되었다.

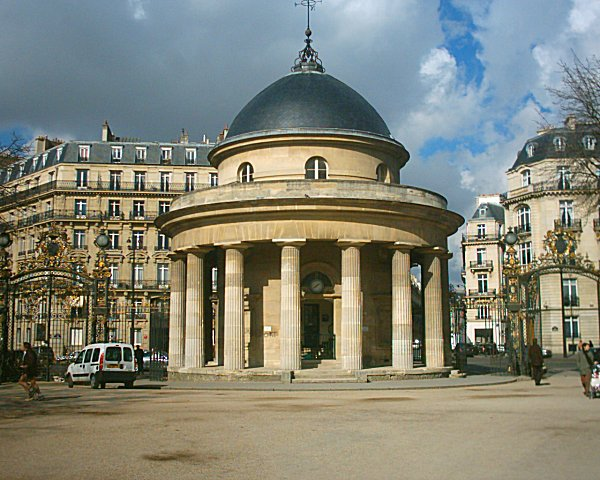
몽소 공원에 있는 이 로톤다는 루이 16세 시기인 1784년에서 1791년 사이도시로 들어오는 상품에 세금을 부과하기 위해 지어졌다. 새 통행세는 불만의 대상이었다.

1715년 9월 1일 루이 14세가 사망하자 왕위는 조카인 루이 15세에게 넘겨졌다. 루이 15세는 당시 5세에 불과하였기 때문에 도를레앙 공작 필리프가 섭정을 맡았다. 도를레앙 공작은 왕실과 정부를 다시 파리로 옮기고 7년 동안 섭정의 자리에 있었다. 루이 15세의 거처는 튀일리궁에 마련되었고 섭정의 저택은 파리의 호화로운 거주지인 팔레 루아얄이었다. 팔레 루아얄은 한때 리슐리외의 저택이었다. 섭정 필리프 2세는 연극과 오페라, 가장 무도회를 즐겼고 파리의 창녀들에게 관심을 기울였다. 1719년 그는 왕립 도서관을 팔레 루아얄 근처의 오텔드네베르로 옮겼다. 혁명 이후 이 도서관은 프랑스 국립도서관의 일부가 되었다. 1722년 6월 15일 파리의 정세가 불안해지자 섭정은 다시 국왕과 함께 베르사이유로 돌아갔다. 그 이후 루이 15세는 특별한 행사가 있을 때에만 파리를 방문하였다.
루이 15세는 센강 좌안에 새로운 교회 몽타뉴 상트제네비에를 착공하였다. 1757년 시작된 공사는 그의 후계자 루이 16 세 시기는 물론 프랑스 혁명 시기까지 계속되었고 이후 팡테옹이 되었다. 루이 15세는 또한 새로운 군사 학교인 에콜 밀리테르(1773년), 새 의과대학 에콜 드 시루르지(1775년), 새 조폐국 오텔데모네(1768년)가 좌안에 들어섰다.

### 확장
루이 15세 시대에 파리는 서쪽으로 확장되었다. 새로운 대로인 샹젤리제 거리가 튀일리 정원에서 오늘날 샤를 드 골 광장이 된 당시의 롱펭까지 놓였다. 파리의 대로는 광장에서 광장으로 직선으로 연결되며 도시의 건축물과 기념물을 기하학적으로 분할하였다.  상젤리제 거리의 한쪽 끝인 튀일리 정원 옆에는 루이 15세의 승마상이 놓인 "루이 15세 광장"이 조성되었다. 이 광장은 1792년 8월 10일 사건 이후 "혁명 광장"이라 불렸으며 1795년 콩코르드 광장으로 이름을 바꾸었다.
1640년 40만이던 파리의 인구는 1789년 60만이 되었지만 더 이상 유럽에서 가장 큰 대도시는 아니었다. 1700년 이미 60만명을 넘긴 런던은 여전히 빠른 속도로 성장하고 있었다. 하지만 파리 역시 프랑스 북서부에서 이주하는 인구를 받아들이며 더욱 큰 대도시로 성장하였다. 도심은 더욱 복잡해지고, 건물은 이전 보다 작은 부지에 더 높이 지어졌다. 5층을 넘어 6층 건물이 들어서기 시작하자 정부는 1784년 건물 높이를 18 미터로 제한하게 되었다.

### 계몽 시대
18세기 파리는 계몽시대로 알려진 철학, 과학의 폭발적인 활동의 중심지였다. 1751년에서 1752년 사이 출간된 드니 디드로와 장 르 롱 달랑베르의 《백과전서》는 현대적 백과사전의 전형으로서 당시 유럽 지식인 사회에 많은 영향을 주었다. 1783년 몽골피에 형제는 불로뉴 숲 근처의 샤토 드라뮤에트에서 열기구를 타고 하늘로 올랐다.  18세기 파리는 프랑스와 유럽의 금융 중심지이자 도서 출판, 패션, 고급 가구 및 명품 제조의 중심지였다.
최초의 카페가 문을 연 1672년에서 반세기가 지난 1720년대에 파리에는 약 400 개의 카페가있었다. 카페는 문화 교류의 장소로 각광받았고 작가와 학자들이 만나는 장소가 되었다. 카페 프로코프는 볼테르, 장자크 루소, 디트로, 달랑베르 등이 자주 방문하였다. 지식인들은 카페에서 여러 소식과 소문, 아이디어를 주고 받았는데 이런 정보는 그날의 신문보다 오히려 믿을만 하였다.
1763년 생제르맹 주거지는 세련된 건축과 이웃한 주요 기관이 밀집하면서 이전 시기 파리의 가장 번화한 지구였던 르 마레의 자리를 꿰어찼다. 1720년 완공된 생제르맹의 오텔데브로는 훗날 프랑스 대통령의 관저인 엘리제궁이 되었다. 국회의사당이었던 부르봉궁, 레지옹 도뇌르 훈장 수상자를 위한 명예의 전당, 로뎅 미술관 등의 건물도 당시에 지어진 것이다.

### 건축 양식
17세기 중반 이후 루이 필리프 1세 시기까지 파리의 지배적인 건축 양식은 그레코로망을 기반으로 한 신고전주의였다. 이 양식의 전형적인 사례로는 1764년 착공된 마들렌 사원이다. 그레코로망 신고전주의는 새로 지어지는 건축의 대부분에 채용되어 너무 과도하다는 비판이 일었다. 당시 신문 《루이세바스텡 메르셰》는 "우리 건축 천재들은 얼마나 단조로운지! 영원히 반복되는 복제와 복사 속에 살고 있다니! 그들은 열주를 세우지 않고는 가장 작은 건물조차 지을 줄 모른다. ……모든 건물이 더도 덜도 아닌 사원이 되었다."라고 평가하였다.

### 사회상
사학자 다니엘 로슈는 1700년 파리 인구의 3분의 1인 15만 - 20만 명은 빈민이었을 것으로 추정하였다. 이 수는 교회와 도시가 구휼 사업의 대상자로 인정한 사람들만 포함된 것으로 실제 빈민은 더 많았을 것이다.
18세기 전반기에 파리는 호화로운 건물이 들어선 도시였지만, 도시의 모습은 그리 아름답지만은 않았다. 장자크 루소는 1742년 리옹을 떠나 파리에 처음 도착했을 때 받은 실망을 다음과 같이 편지에 적었다.
"나는 당신이 보았던 멋진 거리와 대리석과 금으로 된 궁전 이야기를 듣고 웅장하고 아름다운 도시를 기대했습니다만, 그 대신 내가 들어선 생마르코 지구는 좁고 더럽고 악취가 나는 거리와 비루한 검은 집들만 보였습니다. 건강을 해치는 대기 속으로 거지, 빈민, 마부, 낡은 옷 수선공, 차나 낡은 모자를 파는 노점상들이 있었지요."
1749년 볼테르는 《파리의 장엄》(Embellissements de Paris)에서 "우리는 좁디 좁은 거리에 오물이 널리고 전염병이 퍼지며 계속하여 무질서가 만연한 공공 시장을 보며 부끄러워 한다. …… 막대한 주민들에게 공공 장소가 부족하다. 이 도시의 중심은 어둡고, 비좁고, 끔찍하며, 가장 수치스러운 야만적 시대의 그 무엇이다."라고 한탄하였다.
노동 계급의 주요 거주지는 중세부터 장인 길드가 자리잡았던 목공예 및 가구 제작의 중심지인 도시 동쪽의 생앙투안 지구였다. 많은 장인의 작업장이 여전히 자리 잡고 있던 그곳에는 파리 인구의 약 10%가 살고 있었다. 도시는 계속해서 확장되고 있었는데 특히 반동반도 지역이었던 북서부가 도시화되었다. 이곳에는 1층 또는 2층의 석조와 목조 주택이 채소밭, 판자집, 작업장 등과 뒤섞여 있었다.
당시까지 파리에는 시장도 단일한 지방자치도 없었다. 시 행정을 관할하는 프레보는 어디까지나 왕이 추인한 상인들의 대표였을 뿐이고 경찰청장은 왕에게만 직접 보고하였다. 고등법원은 입법 기능이 매우 미약한 사법 기관으로 법복귀족으로 구성된 명예직에 불과하였다. 18세기에 처음으로 각 건물에 주소가 부여되었다. 건물 벽에 거리의 이름을 표시한 금속판이나 돌이 얹어졌다. 위생, 안전, 교통에 대한 규칙은 경찰청장령으로 포고되었다. 기름 램프가 놓인 가로등 역시 이 시기에 최초로 도입되었다. 그로스카일로와 샤일롯에 급수를 위한 대형 증기 펌프가 설치되었지만 여전히  적절한 하수 시설은 없었다. 파리 시내를 흐르는 센강의 지류인 비에브르강이 하수도의 역할을 하며 오수를 센강으로 토해냈다. 최초의 소방대는 1729년에서 1801년 사이에 조직되었는데 1781년 대규모 화재로 팔레로얄의 오페라하우스가 전소되었다.  파리의 거리에는 귀족이나 부유한 부르주아 타던 가마가 사라지고 대신 자가 소유이거나 임대한 마차가 그 자리를 채웠다. 1750년 파리에는 1만대 이상의 마차가 택시로서 운용되었다.
1774년 왕위에 오른 루이 16세와 베르사유의 새 정부는 절실하게 돈이 필요했다. 7년 전쟁(1755년-63년)과 1776년 미국 혁명에 개입한 이후 재정 문제는 더욱 심각해졌다. 루이 16세는 재정 문제 해결을 위해 도시로 들어오는 상품에 세금을 부과하기로 결정하고 새롭게 벽과 관문을 설치하여 통행세를 걷었다. 페르메 제네랄 성벽으로 불린 새로운 장벽은 4 - 5 미터의 높이에 둘레 25 Km이었고 56개의 관문이 있었다. 이 장벽의 일부는 오늘날에도 여전히 남아 있어 덴페르로슈로 광장과 나시옹 광장에서 볼 수 있다. 당시 통행세를 걷던 요금소 가운데 하나가 몽소 공원에 남아 있다. 장벽과 세금은 시민들의 큰 불만 가운데 하나였으며 결국 프랑스 혁명에서 폭발했다.

## 프랑스 혁명

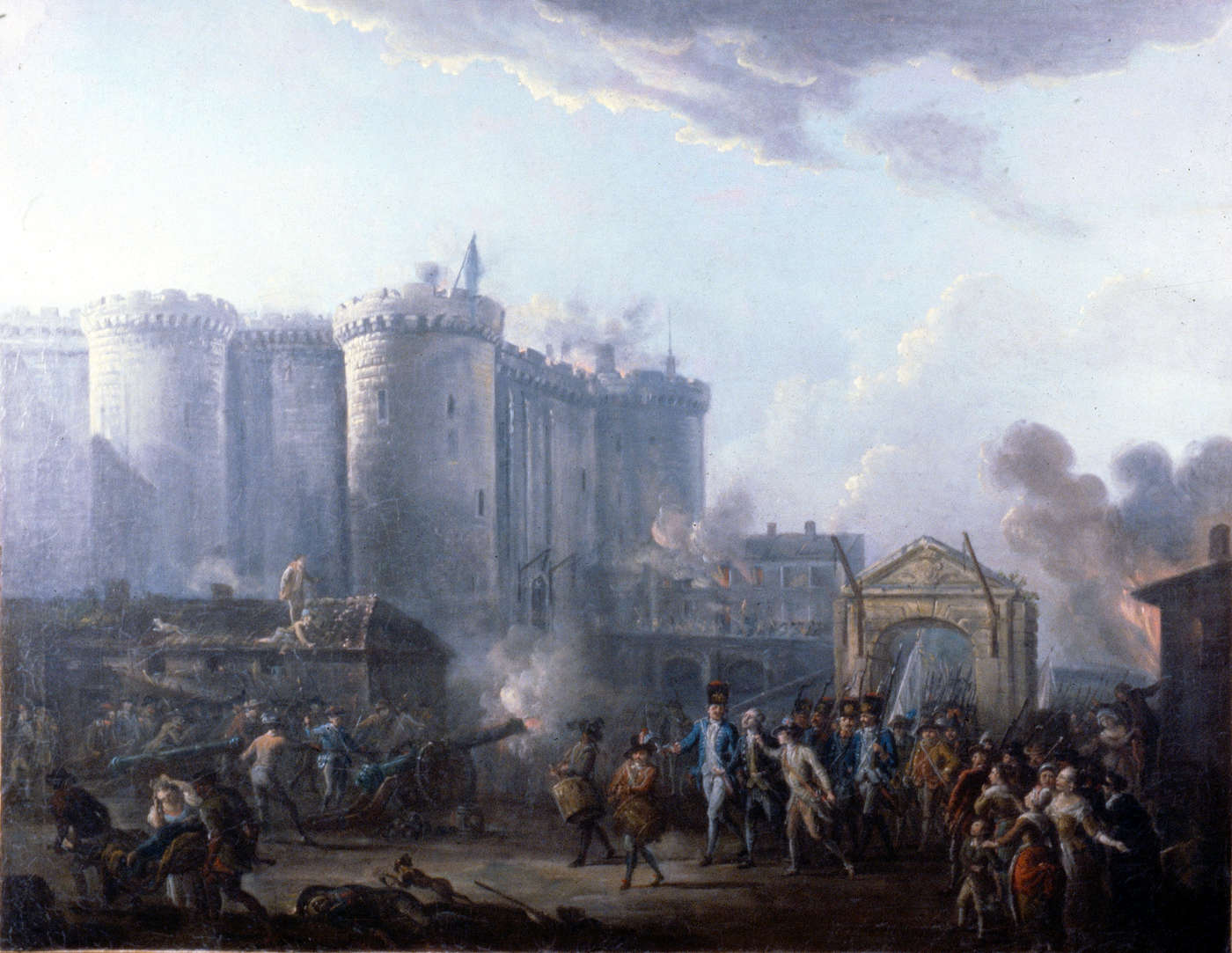
1789년 7월 14일 바스티유 습격. 이 사건은 프랑스 혁명의 시작을 알렸다.

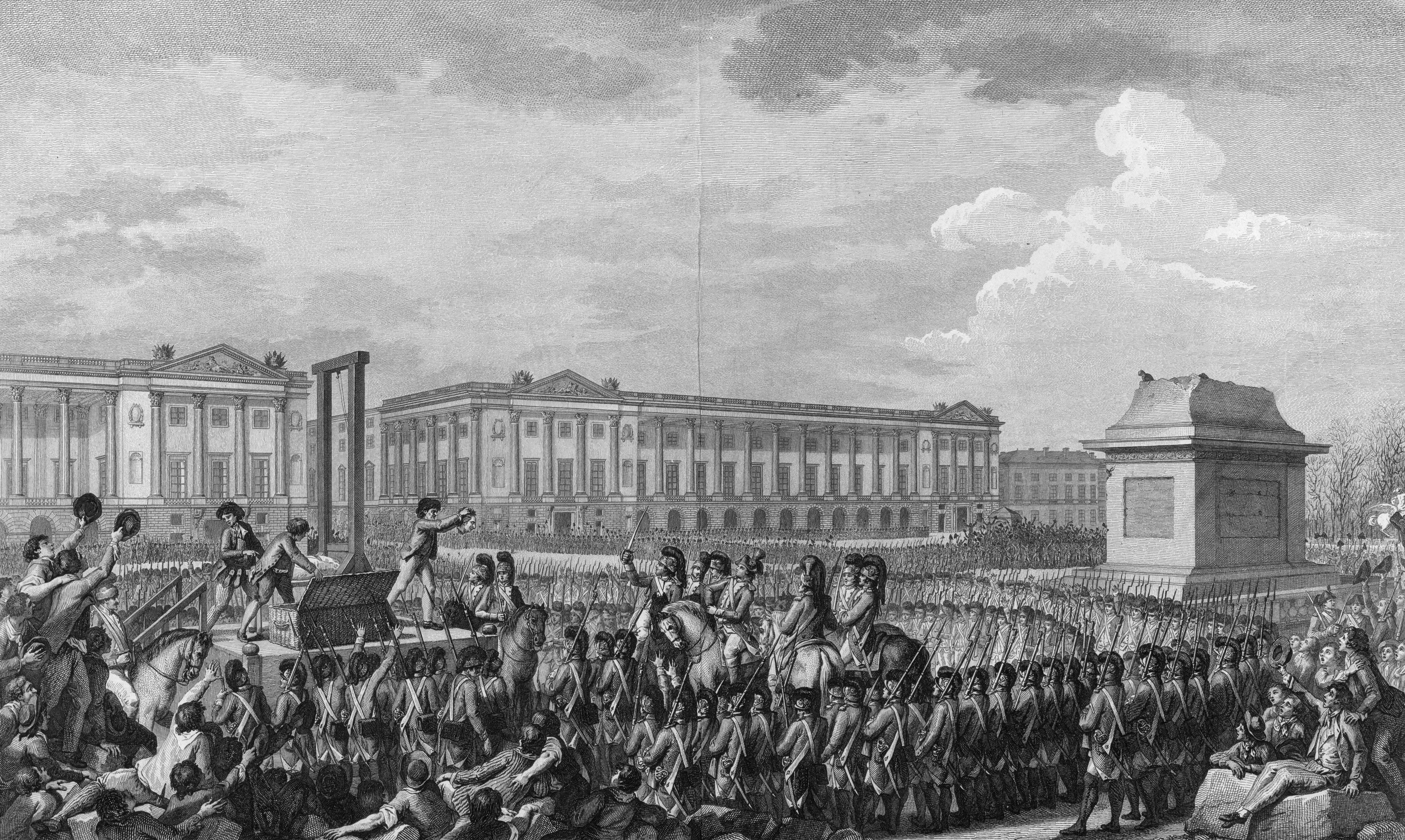
혁명 광장에서 루이 16세의 처형; 북소리 때문에 군중들은 그의 마지막 말을 들을 수 없었다.

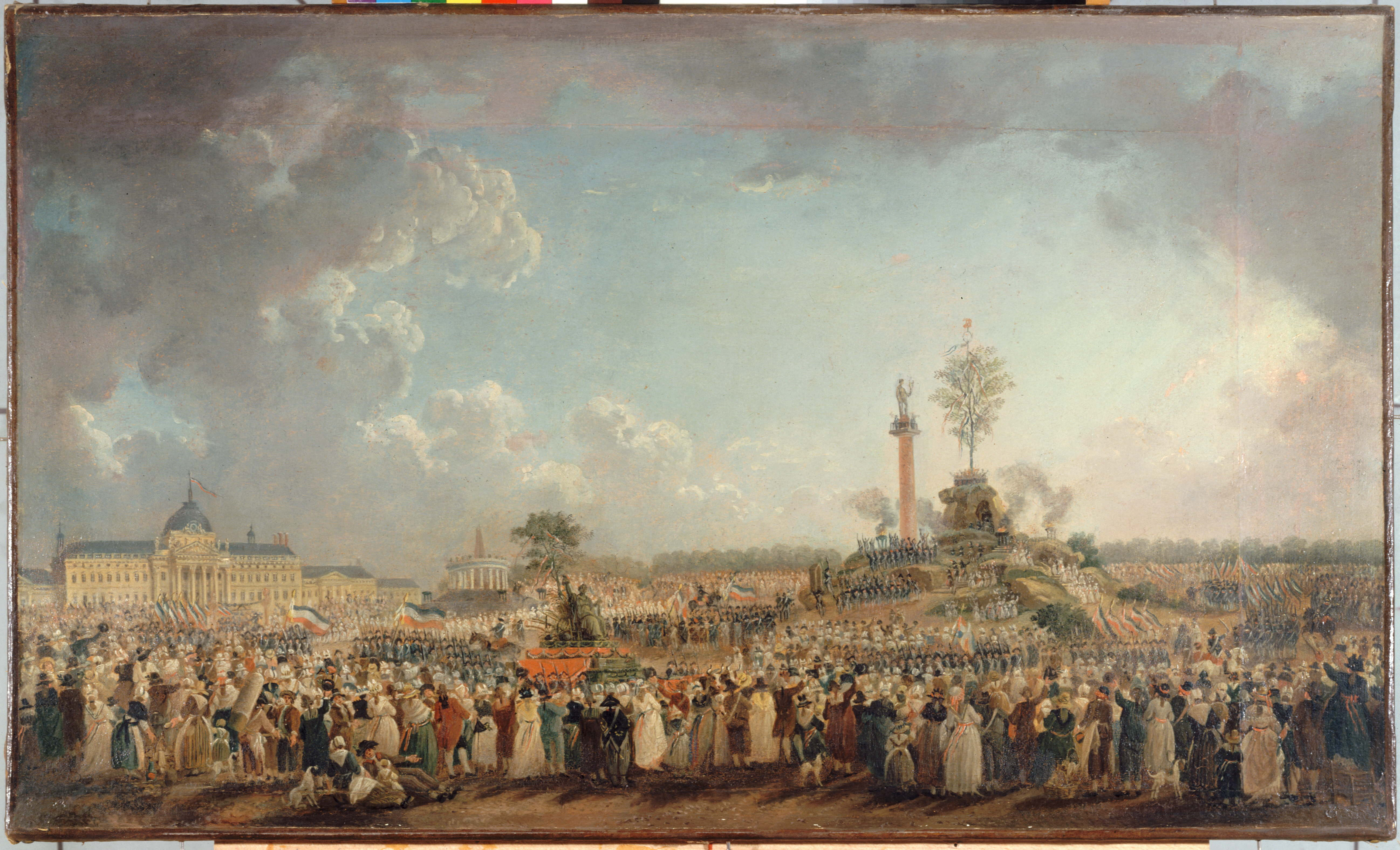
최고 존재의 제전. 1794년 6월 8일 샹드 마르스에서 로베스피에르가 주재한 이성 숭배 행사였다. 행사가 끝난 뒤얼마 지나지 않은 7월 27일, 공포정치의 상징이었던 로베스피에르는 자신이 숱하게 정적의 사형을 결정한 바로 그 단두대로 보내졌다.

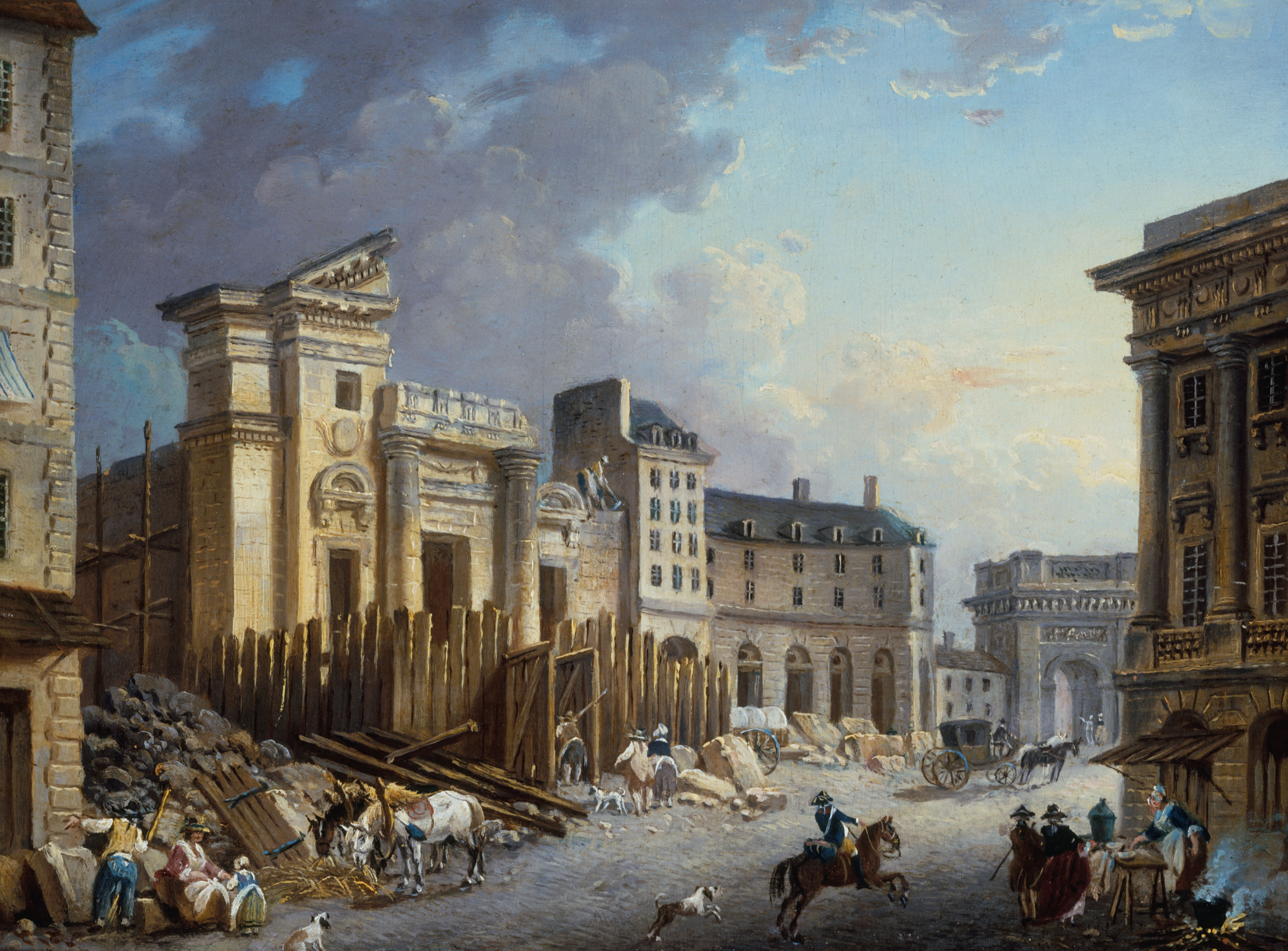
1791년 생바르텔레미 교회의 철거. 혁명 이후 앙시앵 레짐의 한 축이었던 많은 교회가 헐리거나 매각되었다. 시테섬에 있던 생바르텔레미 교회는 철거되어 건축자재로 매각되었다.

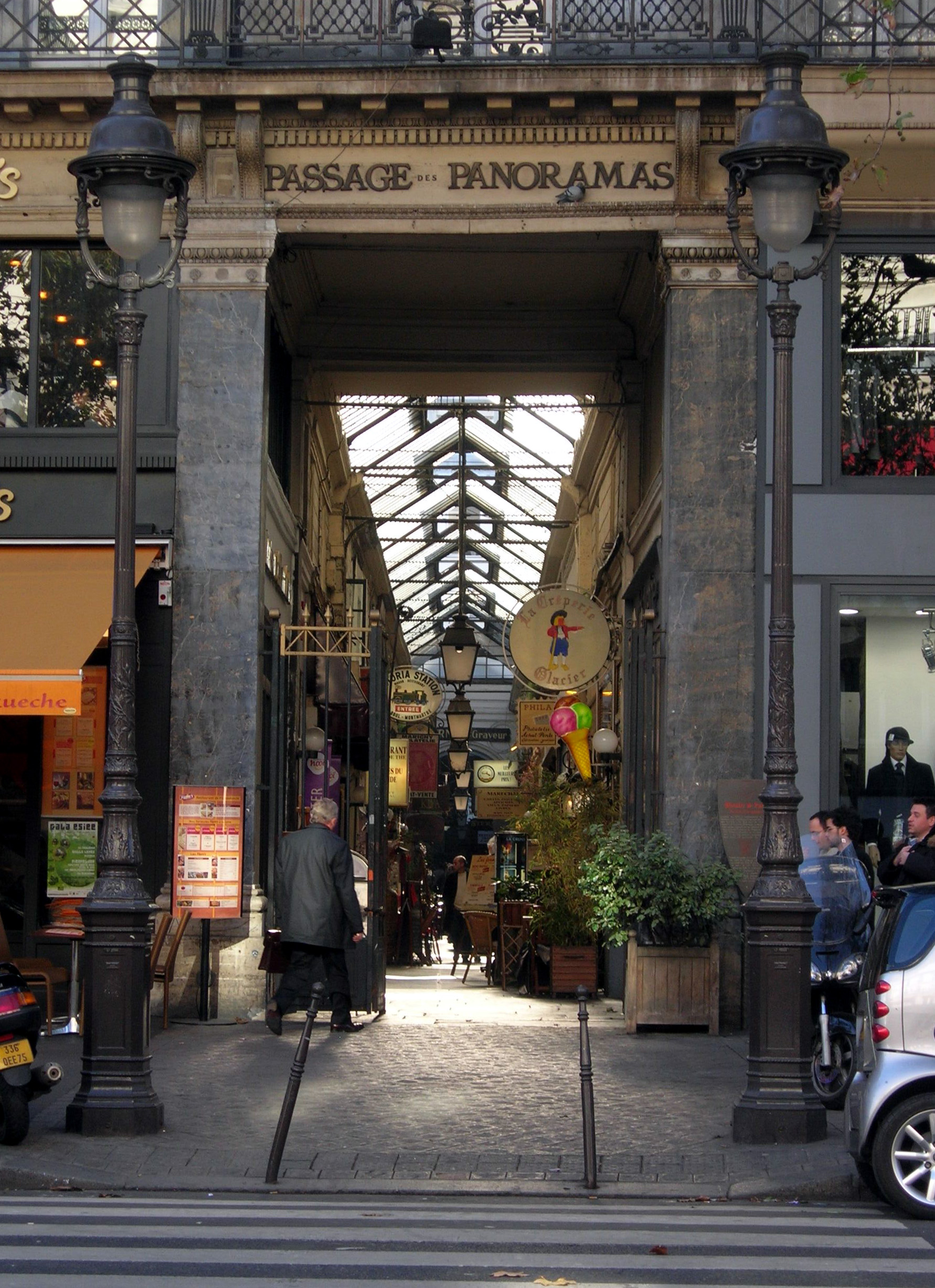
혁명 중에도 사적인 건축은 계속되었다. 1799년 개장한 파사지데파노라마는 유럽 최초의 지붕있는 쇼핑 거리였다.

1789년 여름 파리는 프랑스와 유럽의 역사를 뒤바꾼 프랑스 혁명 중심 무대였다. 당시 파리의 인구는 60만에서 64만 명 사이였고 부유한 사람들은 대부분 도시의 서부에, 상인들은 중앙에, 노동자와 장인은 남부와 동부 특히 생오노레 지구에 살았다. 인구의 약 10만 명은 극빈자와 실업자였으며 이들 가운데 상당수는 최근 농촌에서 발생한 기아를 피해 파리로 이주한 사람들이었다. 상퀼로트로 불린 빈민들은 파리 동부 지역 인구의 3분의 1을 차지하였고 혁명에서 중요한 역할을 하였다.
1789년 7월 11일 루이 15세 광장에서 왕립 독일기병연대의 병사들은 개혁적 재무장관 자크 네케르의 해임에 항의하던 평화적 시위를 무력으로 진압하였다. 이 일이 도화선이 되어 시위는 빠르게 혁명으로 전환되기 시작하였다. 7월 13일, 파리 시민들이 시청사를 점령하자 라파예트 후작은 국민위병을 조직하여 치안을 유지하고자 하였다. 7월 14일 시민들이 앵발리드에서 무기고를 점령한 뒤 수천 정의 총으로 무장하고 바스티유를 습격하였다. 바스티유는 정치범의 수감으로 악명이 높은 구체제의 상징이긴 하였지만, 당시 바스티유 감옥에는 단지 7 명의 수감자가 있을 뿐이었다. 이 습격에서 혁명 세력 87 명이 전사하였다. 바스티유의 책임자 뢰네는 결국 항복하여 참수 되었고 그의 머리는 창끝에 꽂혀 파리 거리를 맴돌았다. 혁명 세력은 이 해 11월 바스티유를 완전히 철거하였다. 바스티유에를 헐어 나온 석재는 혁명의 기념품이 되었다.
7월 15일 파리에 첫 코뮌이 조직되었고 시청사에서 천문학자인 장 실뱅 바이를 초대 시장으로 선출하였다. 이틀 후인 7월 17일 파리에 온 루이 16세는 삼색기를 상징하는 코케이드로 모자를 장식한 새 시장의 영접을 받았다.
10월 5일 파리지앵들은 베르사유로 행진했고 다음날 왕실과 정부는 사실상 포로가 되어 파리로 호송되었다. 혁명정부이던 국민의회는 튀일리 정원 근처의 살듀마네지( Salle du Manège, 승마소)에서 만났다. 이 장소는 혁명 이후 국민의회의 토론장으로 쓰였다.
1790년 5월 21일 국민의회는 행정구역을 개편하여 파리를 왕권 지배에서 독립시키고 12개의 자치 권역(훗날 아롱스디망으로 불린다)으로 나누었다. 파리의 아롱디스망 하위에는 48 개의 구가 신설되었으며 파리 시청사는 시장의 관할 아래 16명의 행정관과 32명의 시의원을 두었다. 이미 시장직을 맡고 있던 바이는 1790년 8월 2일 공식적으로 선출되었다.
1790년 7월 14일 마르스 광장에서 연방 제전이 엄숙히 거행되었다. 국민위병의 사령관 라파예트는 군대를 이끌고 "국가, 법, 국왕"에 대한 수호를 맹세하고 국왕이 승인 한 헌법을 지키겠다고 선서하였다. 라파예트는 애초부터 입헌군주제를 지지하고 있었다.
루이 16세와 그의 가족은 1791년 6월 21일 파리에서 탈주하였지만, 바렌앙아르곤에서 붙잡혀 6월 25일 파리로 돌아왔다. 이 사건은 그때까지 입헌군주제에 동조하던 상인들이 군주에게서 등을 돌리게 만들었다. 더 가난한 지역의 노동자들과 처음부터 앙시앵 레짐에 적대적이었던 상퀼로트들은 국왕의 폐위와 공화국을 요구하였다. 귀족과 성직자들은 상황이 심상치 않게 흘러가자 교외나 해외로 피신하였다. 1791년 7월 17일, 급진적 시위대를 막던 국민위병이 수십명을 살해하자 입헌군주제를 지지하던 온건파와 공화국을 요구하는 급진파 사이는 더욱 벌어지게 되었다.
정치 클럽이 혁명기 삶의 중심이 되었다. 옛 도미니코 수도회의 교회였던 자코뱅 수도원에 근거지를 둔 정치 결사인 자코뱅은 급진주의의 대표로 부상하였다. 자코뱅의 가장 영향력 있는 회원이었던 로베스피에르는 오늘날 상오노레 거리 398번지(당시 366번지)에 살았다. 또 다른 급진 정치 결사였던 코르들리에는 프란치스코회의 수도원이었던 코르들리에를 근거지로 삼았기에 이런 이름이 붙었다. 이들의 주요 회원은 장폴 마라, 조르주 당통, 그리고 신문과 팜플렛을 발행하여 여론을 모으던 카미유 데물랭이었다.
1792년 4월 오스트리아가 프랑스에 전쟁을 선포하여 혁명정부에 대한 유럽 왕가들의 반격이 시작되었다. 같은 해 6월 프로이센 왕국의 프리드리히 빌헬름 2세의 군사령관 브라운슈바이크 공작은 파리 시민들이 국왕의 권위를 수용하지 못한다면 파리를 아예 파괴해 버리겠다고 위협하였다. 프로이센의 위협에 국민의회가 대응을 두고 설전하는 사이 상퀼로트는 8월 10일 파리 시정부를 해체하고 파리 코뮌을 결성하였다. 코뮌의 상퀼로트가 국왕이 있는 튀일리궁으로 향하자 루이 16세는 의회로 도피하였다. 상퀼로트는 튀일리궁을 점령하고 의회를 압박하였으며 이에 국민의회는 왕권을 "정지"시키고 이후 프랑스의 정치는 국민공회에 의해 이루어질 것이라 선언하였다. 8월 13일 루이 16세의 왕실은 탕플 탑에 수감되었다. 9월 21일 개회한 국민공회는 군주제를 폐지하고 프랑스 공화국을 선언하였다. 국민공회의 회의장은 튀일리궁 안에 있던 극장인 살데마신(Salle des Machines, 기계의 방 - 극장에 기계장치로 움직이는 무대가 있었다)로 옮겼다. 국민공회는 "혁명의 적"을 처단하기 위해 공안위원회를 만들어 튀일리궁 남쪽의 식물원 자리에 본부를 두었고 옛 시테궁 자리에 혁명재판소를 두었다. 이 제판소는 오늘날 팔레 드 쥐스티스의 자리에 있었다.
새 정부의 공포정치가 프랑스 전역을 감쌌다. 1792년 9월 2일에서 6일 사이에 상퀼로드는 감옥에 침입하여 혁명에 반대하는 사제와 귀족 뿐만아니라 수감되어 있던 일반 범죄자까지 살해하였다. 1793년 1월 21일 루이 16세는 혁명 광장에서 단두대로 처형되었다. 같은 해 10월 16일 마리 앙투아네트도 단두대에 올랐다. 옛 지배자만 단두대에 오르지는 않았다. 급진파는 자신들의 정적인 온건파 역시 반혁명으로 몰아 처형하였다. 파리의 초대 시장 바이가 1794년 11월 마르스 광장에서 처형되었다. 공포정치 시기 단두대로 처형된 사람은 모두 16,594명에 달한다. 앙시앵 레짐에 속했던 수만명이 체포 수감되었고 귀족과 교회의 재산은 압류되어 국유화되었고 많은 교회가 폐쇄되었다.
1792년 기독교와 연관없는 새로운 달력인 프랑스 혁명력이 제정되어 그해를 혁명력 1년으로 선포하였다. 혁명력은 달의 이름과 새해의 기점 역시 바꾸었는데 예를 들면 1794년 7월 27일은 "혁명력 2년 테르미도(Thermidor, 더운 달) 9일"이 되었다. 거리 이름도 바꾸었고 주소 역시 새로 부여되었다. 정부 청사 외벽엔 혁명 슬로건 "자유, 평등, 박애"가 새겨졌다. 호칭 역시 바뀌어 신분제 사회의 관습이었던 무슈(Monsieur)와 마담(Madame)은 시토옝(Citoyen)과 시토옌(Citoyenne)으로 대체되었고 공식적인 자리에서 2인칭 대명사는 부(vous, 높임말)보다 뚜(tu, 평어 또는 낮춤말)로 쓰기가 권장되었다.
1792년 8월 입법부의 법령에 따라 상퀼로트는 노트르담 대성당의 첨탑을 무너뜨 렸고 생드니의 왕실 무덤을 파해쳐 군주제 몰락 1주년을 기념하였다.  노트르담 대성당에 새겨진 열왕기의 왕들이 프랑스 왕들을 묘사한 것이라는 소문이 돌자 1793년 10월 23일 파리 코뮌은 동상의 파괴를 명령하였다. 이 명령에 따라 상퀼로트들은 대성당에 몰려가 동상을 부쉈다. 성당과 수도원에 딸려 있던 많은 부지와 건물이 국유화되었다. 많은 오래된 교회가 공공재산 매각 절차에 따라 팔리거나 철거되었다. 이런 행위를 국민공회 모두가 찬동하지는 않았다. 국민공회 의원이자 성직자였던 앙리 그레구아는 이들의 행위를 나타내는 말로 반달리즘이라는 신조어를 만들었다.
혁명 직후 파리는 몇몇 급진적 파벌에 의해 통치되었다. 1793년 6월 1일 조르주 당통이 이끌던 산악파는 지롱드를 대체하여 권력을 장악하였다. 1794년 4월 5일 로베스피에르가 이끄는 새로운 정부는 당통을 단두대에 세웠지만, 같은 해 7월 27일 당통의 예언처럼 이번에는 로베스피에르가 산악파와 온건파의 연합에 의해 체포되어 다음날 동료 21명과 함께 단두대에 올랐다. 로베스피에르를 끝으로 혁명 직후의 공포정치는 중단되었다. , Robespierre 자신은 Montagnards와 온건파 연합에 의해 체포되었다. 다음날, 그는 그의 정치적 동맹 21 명과 함께 단두대에 올랐다. 그의 처형은 공포의 통치가 끝났다. 그런 다음 처형이 중단되고 감옥은 점차 비워졌다.
몇몇 학자와 사학자들이 철거된 교회의 조각상과 그림을 수집하고 프티오귀스탱 수도원에 창고를 만들어 보관하였다. 이 소품들은 1793년 루브르 박물관에 넘겨졌고 1795년 10월 프랑스 기념 박물관의 공식 컬렉션이 되었다.
로베스피에르의 몰락 후 1795년 11월 2일 프랑스 총재정부가 출범하였다. 새 정부는 청사를 뤽상부르크궁으로 옮기고 파리의 자치를 제한하였다. 왕당파가 주도한 혁명력 4년 방데미에르 13일(1795년 10월 5일)에 일어난 쿠데타로 총재정부가 위험해 지자 정부는 젊은 포병장교였던 나폴레옹 보나파르트에게 반란 진압을 명령했다. 보나파르트는 대포로 포도탄을 발사하여 반란을 유혈 진압하였다. 그러나 이 일로 명성을 얻은 보나파르트는 스스로 쿠데타를 조직하였고 혁명력 8년 브뤼메르 18일(1899년 11월 9일) 쿠데타로 총재정부를 전복하였다. 이로서 총재정부가 무너지고 프랑스 통령정부가 시작되었다. 이 쿠데타로 프랑스 혁명은 막을 내리고 보나파르트는 결국 프랑스 제1제국의 황제가 되었다.

## 나폴레옹 1세

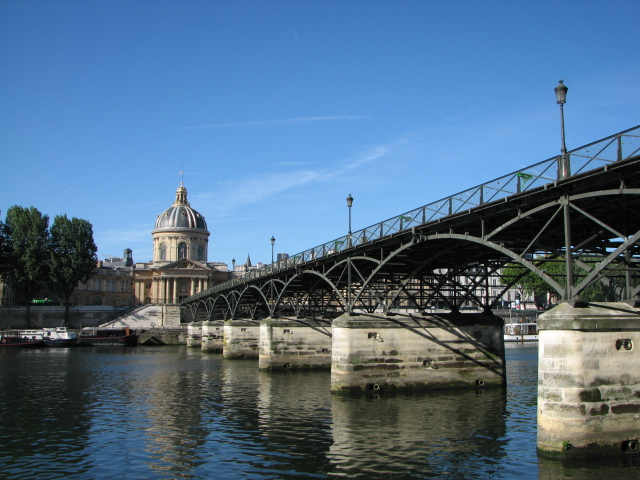
1802년 나폴레옹 1세 시기 놓인 퐁데자르는 파리 최초의 철교이다. 뒷편에 프랑스 학사원이 보인다.

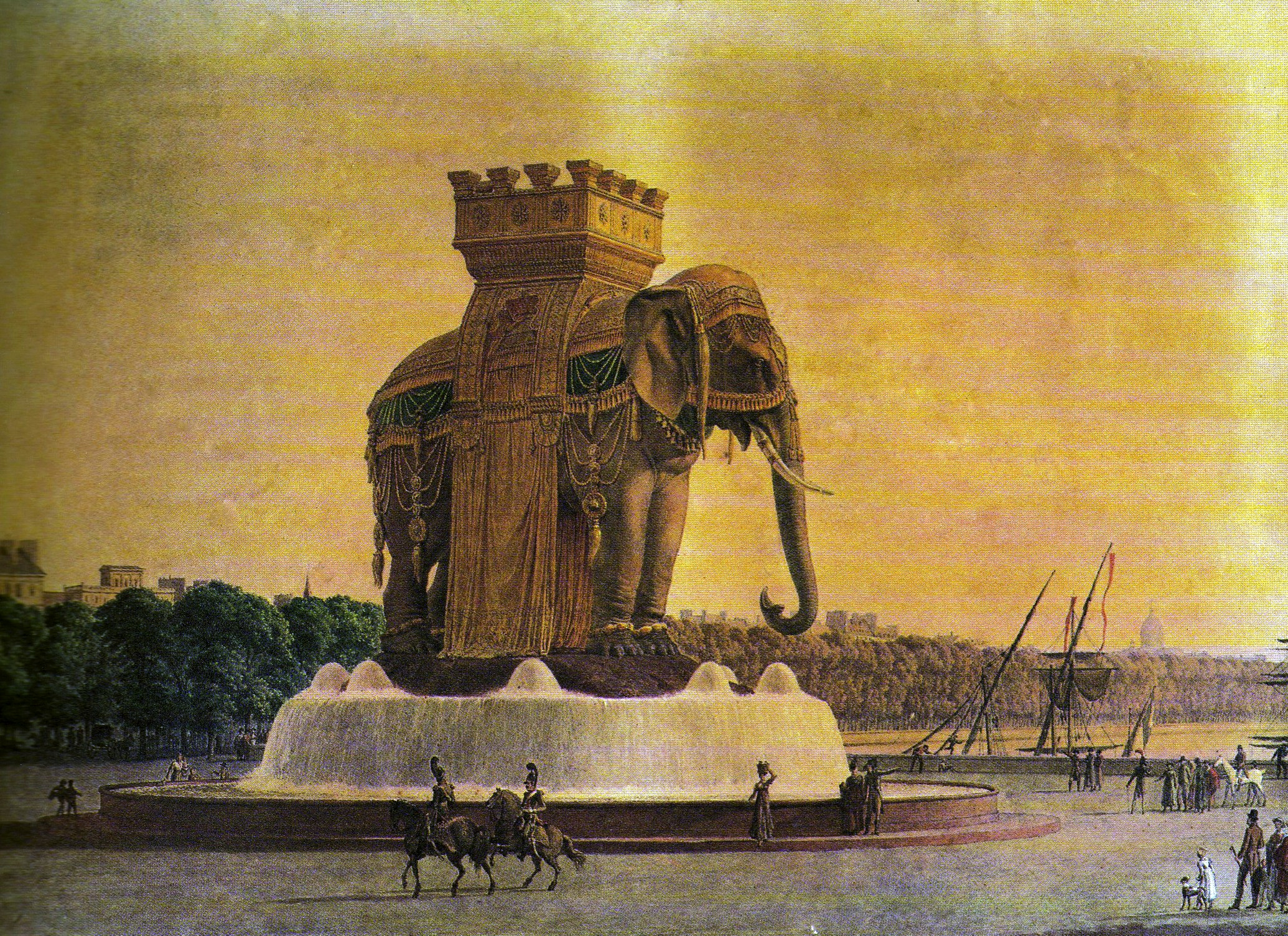
거대한 청동 코끼리가 놓인 바스티유의 코끼리는 1810년 착공되었으나 완공되지 못했다.

통령정부의 제1통령이었던 나폴레옹 보나파르트는 1800년 2월 19일 튀일리궁을 거처로 삼았다. 혁명 이후 수년간 혼란과 공포에 휩싸였던 정치는 점차 평온을 되찾기 시작했다. 1801년 나폴레옹은 교황 비오 7세와 협정을 맺고 가톨릭 교회와 화해하였다. 이로서 프랑스 전역에서 미사가 다시 열렸고 사제들은 종교적인 복장이 허용되었으며 교회는 종을 울릴 수 있었다. 1800년 2월 17일 정부는 질서를 재확립한다는 명분으로 파리의 시장직을 임명직으로 교체하였다. 파리 12지구에도 각기 지구장이 임명되었지만 이들의 업무는 통령의 행정을 실행하는 것으로 제한되었다.
1804년 12월 2일 나폴레옹은 프랑스 제국의 황제가 되었고, 파리를 고대 로마에 비견되는 제국의 수도로 만들기 위한 일련의 계획을 세웠다. 콩코르드 광장에서 피라미드 광장을 잇는 리볼리로가 착공되었다. 카퓌신의 오래된 수녀원을 철거하고 방돔 광장에서 그랑 불바르까지도 대로를 놓았고 이 길은 "나폴레옹로"라고 이름 붙였다. 니폴레옹로는 훗날 평화로(Rue de la Paix)로 이름이 바뀌었다.
1802년 파리 최초의 철교인 퐁데자르(Pont des Arts, 예술의 다리)가 건설되었다. 다리 위는 이국적인 온실 두 곳과 오렌지 나무로 장식하였고, 통행료는 1 수였다. 새로 놓인 두 다리에는 나폴레옹 전쟁의 과정에서 승리한 전투를 기념하는 이름이 붙었는데, 퐁되스테를리츠(Pont d' Austerlitz)는 아우스터리츠 전투를 기념하는 것이고, 퐁디에나는 예나-아우어슈테트 전투를 기념하는 다리였다.
프랑스 제국은 스스로를 로마 제국의 재현이라고 선전하고자 하였고 고대 로마를 모방한 기념비들을 세웠다. 대표적인 제국 건축인 에투알 개선문은 1805년 나폴레옹이 아우스터리츠 전투를 승리한 이후 착공되었으나 그의 시기에는 완공을 보지 못하였고, 루이 필리프 1세의 7월 왕정 시기인 1833년에 이르러서야 완공되었다. 파리에는 이 외에도 셉티미우스 세베루스 개선문이나 로마의 트라야누스 원주를 모방한 방돔 원주,  고대 신전의 모양은 본딴 마들렌 사원과 같은 건축물들이 들어섰다.
나폴레옹 시기에는 수년 동안 방치되어 있던 수로 시설도 건축되었다. 1802년 도시에 담수를 공급할 우르크 운하를 착공하였고 빌레트 저수지를 만들었다. 도시에는 퐁텐뒤팔미에(Fontain du Palmier, 종려나무 분수)와 같은 분수들이 놓여 상수도를 공급하였다. 또한 도시내 하운을 늘리기 위해 생마르탱 운하의 건설이 시작되었다.
나폴레옹의 마지막 기념물은 1810년 착공된 바스티유의 코끼리이었지만, 완공을 볼 수는 없었다. 나폴레옹의 폐위와 유배 이후에도 코끼리의 석고 모형이 바스티유 광장에 서 있었다.

## 부르봉 왕정 복고

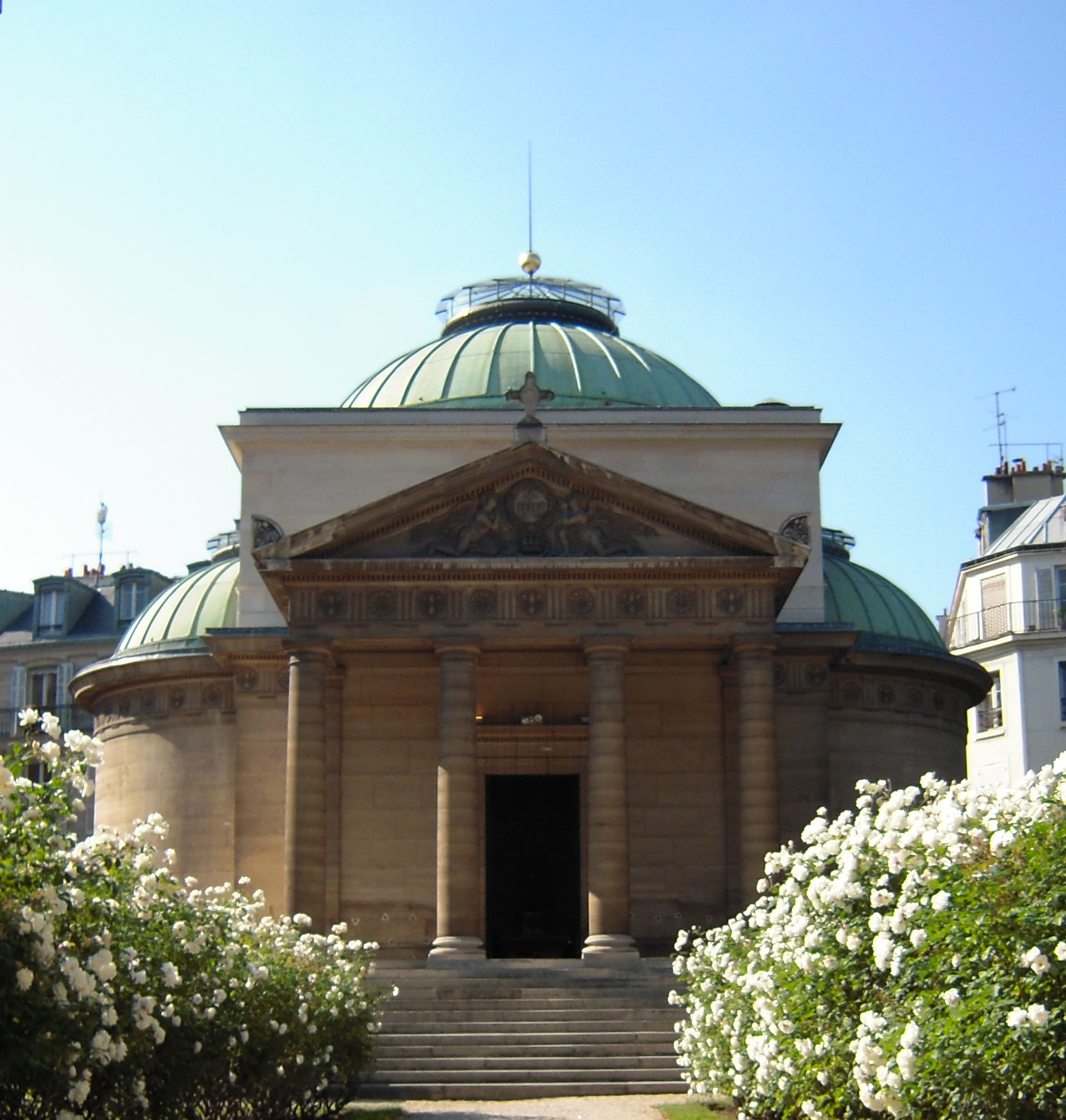
엑스피아톼르 예배당(Chapelle expiatoire, 속죄의 예배당)은 루이 18세가 루이 16세와 마리 앙투아네트가 묻힌 마들렌 묘지에 세웠다.

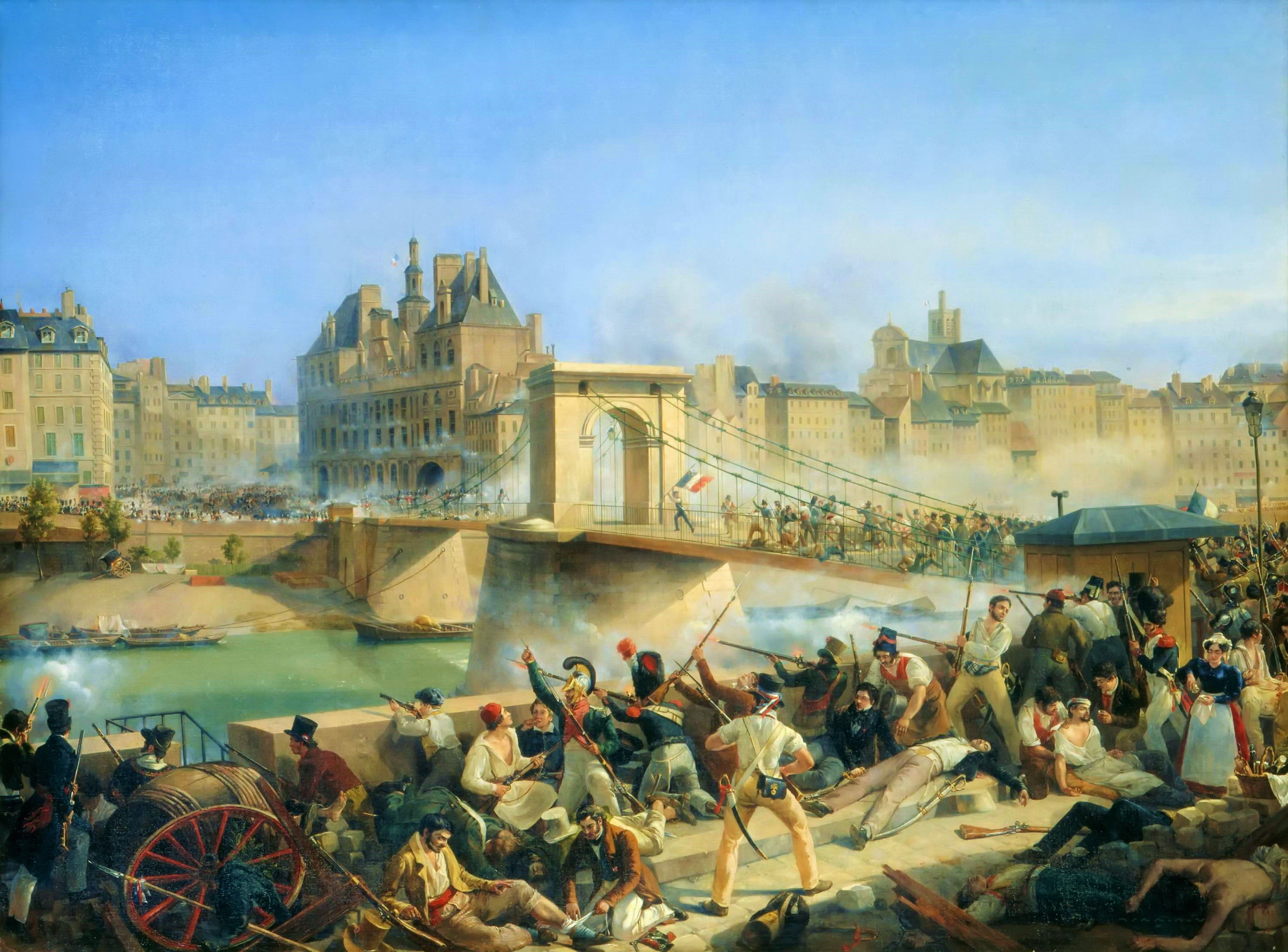
1830년 7월 혁명 과정에서 혁명 세력은 파리 시청사를 점령하여 샤를 10세의 왕정을 무너뜨렸다.

1815년 6월 18일 워털루 전투에서 패배하여 나폴레옹의 백일천하가 몰락한 이후 영국, 오스트리아, 러시아, 프로이센의 제7차 연합군 병사 30만 명이 파리를 점령하고 1815년 12월까지 머물렀다. 부르봉 왕정복고가 선언되었고 루이 18세가 파리에 입성하여 튀일리궁의 옛 나폴레옹 거처에 자리잡았다. 콩도르드 다리는 루이 18세 다리로 이름이 바꿔었고 혁명기에 파괴한 앙리 4세의 새로운 동상이 퐁뇌프의 빈 받침대에 다시 놓였으며 방돔 광장에는 부르봉의 백기가 다시 계양되었다.
파리를 떠났던 귀족들이 생제르맹 지구의 주거 지구로 돌아왔고 이전처럼 사치스럽지는 않았지만 귀족 문화가 빠르게 되살아났다. 펠르티에 거리에 새로운 오페라 하우스가 만들어졌고 1827년 루브르 박물관에는 나폴레옹이 이집트에서 가져온 유물을 전시할 9개의 새 갤러리가 만들어졌다.
나폴레옹이 몰락한 뒤에도 에투알 개선문은 계속해서 공사가 진행되었으며 혁명기에 파괴된 교회의 자리에 생피에르뒤그로스카유(1822년 - 1830년); 노트르담드로레트(1823년 - 1836년); 노트르담 드 본누벨 (1828년 - 1830년); 생빈센트드폴(1824년 – 1844년), 생드니뒤생사크레망(1826년 – 1835년)과 같은 신고전주의 양식을 따른 새 교회가 세워졌다. 나폴레옹이 군사적 영웅을 기념하기 위해 만든 영광의 사원(1807년)은 마들렌 사원으로 이름을 바꾸고 교회가 되었다. 로 다시 바뀌었다. 루이 16세는 마들렌 묘지에 루이 16세와 마리 앙투아네트를 위한 엑스피아톼르 예배당을 지었다.
파리의 인구 성장은 더욱 가파르게 진행되어 1830년 80만 명을 넘어섰다. 1828년에서 1860년 사이 파리에는 사륜마차를 이용한 대중교통이 도입되었다. 누구나 이용할 수 있다는 의미에서 "옴니뷔스"(omnibus)라고 불린 마차는 훗날 버스의 기원이 되었다. 마차 대중교통은 시민의 이동을 가속화하였고, 다른 대도시들도 이를 모델로 삼게 되었다. 건물의 주소를 표시하던 벽에 부착된 표지석은 로얄 블루의 바탕에 흰색 글로 새겨진 금속판으로 대체되었다. 이 주소판은 여전히 쓰이고 있다. 생빈센트드폴과 노트르남드로레트, 유럽 광장을 연결하는 구역은 누벨아테네(Nouvelle Athènes, 새로운 아테네)로 불리게 되었으며 왕정복고 기간과 뒤를 이은 7월 왕정 기간동안 많은 예술가들이 모여 살았다. 배우 프랑수아조세프 탈마는 투르데담 거리 9번지에 살았고 화가 외젠 들라크루아는 노트르담드로레트 54번지에, 소설가 조르주 상드는 타이트부 거리 80번지에 46개의 아파트와 3개의 스튜디오를 모아 문을 연 스콰르 도를레앙(Square d' Orléans, 오를레앙 정원)에 살았다. 상드는 스콰르 도를레앙 1층 5호실이었고, 프레데리크 쇼팽이 지상층 9호실에 잠시 살았다.
1824년 루이 18세의 동생 샤를 10세가 왕위를 계승하였지만, 지배층과 일반 시민 모두에게 인기가 없었다. 1830년 당시 28세였던 빅토르 위고는 연극 《에르나니》를 공연하며 표현의 자유를 요구하다 관객과 혼란스러운 싸움을 벌였다. 그 해 7월 26일 샤를 10세는 언론의 자유를 제한하고 의회를 해산하는 법령을 포고하여 총봉기를 촉발하였다. 에 서명하여 시위를 촉발하여 폭동으로 바뀌어 일반 봉기로 변했다. 시위 진압을 명령받은 군대가 오히려 시위대와 합류하는 "세번째 영광" 사건이 일어나자 샤를 10세와 왕실이 파리를 떠났고, 7월 31일 라파예트 후작과 새 입헌군주 루이 필리프 1세는 파리 시청사에서 삼색기를 들고 환호하는 군중을 만났다.

## 7월 왕정

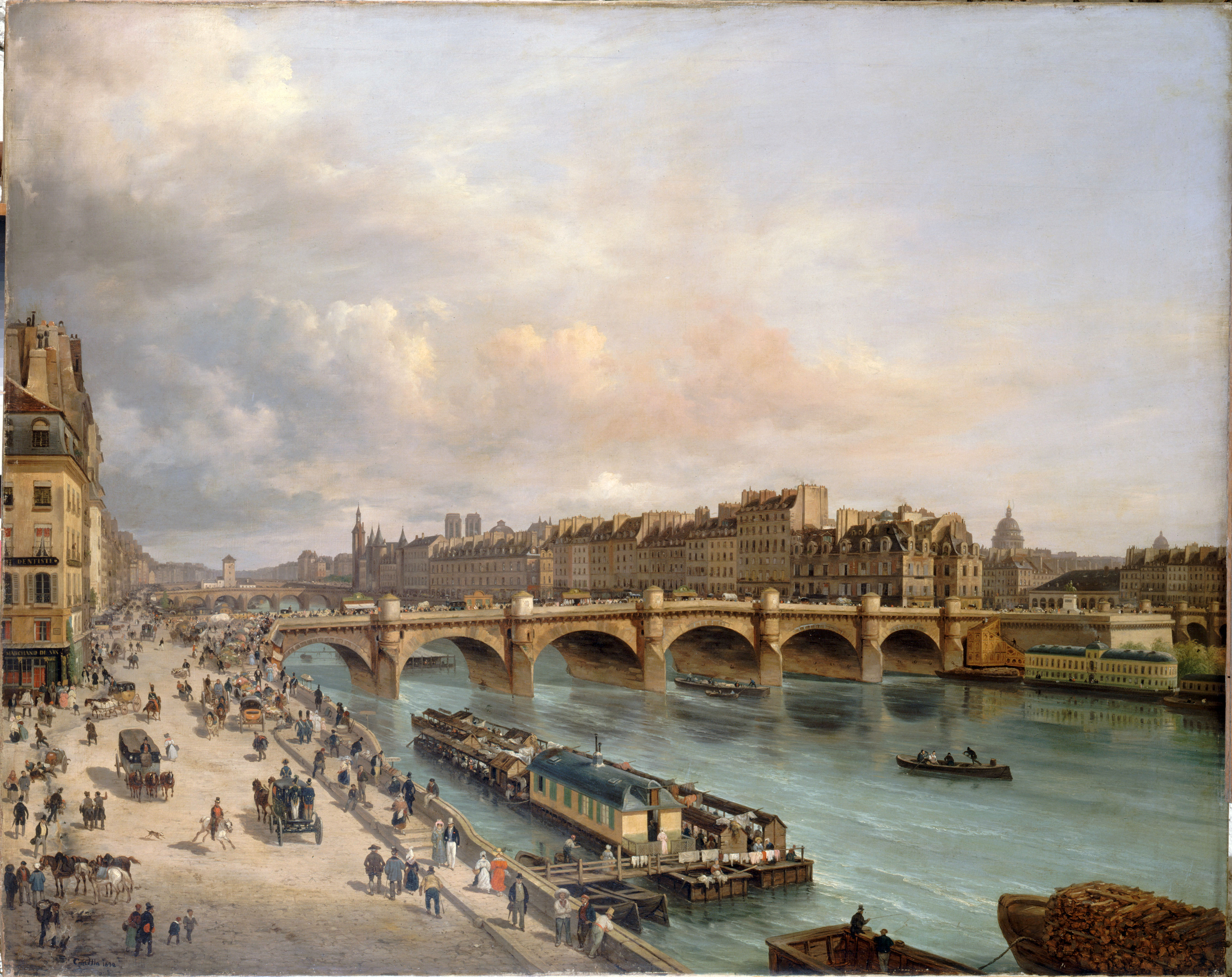
1832년 퐁뇌프, 주세페 카넬라 작, 카르나발레 박물관 소장.

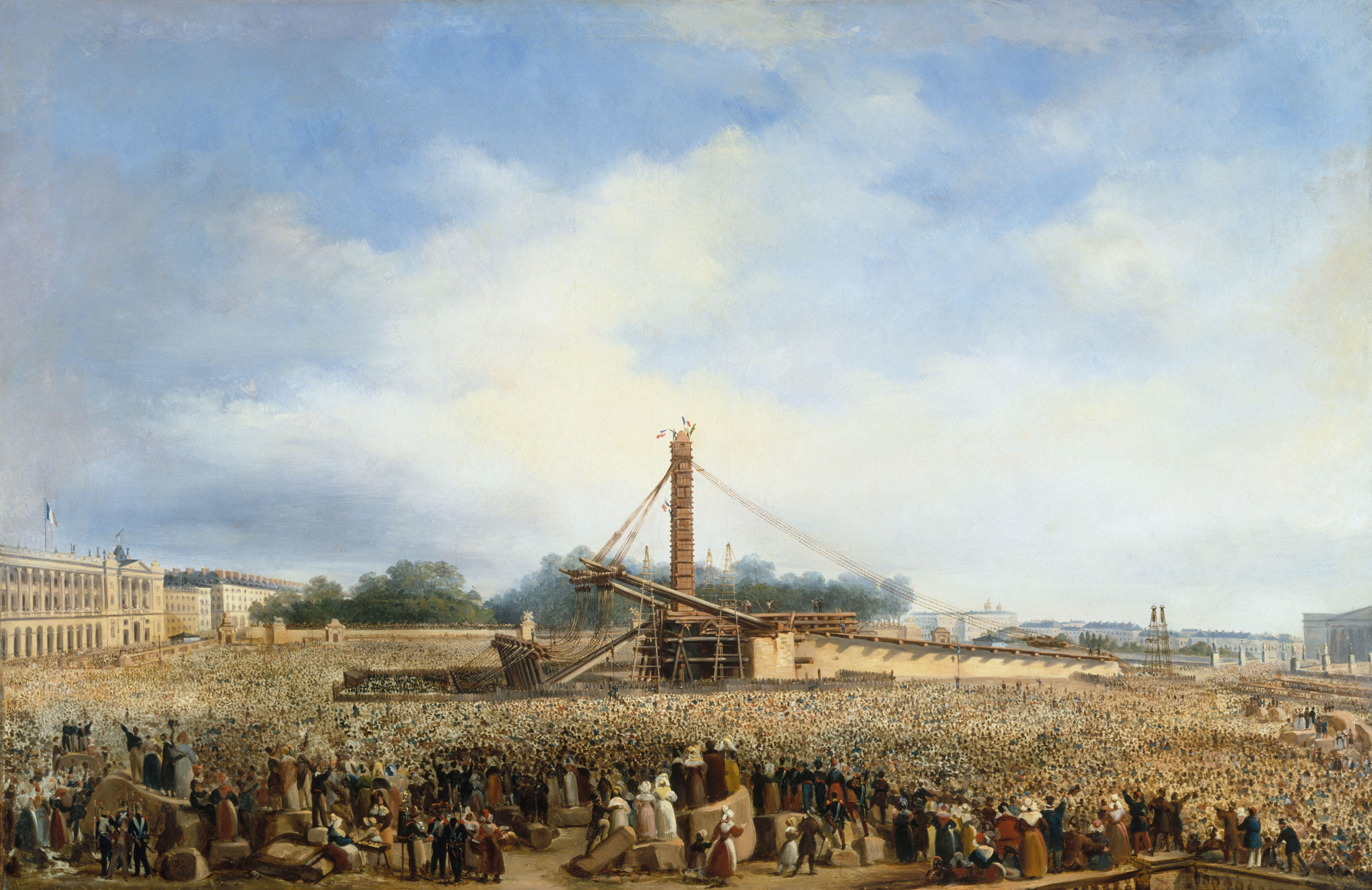
1836년 10월 25일 콩코르드 광장 중앙에 올려지는 룩소르 오벨리스크

루이 필리프 1세 치세의 파리는 오노레 드 발자크과 빅토르 위고 소설의 시간적 배경이기도 하였다. 파리 인구는 1831년 78만5천 명에서 1848년 1백5만3천 명으로 증가하였다. 도시는 북서쪽으로 더욱 성장하였고, 빈민가는 더욱 조밀해졌다. 가 북쪽과 서쪽으로 성장함에 따라 파리의 가장 가난한 지역은 더욱 밀집해졌다.
시테섬 주변의 도심은 이전 세기부터 이어져 온 좁고 구불구불 한 골목과 무너져가는 건물로 이루어진 미로였다. 풍경은 그림같았지만 어둡고 붐비는 골목은 비위생적이고 위험하였다. 물은 양동이를 짊어진 물장수들이 날랐고, 하수는 센강으로 직접 버렸다. 1832년 콜레라가 발생하자 2만 명이 목숨을 잃었다. 루이-필리프 치하의 15년 동안 센 강을 관리한 랑부토 백작은 센강 부두를 돌길로 포장하고 마레로 이어지는 새 거리를 착공하였다. 나폴레옹 3세 시기 완공된 이 길에는 랑부토 거리라는 이름이 붙여졌다.
루이 필리프는 집권 초기 오를레앙가의 저택인 팔레로얄을 거처로 삼았고 1832년 튀일리궁으로 거처를 옮겼다. 파리의 기념물에 대한 그의 중요한 공헌은 콩코르드 광장을 완공한 것이었다. 거대한 광장은 하천 상업을 대표하는 퐁텐데플뢰브(Fontaine des Fleuves, 강의 분수)와 해양 상업을 대표하는 퐁텐데메르(Fontaine des Mers, 바다의 분수)를 비롯한 8 개의 분수와 브레스트, 루앙, 리옹, 마르세유, 보르도, 낭트, 릴, 스트라스부르의 8 개 도시를 상징하는 여성 동상으로 장식되었다. 스트라스부르를 상징하는 동상은 장자크 프라디예가 만들었는데 빅토르 위고와 내연관계에 있던 쥘리에트 드루에를 모델로 하였다고 한다. 1836년 10월 25일 콩코르드 광장 중앙에 룩소르 오벨리스크가 세워졌다. 이집트의 룩소르에 있던 이 오벨리스크는 무게가 250톤에 달했기 때문에 특별히 제작된 선박으로 이동되었다. 같은 해 에투알 개선문이 완공되었다.
1840년 12월 15일 세인트 헬레나에서 파리로 반환된 나폴레옹의 유골을 맞이하는 엄숙한 의식이 앵발리드에서 열렸다. 루이 필리프는 방돔 광장의 기둥 위에 나폴레옹의 동사를 세웠다. 1840년 그는 바스티유 광장에 10년전 자신이 집권한 봉기를 기념하는 열주를 놓았다.
루이 필르프 1세 시기에 파리에 첫 기차역이 세워졌다. 당시 프랑스의 철도는 서로 다른 기업에 의해 독자적으로 운영되었으며 도심을 통과하지 않았다. 1837년 8월 24일 유럽 광장에 첫 기차역인 엥바르카데르 드 생제르망레가 문을 열었다. 또 다른 시내 기차역인 가르생라자르(Gare Saint-Lazare)은 1842년에 시작되었으며 1843년 5월 1일에 파리-오를레앙 철도가 2일에 파리-루앙 철도가 개통되었다.
인구가 급격히 증가하였지만 빈민과 노동자의 처우는 열악하였기 때문에 파리에는 봉기가 끊이지 않았다. 1830년, 1831년, 1832년, 1835년, 1839년, 1840년에 봉기가 있었다. 1832년 6월 봉기는 루이 필리프 1세에 대해 격렬한 비판을 유지하였던 공화주의자 장 막시밀리앙 라마르크 장군 장례식을 계기로 일어났고, 빅토르 위고의 소설 《레 미제라블》의 배경이 되면서 불멸의 사건이 되었다.
점점 커지던 불만은 1848년 2월 23일 대규모 시위를 군대가 진압하자 폭발하였다. 동부 노동자 지역에 바리케이드가 놓이고 국왕이 튀일리궁에서 모습을 보이자 사람들은 "만수무강 하소서"를 비꼬아 "만수 개혁하소서"로 화답하였다. 정권 유지가 어려워졌다는 것을 깨달은 루이 필리프는 영국으로 망명하였다.

## 제2공화국과 나폴레옹 3세

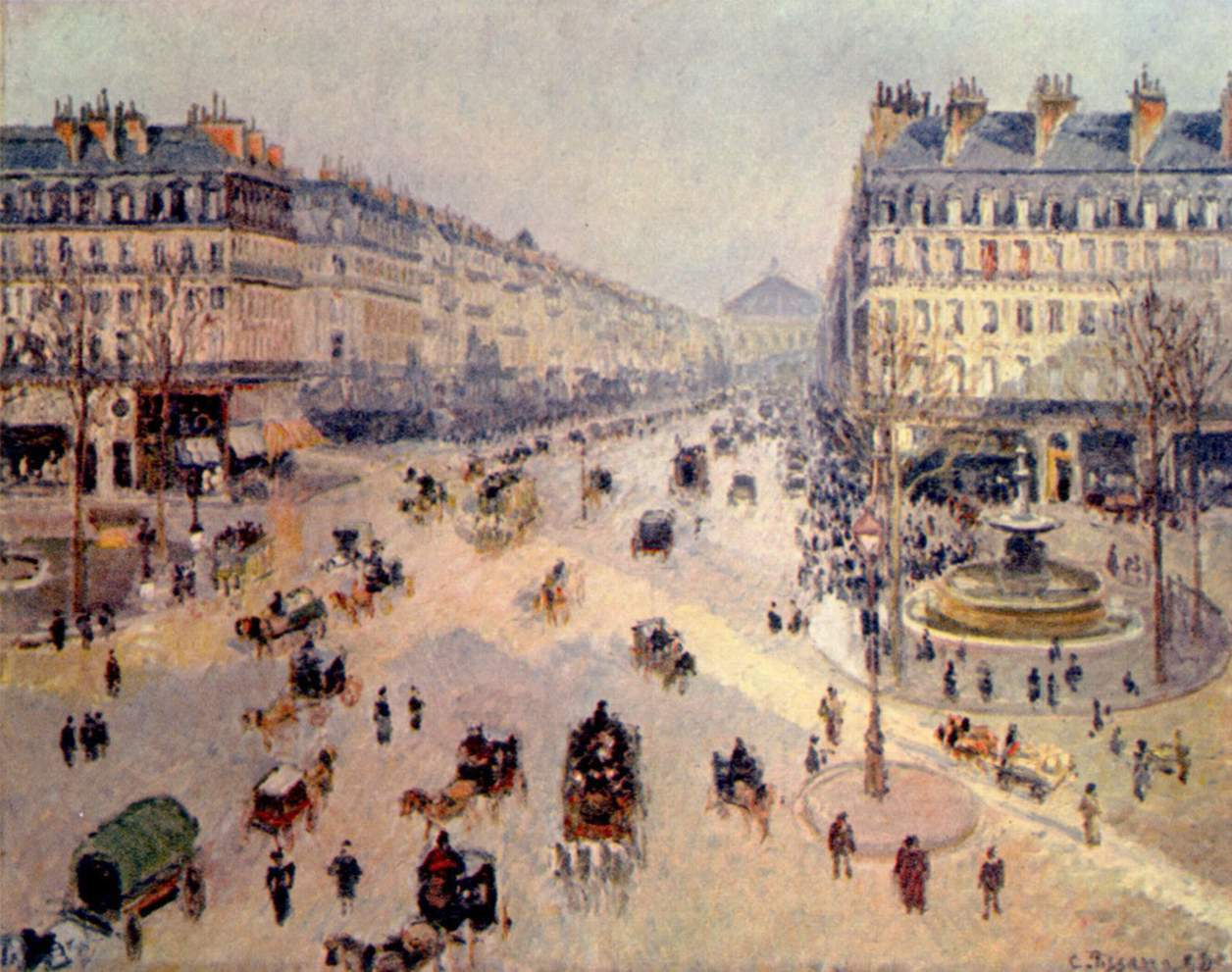
카미유 피사로, 오페라 대로, 1898년

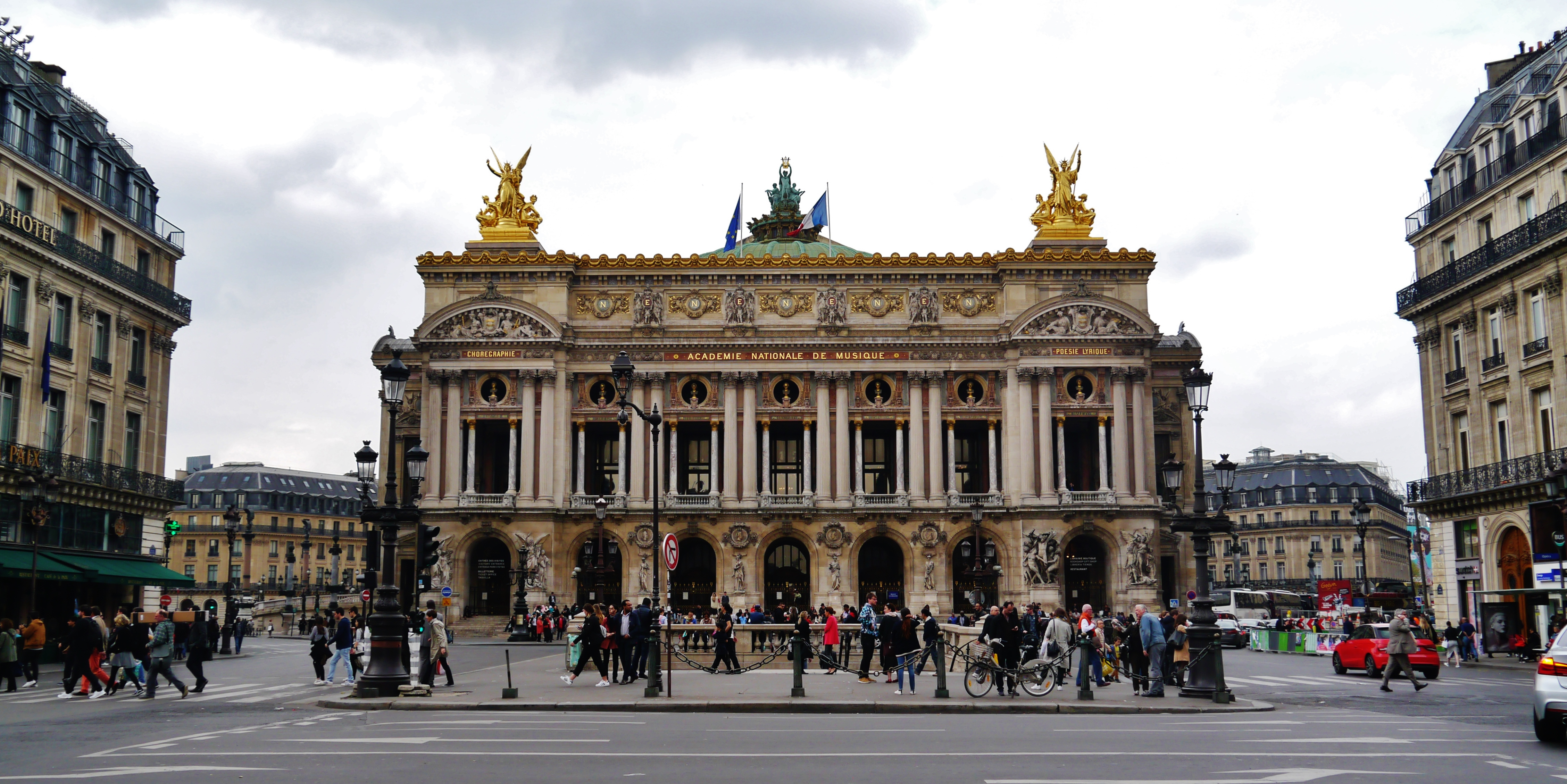
파리 오페라는 나폴레옹 3세 시기 파리의 중심이었다. 건축가 샤를 가르니에는 간단히 "나폴레옹 3세 양식"이라고 설명했다.

1848년 12월 나폴레옹 1세의 조카인 루이나폴레옹 보나파르트가 74%의 득표율로 프랑스 최초의 대통령이 되었다. 당시 프랑스의 정파는 군주제와 공화국 사이에 극심한 분열이 있었고, 이 때문에 "대공-대통령"이었던 루이나폴레옹은 둘 사이에서 아무 것도 할 수 없는 지경이었다. 더욱이 헌법이 재임을 허용하지 않았기 때문에 권력을 유지하고자 했던 루이나폴레옹은 쿠데타를 모의하게 된다. 1851년 12월 루이나폴레옹은 국회를 해산하고 황제로 즉위하여 나폴레옹 3세가 되었다.
나폴레옹 3세 시기 파리의 인구는 1백만 명에 이르렀다. 시민 대다수는 좁고 밀집된 비위생적인 환경에 거주하였다. 1848년 과밀한 도심에서 콜레라가 발생하여 2만 명이 사망했하였다. 1853년 나폴레옹은 조르주외젠 오스만에게 파리 개조 사업을 지시하였다. 이 사업은 공공 건설로 실업자에게 일자리를 제공하면서 당시까지도 중세 도시의 모습을 벗어나지 못한 파리를 넓은 길과 볕이 잘 드는 건물이 놓인 현대적인 모습으로 재개발 하려는 것이었다. 오늘날 파리의 모습 대부분은 이때 만들어진 것이다.
나폴레옹 3세는 1795년 설치된 12구를 넘어 도시 경계를 확장하였다. 파리 주변의 마을들은 세금 인상이 두려워 파리 편입을 거부하였지만 1860년 나폴레옹 3세는 황제의 권력을 이용하여 새로 8개의 구를 편입하였고 이로서 파리의 행정구역은 지금과 같은 20개의 구가 되었다. 이후 17년 동안 나폴레옹 3세와 오스만은 파리의 모습을 완전히 바꾸어 놓았다. 시테섬의 오랜 동네 대부분이 철거되어 팔레 드 쥐스티스를 비롯한 관청구역으로 바뀌었고 옛 시립 병원인 오텔디외를 재건하였다. 나폴레옹 1세 시기 착공된 리볼리 대로가 완성되었고 기차역과 인근 거점을 연결하는 대로를 놓아 교통 순환을 개선하였다. 길이 넓어지자 파리 시민들은 봉기를 일으켰을 때 바리케이트를 세우기 어려워졌기 때문에 나폴레옹 3세의 의도를 의심하였지만 오스만은 결코 그런 의도로 도시 재개발을 하는 것은 아니라고 기록하였다. 오스만은 새로 만들어진 도로를 따라 들어서는 건물에 엄격한 기준을 적용하여 같은 높이에 크림색이 감도는 흰색돌로 외장을 하도록 하였다. 이 기준은 오늘날에도 유지되어 파리 특유의 풍경을 이루게 되었다.
나폴레옹 3세는 런던에서 망명을 할 당시 자주 방문하였던 하이드 파크에서 받은 느낌때문에 파리에도 녹지 공간이 있어야 한다고 생각하였고 사방에 4 개의 큰 공원을 조성하였다. 이 때 만들어진 공원은 동쪽의 뱅센 숲, 서쪽의 불로뉴 숲, 남쪽의 몽수리 공원, 북쪽의 뷔트쇼몽 공원이다. 또한 도심에도 작은 공원과 광장을 두어 주거지에서 걸어서 10분 이내에 위치하도록 하였다.
나폴레옹 3세와 오스만은 리옹 역과 파리 북역을 다시 지어 도시로 들어가는 기념비적인 관문이 되도록 하였다. 또한 수로 개선 사업으로 새로운 저수지를 만들고 상하수도를 정비하였다. 길에는 수 만개의 가스등을 가로등으로 설치하였고 파리 국립 오페라의 전용 극장으로 오페라 가르니에를 착동하였다. 또한 샤틀레 광장 근처에 예전에 있던 "범죄의 길"이라 불린 좁은 길에 대로를 내면서 철거된 오페라 하우스를 대체할 새 극장 둘을 지었다. 센강에 첫 철도 교량이 놓인 것도 도시 중앙의 할레 시장이 다시 지어진 것도 이 시기의 일이다.    파리는 새로운 가로등, 키오스크, 공중 화장실, 옴니버스 정류장을 갖춘 근대 도시로 변하였다.
1860년대 후반에 들어 입법부에 더 큰 권력이 실리면서 오스만은 의회의 표적이 되었다. 의회는 오스만이 뤽상부르 정원의 크기를 30 헥타르에서 4 헥타르로 크게 줄이고 그 자리에 새로운 거주지와 길을 내는 도시 계획을 추진하자 거세게 반발하였다. 1870년 1월 나폴레옹 3세는 결국  오스만을  해고할 수 밖에 없었다. 몇 달 뒤인 9월 초 프랑코-프로이센 전쟁의 와중에 스당 전투에서 포로로 잡힌 나폴레옹 3세는 결국 몰락하게 되었지만, 오스만의 도시 계획은 프랑스 제3공화국 동안에도 계속되었다.

### 경제

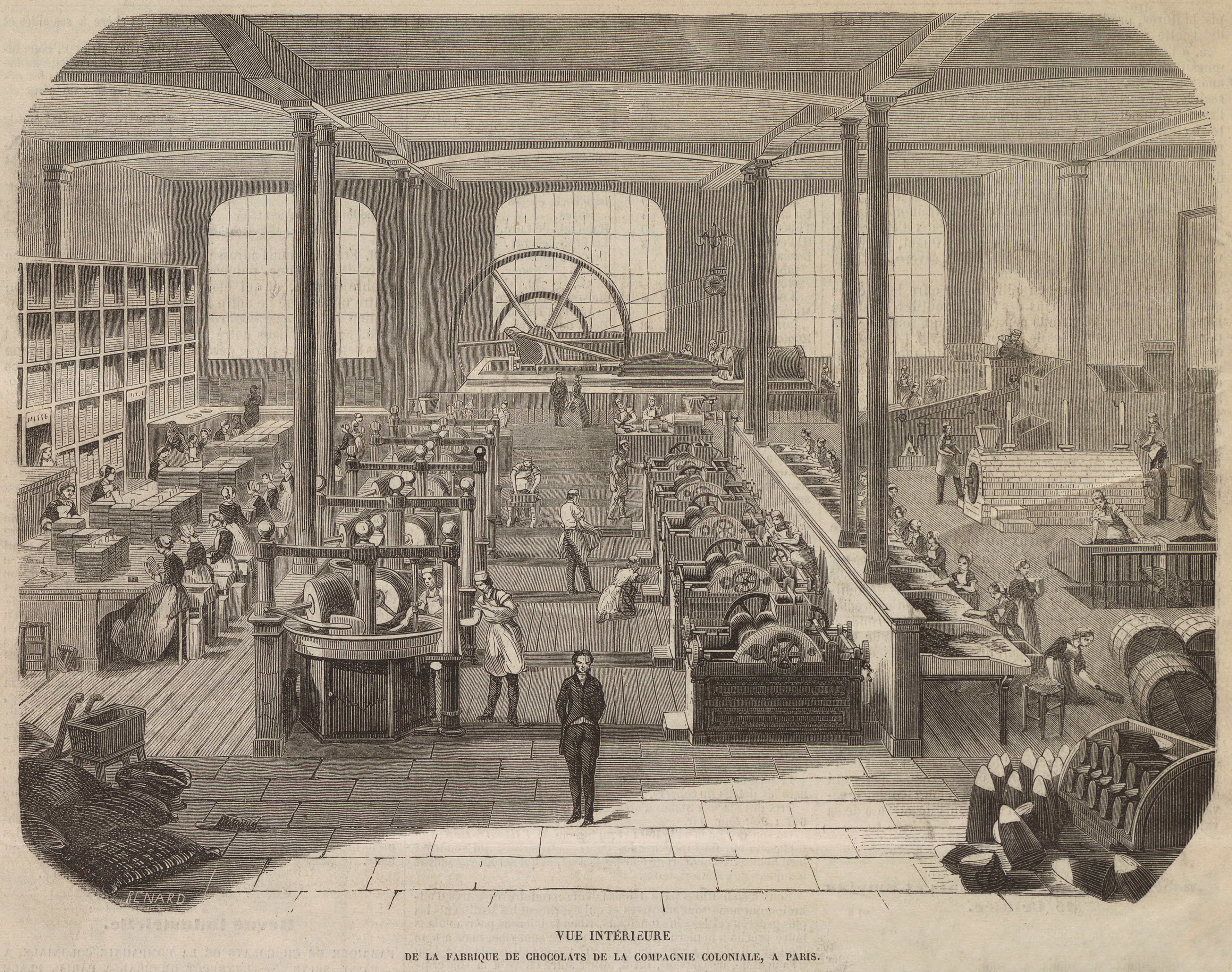
1855년 식민회사에서 운영한 파리의 초콜릿 공장

나폴레옹 3세의 시기는 프랑스의 산업화 시기이기도 하였다. 프랑스 혁명 기간 폐쇄되었던 파리 외곽의 교회와 수도원의 부지에 대규모 공장이 들어섰다. 생앙투안 지구와 생드니 지구에 대형 직물 공장이 세워졌고, 영국의 봉쇄로 차단된 서인도 제도의 설탕 수입을 대체할 목적으로 세워진 사탕무 가공 공장이 1812년 파시에 세워졌다. 철과 청동을 주조하는 금속 산업은 18세기 후반 생오노레 지구와 샤이오에서 시작되었으며 초보적인 화학 공장이 자벨, 샤펠,  클리냥쿠르에 있었다.  1801년 파리에는 6만 명의 노동자를 고용한 9백 개의 기업이 있었지만 1백 명 이상을 고용한 대규모 사업장은 24곳에 불과하였고 대다수 노동자들은 소규모 작업장에서 일하였다. 19세기 파리는 고가의 의류, 시계, 가구, 도자기, 보석, 가죽 제품을 생산하는 장인들이 많았다. 19세기 동안 파리의 기업과 노동자는 모두 꾸준히 증가하여 1847년 파리에는 6만5천 개의 기업에 35만 명의 노동자가 있었다. 이 가운데 10인 이상 사업장은 7천 개소 정도였다. 산업화 초기의 중점 사업이었던 섬유 산업은 쇠퇴했지만 19세기 중반 파리는 프랑스의 증기 엔진과 기계 생산량의 20 %를 담당하였고, 세번째로 큰 야금산업을 보유하였다. 도시 외곽에 세워진 화학 공장 때문에 심각한 공해가 발생하였다.
19세기 중반에 들어 파리는 런던에 다음 가는 국제 금융 중심지로 부상하였다. 프랑스 제국은 강력한 국립 은행의 지원과 공격적인 민간 은행의 경영으로 파리를 유럽럽 전역을 아우르는 금융 중심지로 만들고자 하였다. 나폴레옹 3세는 런던을 제치고 파리가 세계 제일의 금융 줌심지가 되기를 원하였지만 1870년 프로이센과의 전쟁이 일어나자 재정은 급속도로 악화되었다. 1812년 로스차일드가가 파리에 은행 지점을 열었다. 로스차일드가는 나폴레옹 1세가 엘바섬을 탈출하여 백일천하를 이루던 시기에 이미 그를 지원한 바 있었다. 나폴레옹 3세 시기의 로스차일드 프랑스 은행은 프랑스의 식민지 확장에 필요한 자금을 공급하였다. 1796년에 설립된 프랑스 은행은 1848년 금융 위기를 거치면서 강력한 권한을 가진 중앙은행으로 자리잡았다. 1848년 금융위기에 대응하여 세워진 파리 국립할인은행은 국가 주도의 자본 투자를 위한 은행이었으며 1960년대 국립은행의 민영화가 이루어질 때까지 존속하였다.
파리 부르스는 증권거래의 핵심 시장으로 부상하였다. 주로 선도 투자를 하던 당시 중개인들은 높은 위험을 부담하고 있었기 때문에 투자 실패가 연쇄 작용을 일으켜 시장이 붕괴되는 것을 막고자 상호 보증 기금을 창설하였다. 상호 보증 기금은 너무 위험한 투자를 규제하였기 때문에 이를 싫어하던 1880년대의 투기꾼들은 규제가 덜한 장외 투자인 "쿨리스"(Coulisse, 막후)를 선호하였다. 그러나 이러한 고위험 투자는 1895년에서 1896년 사이 결국 연쇄 붕괴를 일으켜 사라지고 말았다. 부르스는 인정된 중개인만이 시장에 참여할 수 있도록 독점권을 부여하고 이들의 고위험 투자를 규제하여 시장 붕괴를 막고자 하였다.

## 파리 코뮌

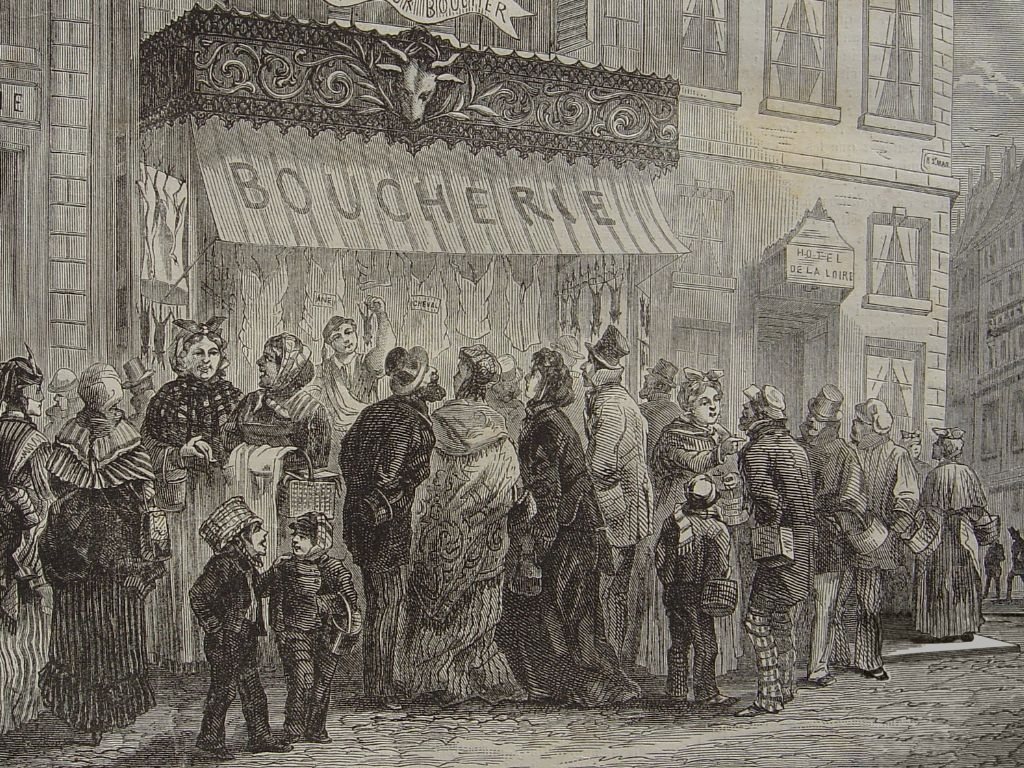
파리 공방전 당시 정육점 앞에 서 있는 군중.(1871년)

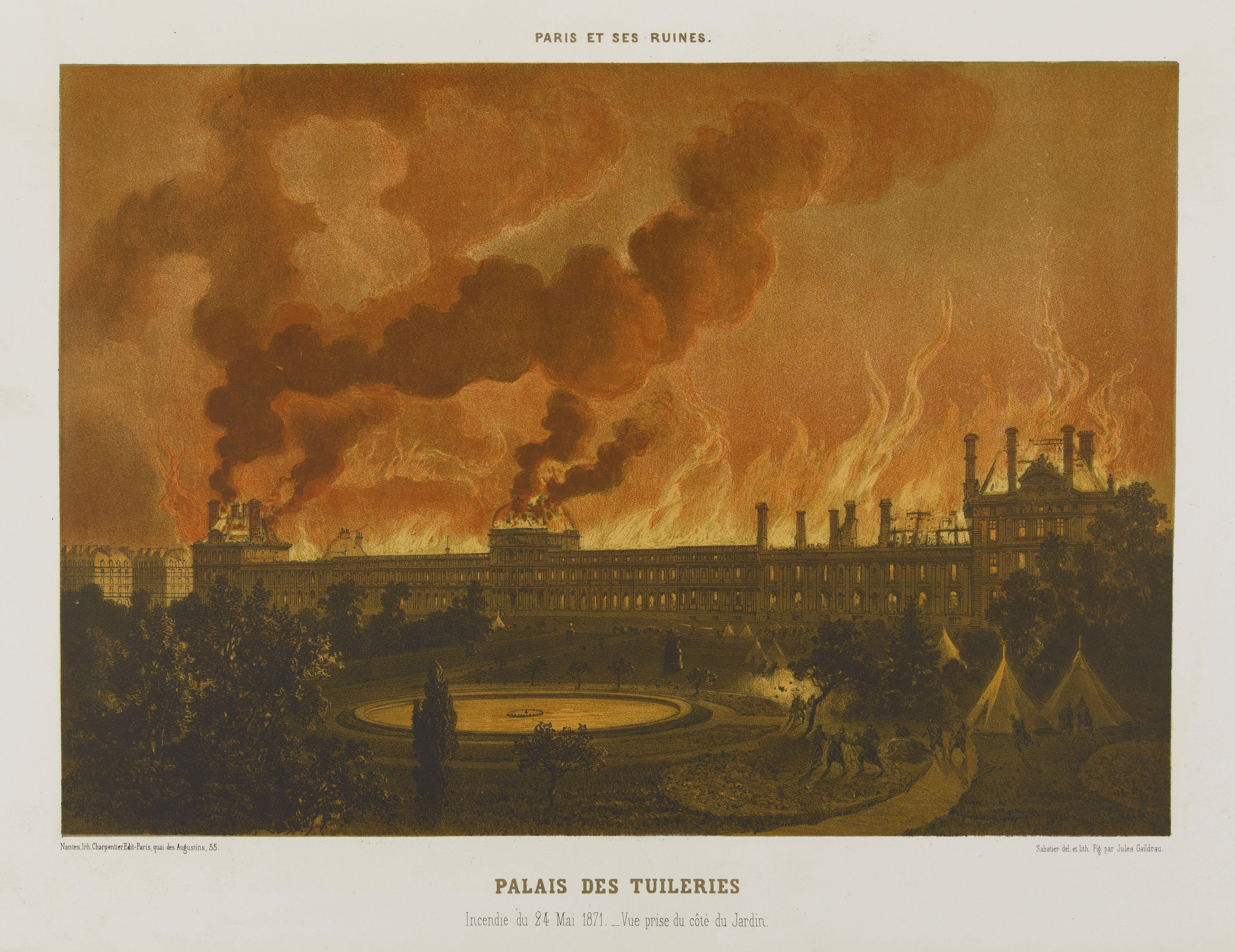
파리 코뮌의 마지막 날. 코뮌은 튀일리궁을 불태웠다.

1870년 9월 2일 스당 전투 와중에 나폴레옹 3세가 포로로 잡히면서 제2 제국 역시 급격하게 몰락하였다. 나폴레옹 3세는 9월 4일 퇴위하였고 같은 날 프랑스 제3공화국이 선포되었다. 9월 19일 프로이센의 군대가 파리에 도착하여 도시를 포위하였다. 이 포위는 해를 넘겨 1871년 1월까지 계속되었다. 포위된 파리 시민들은 추위와 굶주림에 시달렸다. 고기를 얻기 위해 고양이, 쥐, 개, 말과 같은 동물들이 도축되었다. 동물원의 코끼리 카스토와 폴룩스도 죽여서 식량으로 삼았다. 오랫동안 대치하던 프로이센은 1871년 1월 도시 안으로 포격을 가하기 시작하였고, 파리는 1월 28일 항복하였다. 프로이센군은 잠시 도시를 점령한 후 외곽에 주둔하였다.
1871년 3월 18일 프로이센과의 강화 조약에 불만을 품은 파리의 국민위병 병사들이 두 장군을 살해하고 봉기를 일으켰다. 정부 관리들과 친정부 군대는 빠르게 베르사유로 철수하였고 3월 26일 아나키즘과 급진 사회주의의 주도로 파리 코뮌이 수립되었다.  그러나 프랑스군은 코뮌을 포위하고 유혈 진압을 하였다. 5월 21일에서 28일 사이 있었던 격렬한 시가전인 "피의 일주일" 끝에 코뮌은 붕괴되었다. 장교가 없는 코뮌의 민병대는 군사 작전에 대한 별다른 대응책이 없었기 때문에 각자의 자리에서 스스로의 판단에 따라 싸워야 하였다. 코뮌의 민병대 사령관 루이 샤를 들레클뤼즈는 5월 26일 비관적인 상황이 되자 바리케이트 위에 올라 자살하였다. 더 이상 물러설 곳이 없어진 코뮌은 전투의 마지막 날 튀일리궁과 시청사, 팔레 드 쥐스티스, 명예의 전당 등을 불질렀고 인질로 잡혀 있었던 파리의 대주교 조르쥬 다르보를 처형하였다.
봉기 이후 4월 초부터 피의 일주일까지 프랑스 육군은 837 명의 사망자와 6,424 명의 부상자가 있었고, 코뮌은 약 7천 명이 전투 중 사망하거나 진압 이후 그 자리에서 처형되었다. 파리시는 사망자의 매장을 위해 임시 매장지를 마련하여야 하였다. 코뮌이 몰락하자 1 만명의 시민들이 파리를 탈출하여 벨기에, 영국, 스위스, 미국과 같은 곳들로 망명하였다. 체포된 약 4만5천 명은 대부분 석방되었지만, 23 명은 사형을 선고 받았고 약 1만 명이 유배형에 처해져 누벨칼레도니나 다른 죄수 식민지로 유배되었다. 유배된 죄수들은 1879년과 1880년에 사면되었고 대부분은 프랑스로 돌아 왔다. 유배를 당한 사람들 중 일부는 정치적 재기에 성공하여 국회의원에 선출되었다.

## 벨 에포크

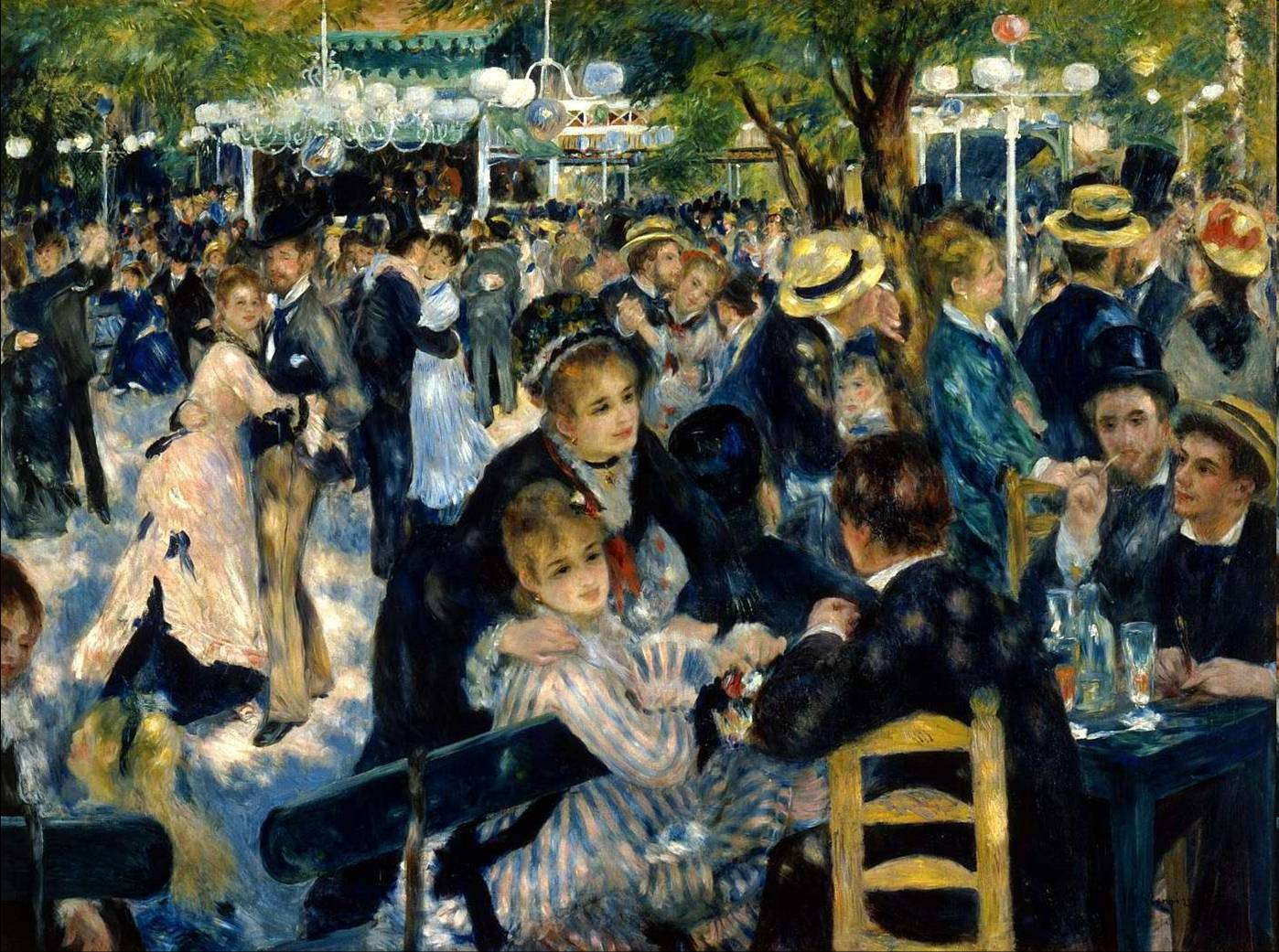
오귀스트 르누아르, 《물랭 드 라 갈레트의 무도회》 1876년, 오르세 미술관
벨 에포크 시기 파리는 유럽 미술의 중심지였다.

코뮌이 몰락한 후 파리는 보수적인 중앙정부의 엄격한 감시를 받았다. 정부와 의회는 1879년까지 베르사유에 있었지만, 상원은 일찍이 뤽상부르크궁으로 돌아왔다. 1873년 7월 23일, 국회는 파리 코뮌 봉기가 시작된 장소에 성당을 짓는 계획을 승인하였다. 비잔틴 복고양식으로 새워진 교회는 사크레쾨르 대성당으로 불리게 되었고 공개 모금을 통해 건축 예산을 마련하였다. 이 계획은 코민 붕괴 후 국민 통합을 목적으로 한 것이었지만, 건축 중에 다시 전쟁이 일어나 지연되다가 1919년에 이르러서야 완공되었다.
1878년 파리 지방자치 선거에서 급진적 공화당원은 80 석의 시의회 의석 가운데 75 석을 차지하는 압승을 거두었다. 이들은 1879년 파리의 거리와 광장 이름에 남아있던 왕정의 흔적을 지우기 시작하였다. 샤토도 광장은 레퓌블리크 광장(Place de la République, 공화 광장)이 되었고 1883년 공화국의 동상이 광장 중앙에 놓였다. 거리의 이름은 프랑스 혁명 기간 동안 복무 한 장군의 이름이 붙여졌다. 불타버린 시청사는 1874년에서 1882년 사이에 네오르네상스 양식으로 재건되었으며, 샹보르 성의 첨탑을 모델로 한 탑이 세워졌다. 코뮌이 불태운 대법원 자리에는 오르세 역(오늘날의 오르세 미술관)이 세워졌다. 불타버린 튀일리궁은 왕정의 잔재로 여겨져 여러 차례의 재건 요청에도 불구하고 시의회의 거부로 진행되지 않았다. 1883년 파리시는 아예 튀일리궁의 폐허를 철거하였다. 오늘날에는 일부 벽만이 남아 있고 북쪽과 남쪽의 회랑만 복원되어 있다.
1885년 빅토르 위고의 장례식에는 수십만 명의 파리 시민이 운집하여 이 시기의 가장 큰 사건으로 기억되었다. 빅토르 위고의 장례식 날 개선문은 검은 천으로 장식되었고, 유구는 생제네비에브 교회였다가 혁명을 거치며 유공자의 무덤이 된 팡테옹에 안장되었다. 팡테옹은 부르봉 왕정복고 기간인 1816년 4월 다시 교회가 되었지만 이 장례식을 계기로 다시 국가의 전당이 되었다.

19세기 후반에서 20세기 초까지의 프랑스는 급속한 경제 성장을 이루었고 파리의 중산층은 화려한 문화를 즐겼다. 이 시기를 벨 에포크라고 부른다.

### 교통
19세기 말 파리는 런던을 따라 잡기 위해 대중교통 시스템을 현대화하기 시작하였다. 최초의 파리 지하철 노선은 1897년 마요에서 빈센느를 처음 연결하였는데 1900년 만국 박람회 개최를 윈한 것이었다. 센강 위에는 다리 둘이 더 놓였는데 그 가운데 하나인 알렉상드르 3세 다리는 좌안과 박람회장을 연결하였다. 이 다리의 초석은1896년 러시아의 니콜라이 2세가 기증한 것으로 그는 다리에 자신의 아버지 알렉산드르 3세의 이름을 붙였다. 이 다리와 이어지는 거리에는 알렉상드르 3세 거리, 니콜라 2세 거리와 같이 이들을 기념하는 이름이 붙었다. 알렉상드르 3세 다리는 현대적인 철 구조물로 지어졌으며 당시 새로 놓이는 다리는 미라보 다리와 같이 철제 트러스를 이용한 아치를 이용하였다.

### 근대 미술

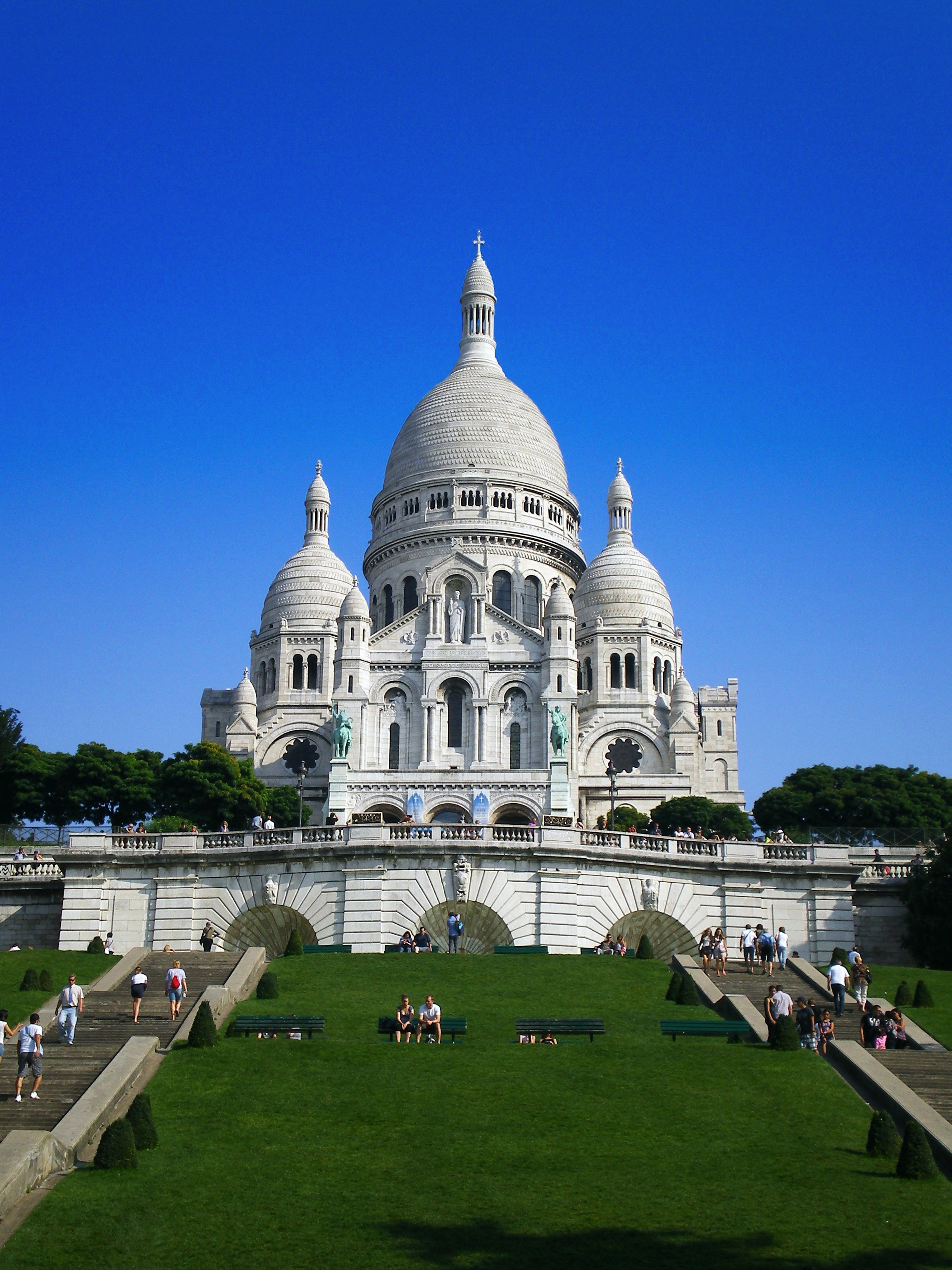
1873년 착동하여 1919년이 되어서야 완공된 비잔틴 복고양식의 사크레쾨르 대성당은 파리 코뮌 이후 국민 통합을 목적으로 지어진 것이다.

벨 에포크 시기 파리는 근대 미술과 영화 상영의 발상지였다. 많은 예술가들이 벨 에포크 시기 파리로 몰려들었는데, 당시 파리는 급성장한 경제력을 바탕으로 세계 유수의 예술품 소비 시장이 되었기 때문이다. 유럽 각지에서 모여든 예술가들은 임대료가 싸고 전망이 좋은 몽마르트르에 터를 잡았다. 오귀스트 르누아르는 1876년 카르토 거리 12번지에 세를 들어 살면서 《물랭 드 라 갈레트의 무도회》를 그렸다. 여기에는 모리스 위트릴로도 1906년부터 1914년까지 살았다. 라울 뒤피 역시 같은 주소에서 1901년부터 1911년까지 아틀리에을 공유하였다. 이 건물은 현재 몽마르트르 미술관으로 쓰인다. 파블로 피카소, 아메데오 모딜리아니를 비롯한 화가들은 1904년에서 1909년 사이 르바토라부아는 건물에 살면서 작업하였다. 이 건물에서 피카소는 《아비뇽의 처녀들》을 그렸다.
에릭 사티와 같은 유명 작곡가도 이 동네에 살았다. 제1차 세계 대전이 일어나자 대부분의 예술가들이 몽마르트르를 떠나 카르티에 뒤 몽파르나스로 거처를 옮겼다.
1895년 12월 25일 카퓌신 대로에 있는 그랑 카페에서 뤼미에르 형제가 제작한 영화가 상영되었다. 관람료는 1 프랑이었고 관객은 33 명이었다.
20세기 초 앙리 마티스와 조르주 브라크, 앙드레 드랭, 라울 더이, 장 메챙제, 모리스 드 블라맹크는 "야생"의 색을 사용한 새로운 사조 야수파를 선보였다. 이들의 양식은 이후 근현대 미술에 많은 영향을 주었다.

### 소비와 백화점

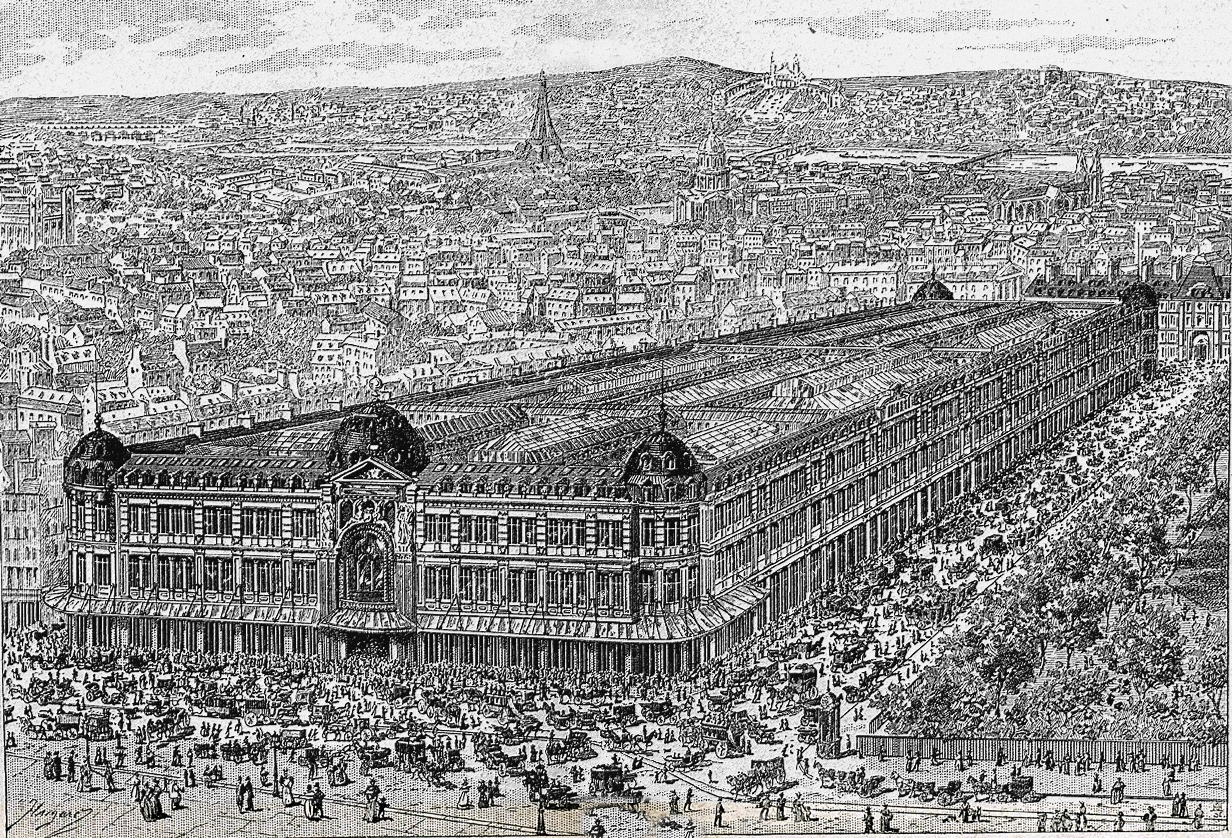
르봉마르셰 백화점

벨 에포크 시기 파리의 부는 빠르게 증가하며 점점 더 집중되어 빈익빈 부익부 현상을 보였다. 1872년부터 1927년까지 파리는 이른바 "임차인 사회"였다. 상속한 부동산과 자산만으로 살아가는 임차인은 인구의 약 10% 정도였지만, 이들의 재산은 파리 전체의 70%에 달했다. 빠르게 성장하는 경제와 집중된 부 덕분에 이들은 많은 사치품을 소비하였다. 파리는 웅장한 백화점과 고급 상점이 가득한 아케이드가 즐비하게 늘어서면서 소비주의를 과시하였다. 이와 같은 소비 풍조는 파리와 프랑스를 넘어 전세계 상류층과 중산층의 고급 제품 소비에 대한 표준을 제시한 "꿈의 기계"로 작용하였다. 작은 옷가게 주인의 아들이었던 아리스티드 부시코는 1848년 파리의 르봉 마르셰라는 잡화점의 거래인으로 시작해 1852년 소유주가 되었고 대량 구매, 낮은 수익 마진, 계절별 판매, 할인, 광고, 우편주문 카탈로그, 엔터테인먼트를 통한 호객, 배우자와 자녀를 위한 상품의 제공과 같은 영업 방식을 동원하여 르봉 마르셰를 파리 최초의 현대적인 백화점으로 탈바꿈시켰다. 그는 정가제를 도입하고 교환 및 환불이 가능한 보증제를 통해 오늘날 백화점이 갖는 판매 형태를 정착시켰다. 르봉 마르셰가 성공하자 파리에는 이를 모델로 하는 백화점들이 속속 들어섰으며 전세계에 백화점이라는 소비 양식이 퍼져나가는 계기가 되었다.
프랑스인들은 파리의 거대한 상점으로 얻은 국가적 명성에 자부심을 가지고 있었다. 에밀 졸라는 1880년 르봉 마르셰를 살펴보고 이를 전형적인 백화점의 모습으로 그려 소설 《여인들의 행복한 시간》 (Au Bonheur des Dames , 1882–83년)의 배경으로 사용하였다. 졸라는 백화점을 발전하는 사회의 새로운 표상이자 동시에 그 사회를 탐욕스럽게 먹어 치우는 표상으로 표현하였다. 이 소설은 판촉 영업, 관리 기법, 마케팅과 소비주의를 묘사한다.
1890년 파리 북부의 제일가는 백화점은 그랑 마가쟁 뒤파옐(Grands Magasins Dufayel) 이었다. 이 백화점은 지역의 특색에 맞게 노동자 계층을 신규 고객으로 삼았고, 이들을 위해 보다 싸고 많은 물건을 판매하는 전략을 취했다. 노동자 주거 지역은 공공 장소가 거의 없었기 때문에 매장은 사람들이 만나고 활동할 수 있는 공간으로도 자리잡았다. 부르주아지 주거 지역의 백화점이 하는 것과 같이 뒤파옐도 영화 상영, 엑스선 기계와 같은 최신 기술의 소개와 같은 판촉 활동을 하였다. 이러한 대형 매장의 운영은 소비자와 인기 상품 사이를 합리적인 가격에 직접 연결하여 노동자에게도 소비주의 대열에 합류할 기회를 주었다.
1870년 이후 매장 점원은 점차 여성으로 대체되었다. 여성 점원은 낮은 임금과 긴 근무 시간에 놓였지만, 당시 상황에서 여성이 가질 수 있는 몇 안되는 직업 가운데 하나였고, 그들은 가장 최신 유행의 상품과 고급 고객을 만날 수 있는 환경을 즐겼다.

### 파리 만국 박람회 (1855 ~ 1900)

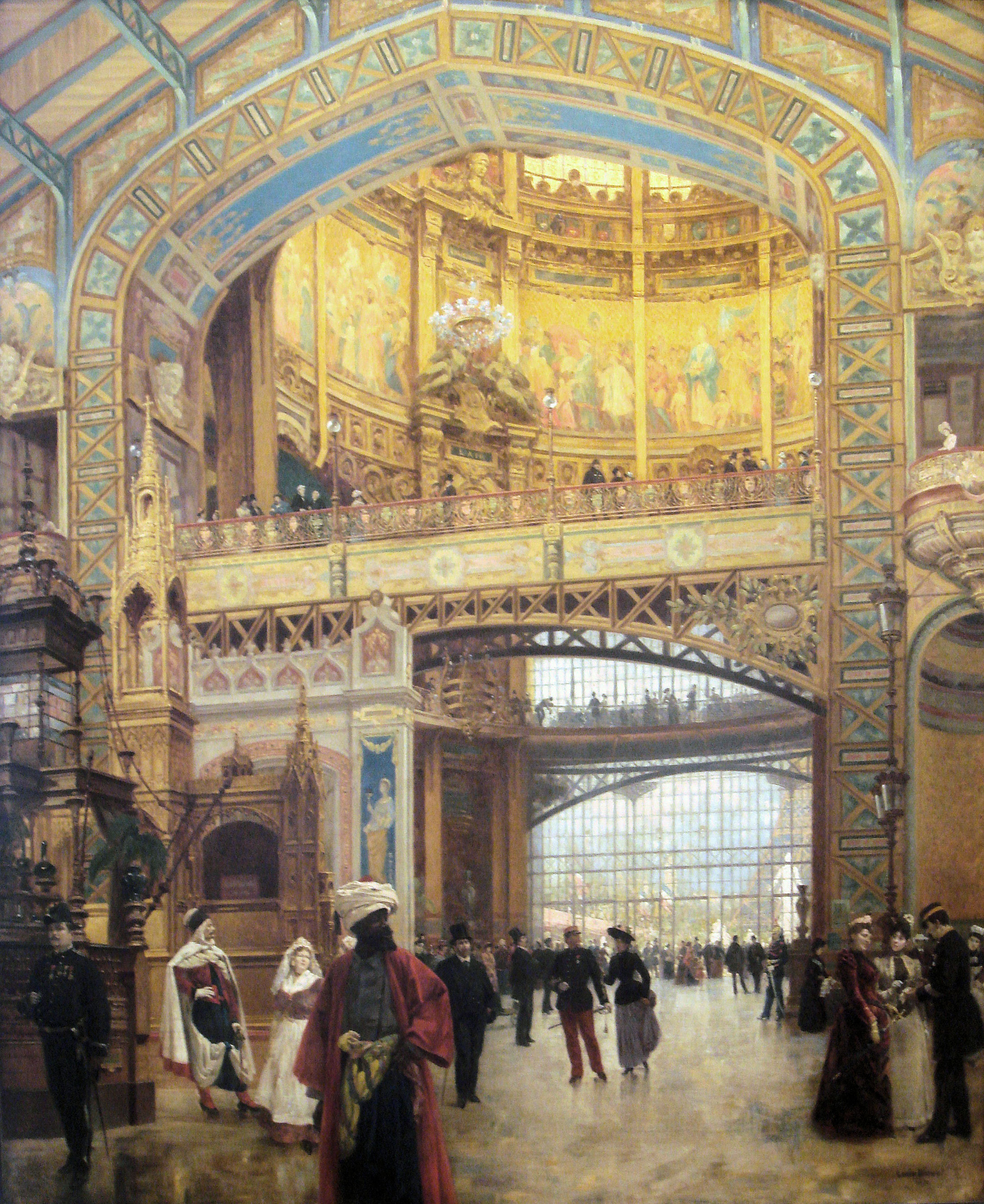
1889년 만국 박람회의 기계 전시장 내부.

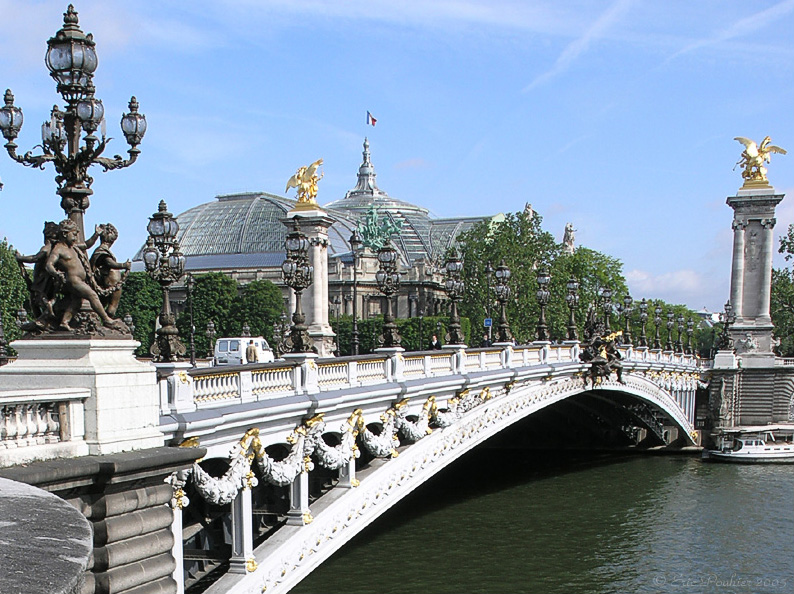
알렉상드르 3세 다리. 뒤로 보이는 건물은 그랑 팔레이다. 1900년 만국 박람회를 위해 지어졌다.

19세기 후반 파리는 5 회의 만국 박람회를 개최하여 수백만 명의 방문객을 끌어 들이면서 파리를 기술과 무역 및 관광의 중심지로 만들었다. 박람회는 인상적인 철제 전시관과 거의 악마적으로 보일 정도의 막대한 에너지를 통해 작동하는 기계와 설비의 전시로 기술과 대량 생산 산업을 숭배하는 전당이 되었다.
제1회 파리 만국 박람회는 나폴레옹 3세 시기인 1855년 개최되었다. 이 박람회는 4년 전 런던에서 있었던 1851년 만국 박람회의 성공에 영향을 받아 프랑스의 산업과 문화의 성과를 보여주겠다는 경쟁심 아래 계획되었다. 박람회의 전시를 위해 보르도 와인의 분류 시스템이 개발되었다.  박람회를 위해 특별히 보르도 와인의 분류 시스템이 개발되었다. 샹젤리제 거리 옆에 있는 롱펭 극장(Théâtre du Rond-Point, 로터리 극장)은 당시 박람회의 흔적이다.

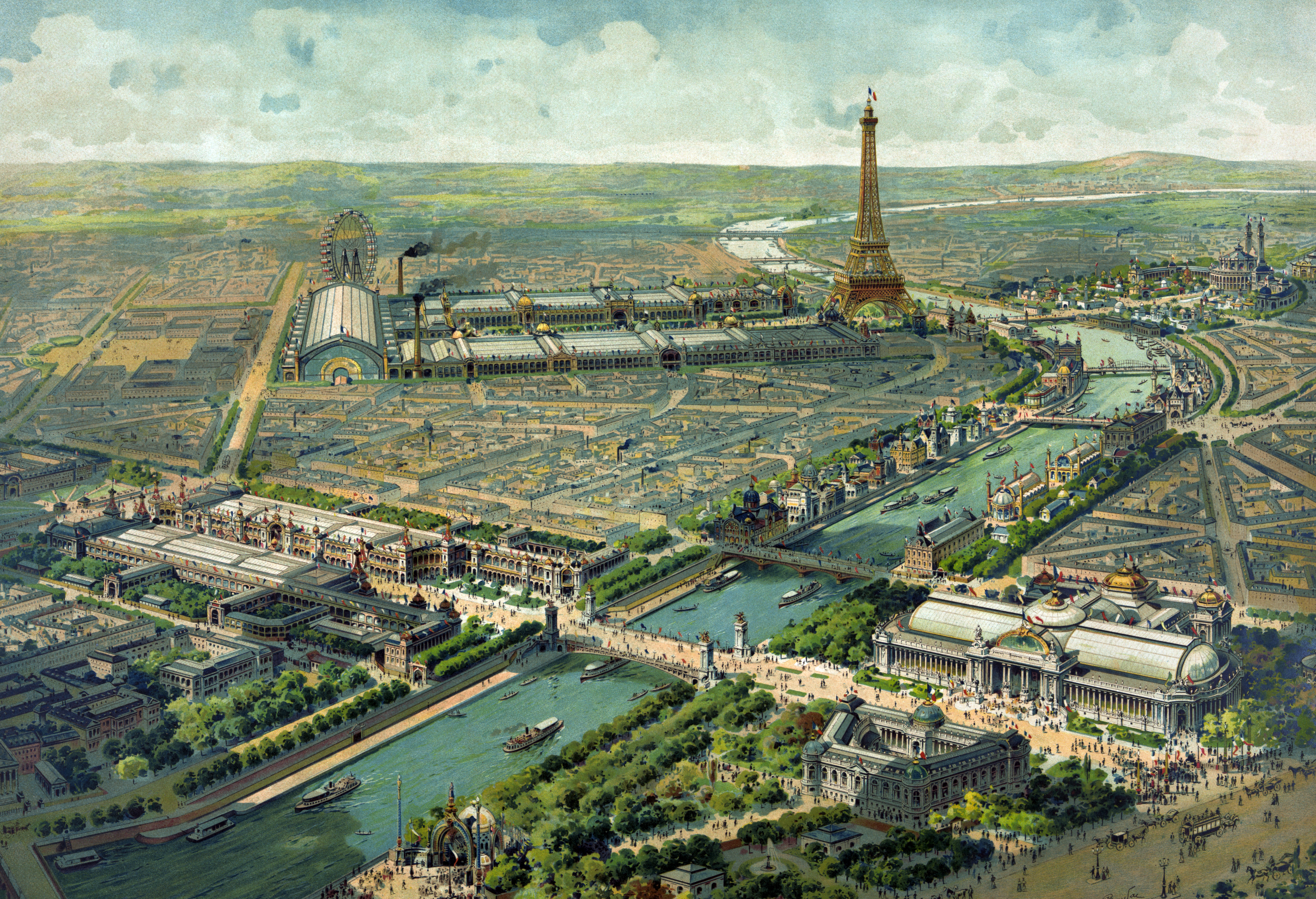
1900년 만국 박람회

1867년 만국 박람회는 마르스 광장에 설치된 길이 490m, 폭 380m의 타원형 전시장에서 열렸다. 러시아의 알렉산드르 2세, 프로이센의 오토 폰 비스마르크와 빌헬름 1세, 오스만 제국의 술탄 압뒬라지즈 등의 세계 군왕과 정치인들이 파리로 모였다. 오스만의 술탄이 영지 밖을 여행한 것은 이 번이 최초였다. 이 박람회에서 처음으로 센강 유람선 바토 무시가 운행되었다.
1878년 만국 박람회는 1867년 박람회에서 확장하여 센강 건너편에도 전시장 트로카데로를 마련하였다. 이 전시회에서 알렉산더 그레이엄 벨은 새 전화기를, 토머스 에디슨은 축음기를 선보였으며, 미국 독립 혁명 100주년을 기념하여 프랑스가 선물한 자유의 여신상의 머리 부분이 전시되었다. 박람회를 기념하여 오페라 대로와 오페라 광장에 처음으로 전등이 켜졌다. 1천3백만 명의 방문객이 박람회장을 찾았다.
1889년 만국 박람회는 프랑스 혁명 100주년을 기념하였다. 마르스 광장에 300m 높이의 에펠탑이 세워져 박람회의 관문 역할을 하였다. 에펠탑은 훗날 방송용 안테나가 설치되어 324m가 되었으며 1930년까지 세계에서 가장 높은 건축물의 자리를 지켰다. 철구조물로 지은 에펠탑이 모든 사람의 사랑을 받은 것은 아니었다. 특히 문화 예술계 인사들은 다른 모든 경관을 뚫고 솟아오른 철탑을 흉측하다고 여겼다. 모파상, 샤를 구노, 찰스 가르니에 등은 공공연히 에펠탑을 비난하였다. 이 박람회에서 인기를 끈 다른 시설은 세계 최초의 음악 분수였다. 음악 분수는 전등으로 치장되었고 음악에 맞춰 전등의 색과 물줄기를 바꾸었다. 버펄로 빌이 명사수 애니 오클리와 함께 서부 활극 쇼인 《와일드 웨스트 쇼》를 선보였다. 는 엑스 포지션에서 와일드 웨스트 쇼 에 많은 군중을 끌어 들였다.
마르스 광장에서 열린 1900년 만국 박람회는 세기의 전환을 기념하며 5천만 명의 방문객을 맞았다. 박람회에는 당시 세계 최대의 대관람차인 파리 대관람차가 전시되었다. 40대의 관람차를 100m 높이의 원형 구조물에 연결한 파리 대관람차는 한 번에 1천6백명의 승객을 태울 수 있었다. 전시관 내부는 루돌프 디젤의 새 엔진이 시연되었고 세계 최초의 에스컬레이터가 선을 보였다. 박람회는 1900년 파리 올림픽과 동시에 개최되었는데 이 올림픽은 그리스 밖에서 열린 최초의 근대 올림픽이었다. 또한 전시관의 새 건축 양식인 아르누보 역시 세계적인 유명세를 타게 되었다. 당시 지어진 그랑 팔레와 프티 팔레는 여전히 남아 있다.

## 제1차 세계 대전

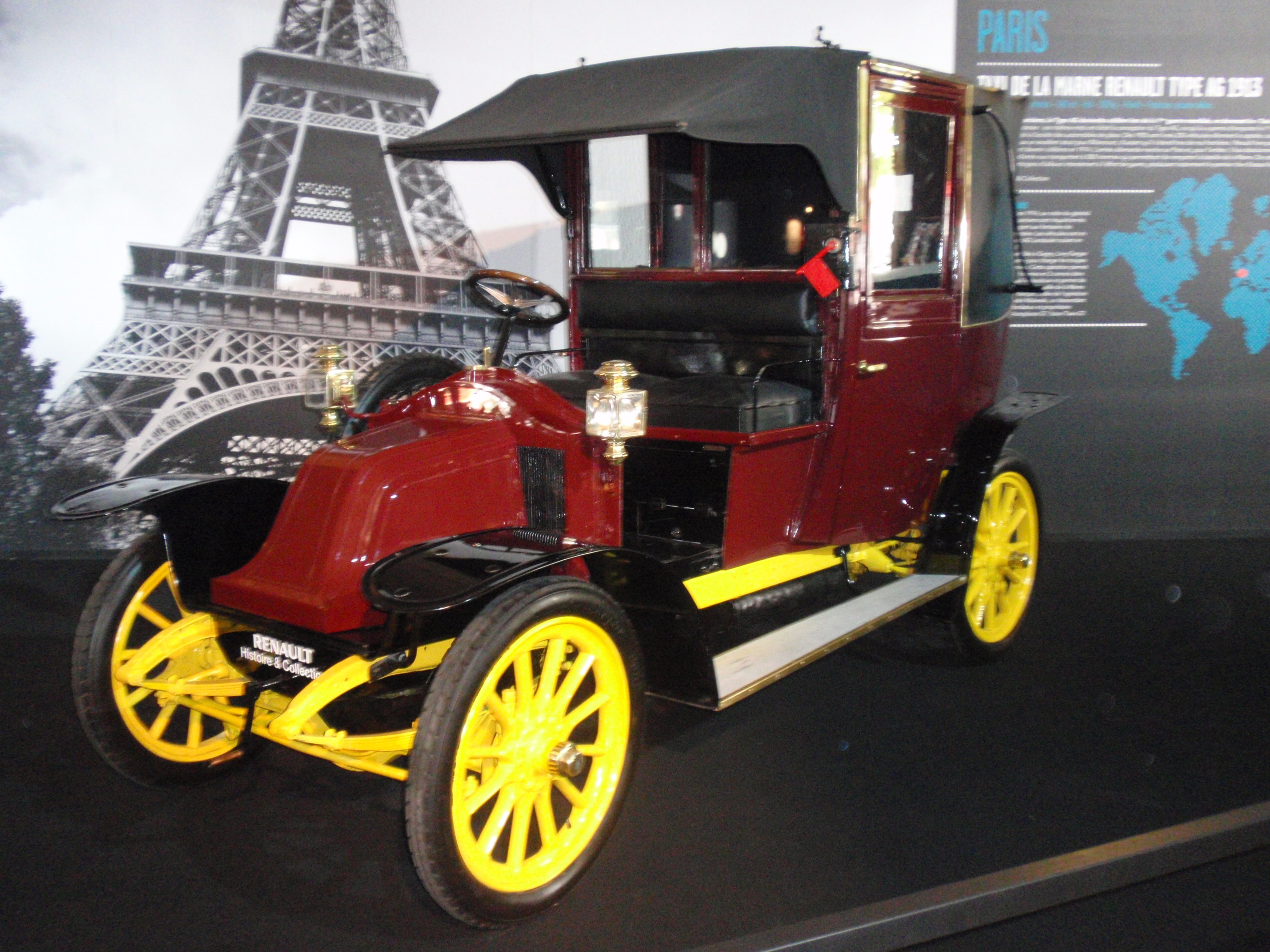
파리 르노 택시는 제1차 마른강 전투(1914년) 동안 6천 명의 군인을 최전선으로 태워 보냈다.

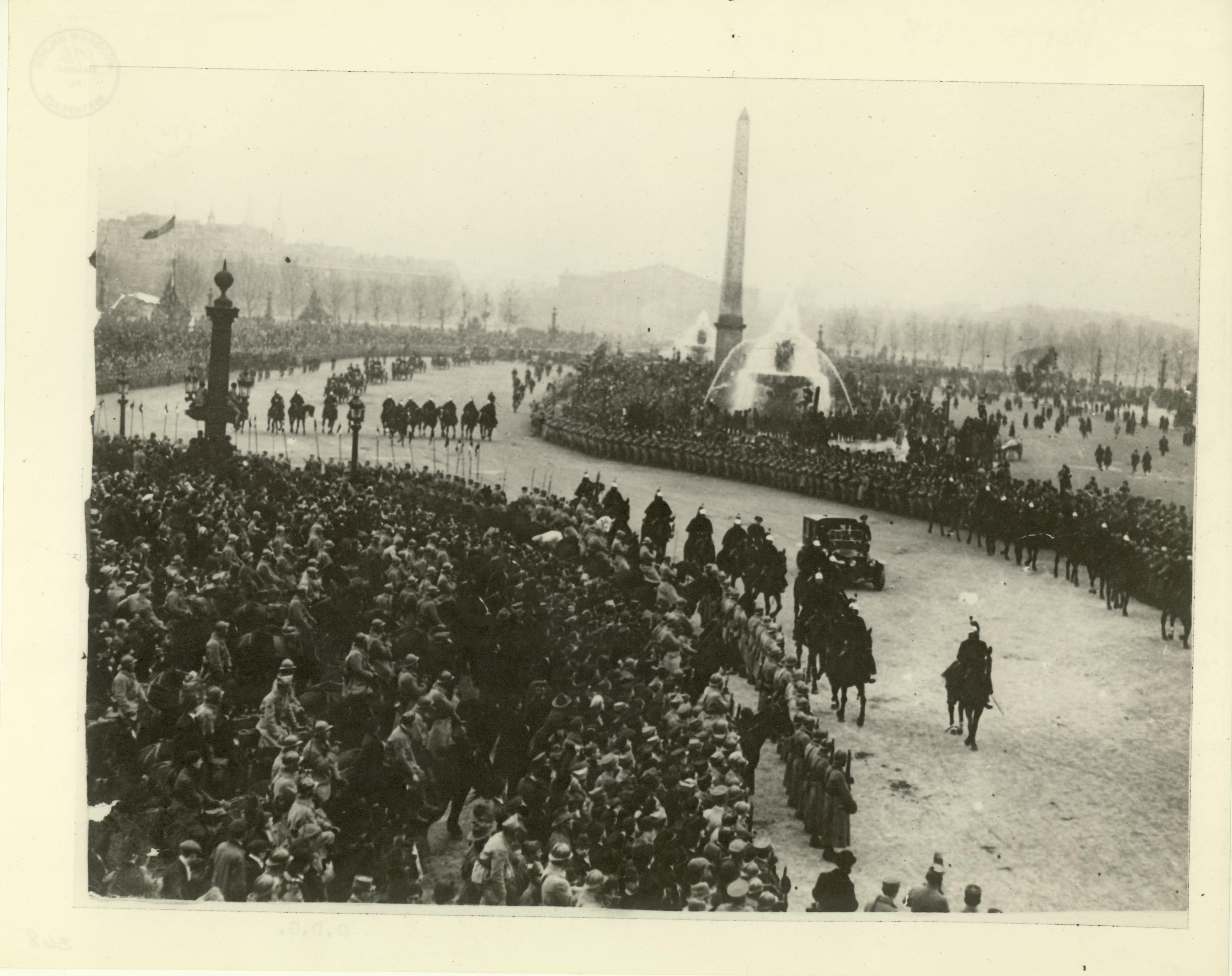
콩코르드 광장에서 우드로 윌슨 대통령을 환영하는 파리 시민들(1918년 12월 16일)

1914년 8월 제1차 세계 대전이 일어나자 전국에선 애국주의를 내건 시위가 벌어지고 콩코르드 광장에선 군중이 모여 전선으로 출발하는 병사들을 열렬히 격려하였다. 그러나 독일군은 몇 주 만에 파리 동쪽 마른강까지 진군하였고, 프랑스 정부는 9월 2일 보르도로 피난하였다. 루브르 박물관의 소장품은 만약을 대비하여 툴루즈로 옮겨졌다.
제1차 마른강 전투 초기인 1914년 9월 5일 프랑스 군대는 보충병이 절실히 필요했지만 전선까지 운용할 기차가 없었다. 파리 방위 사령관 갈리에니 장군은 6천 명의 병력을 50km 떨어진 전선으로 보내기 위해 택시를 동원하였다. 한 대 당 5 명의 병사를 실은 파리 택시 600 대가 앞차의 불빛만 보며 밤새 달렸다. 병력 수송은 하루가 안되어 끝났다. 이 수송 작전으로 전선에 도착한 군인의 수는 적은 규모에 불과하였지만, 국민과 군대의 연대를 상징하며 프랑스의 사기에 큰 영향을 미쳤다. 독일군의 마른강 도하를 저지하자 정부는 파리로 돌아 왔고 극장과 카페는 다시 문을 열었다. 물론 전쟁은 이제야 시작일 뿐이어서 이루로도 5간 독일군은 프랑스 땅을 떠나지 않았다.
독일군은 고타 G.V 폭격기와 체펠린 비행선을 동원하여 파리를 폭격하였다. 전쟁 기간 동안 파리에는 장티푸스와 홍역이 돌았다. 거기에 더해 1918-19년 겨울 동안 치명적인 스페인 독감이 유행하자 수천 명의 파리 시민이 사망하였다.
1918년 봄 독일군은 파리를 함락할 목적으로 총공세를 시작하였다. 독일군은 파리 대포라고 이름붙인 거대한 대포로 파리를 포격하였다. 1918년 3월 29일 포탄 한 발이 생제네비에브 교회에 명중하여 88 명이 사망하였다. 파리는 폭격 경고를 위한 사이렌이 설치되었다. 1917년 6월 29일 뒤늦게 참전한 미군 부대가 서부전선에 도착하였고 1918년 11월 11일 정전이 선언되었다. 11월 17일 알자스와 로렌의 프랑스 귀환을 축하하는 수십만명의 사람들이 샹젤리제를 채웠다. 12월 16일 미국의 우드로 윌슨 대통령이 파리 시청사를 방문하자 이 번에도 수십만의 군중이 그를 맞았다.  1919년 7월 14일 연합군은 수십만의 환영을 받으며 샹젤리제 거리를 행진하였다.

### 시민 생활

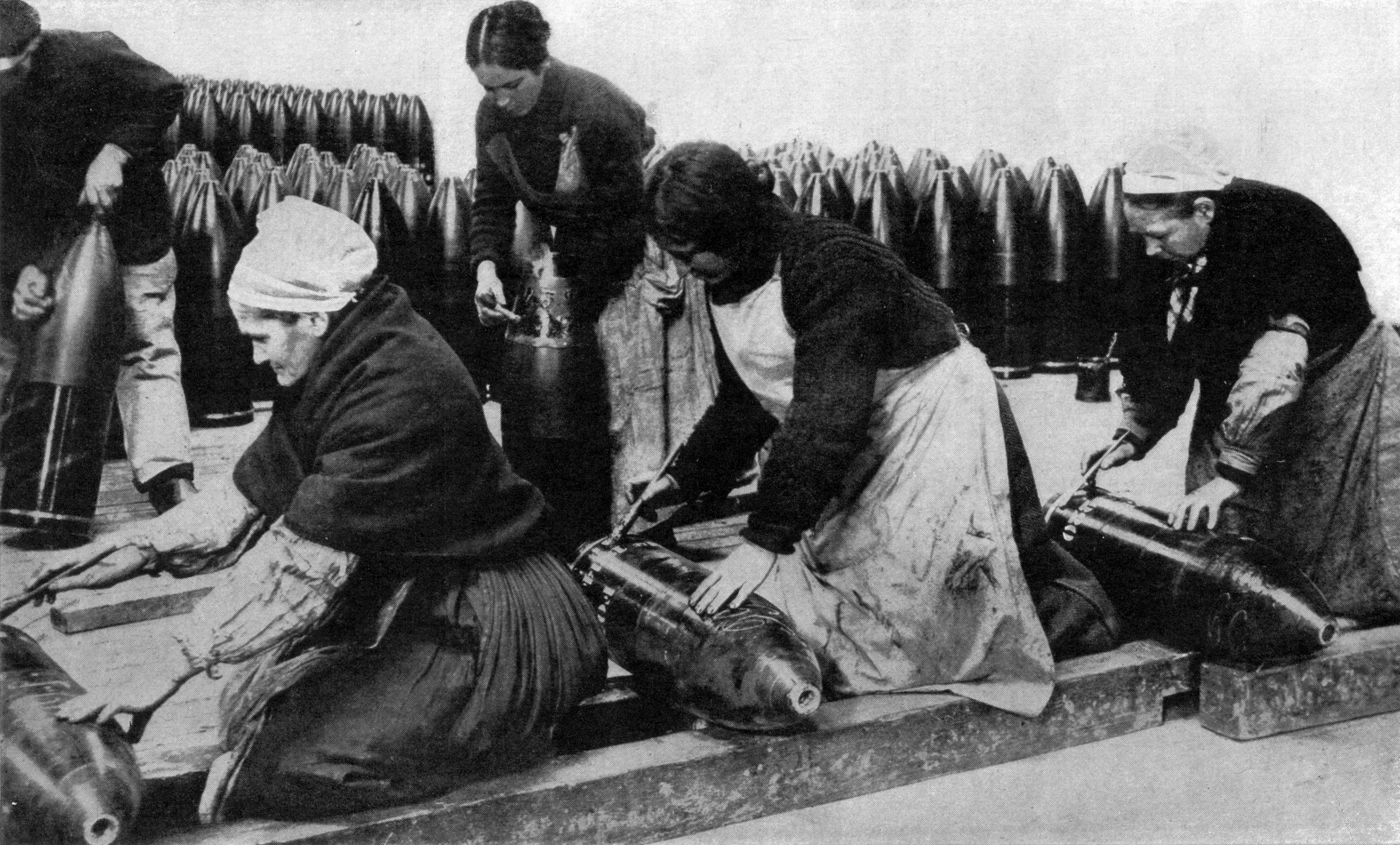
포탄 제작을 하는 여성 노동자 (1917년)

전쟁 중 파리 시민의 생활은 어려웠다. 가스, 전기, 석탄, 빵, 버터, 밀가루, 감자 및 설탕은 엄격하게 배급되었다. 보다 합리적인 소비품 공유를 위해 소비자 협동 조합이 생겨 났고 지방자치단체는 공동 정원 공간을 개발하였다. 당시 난방용 연료였던 석탄은 1916-17년 겨울 동안의 혹독한 추위를 막기에 매우 부족하였다. 도시 외곽 지역, 특히 13, 14, 15, 18구는 트럭, 대포, 구급차와 군수품을 생산하는 방위 산업의 중심지가 되었다. 불로뉴비양쿠르의 르노 공장은 탱크를 만들었고 자벨의 새로운 공장은 포탄을 대량 생산하였는데 전후 첫 시트로엥 공장이 되었다. 남성 노동자들이 전선의 병사로 보내지자 노동력이 부족하게 되었다. 정부는 아프리카와 동남아시아 식민지에서 18만3천명을 모아 군수 산업에 투입하였다. 이들은 프랑스의 옛 식민지 이주민 1세대를 이루게 된다. 그러고도 모자라는 인력은 여성으로 채웠다.
제1차 세계대전은 시작되기 전에 이미 전쟁을 경고하는 목소리가 높았고, 제2인터내셔널과 같은 사회주의 세력은 전쟁을 반대하는 입장을 보였지만, 막상 전쟁이 시작되자 어느 나라고 할 것 없이 모두 애국주의에 휩쓸려 전쟁에 참여하였다. 프랑스의 모든 계급은 유니옹 사크레(Union sacrée, 신성동맹)으로 불려진 초계급적 협력을 보이며 전쟁을 지지하였다. 반전의 목소리가 없었던 것은 아니나 매우 미약하였고 대중적 지지를 얻지 못하였다. 전쟁 기간 동안 소비재의 공급은 정부의 배급에 의해 이루어졌고 사재기나 이윤추구는 비애국적 행위로 비난받았다. 그러나, 일방적인 노동자의 희생을 강요받는 분위기 속에서도 1917년 의류 공장, 백화점, 은행, 군수품 공장 을 비롯한 여러 기업의 여성 노동자는 임금 인상과 주 5일 보장을 요구하며 파업을 벌여 승리하였다.

## 간전기

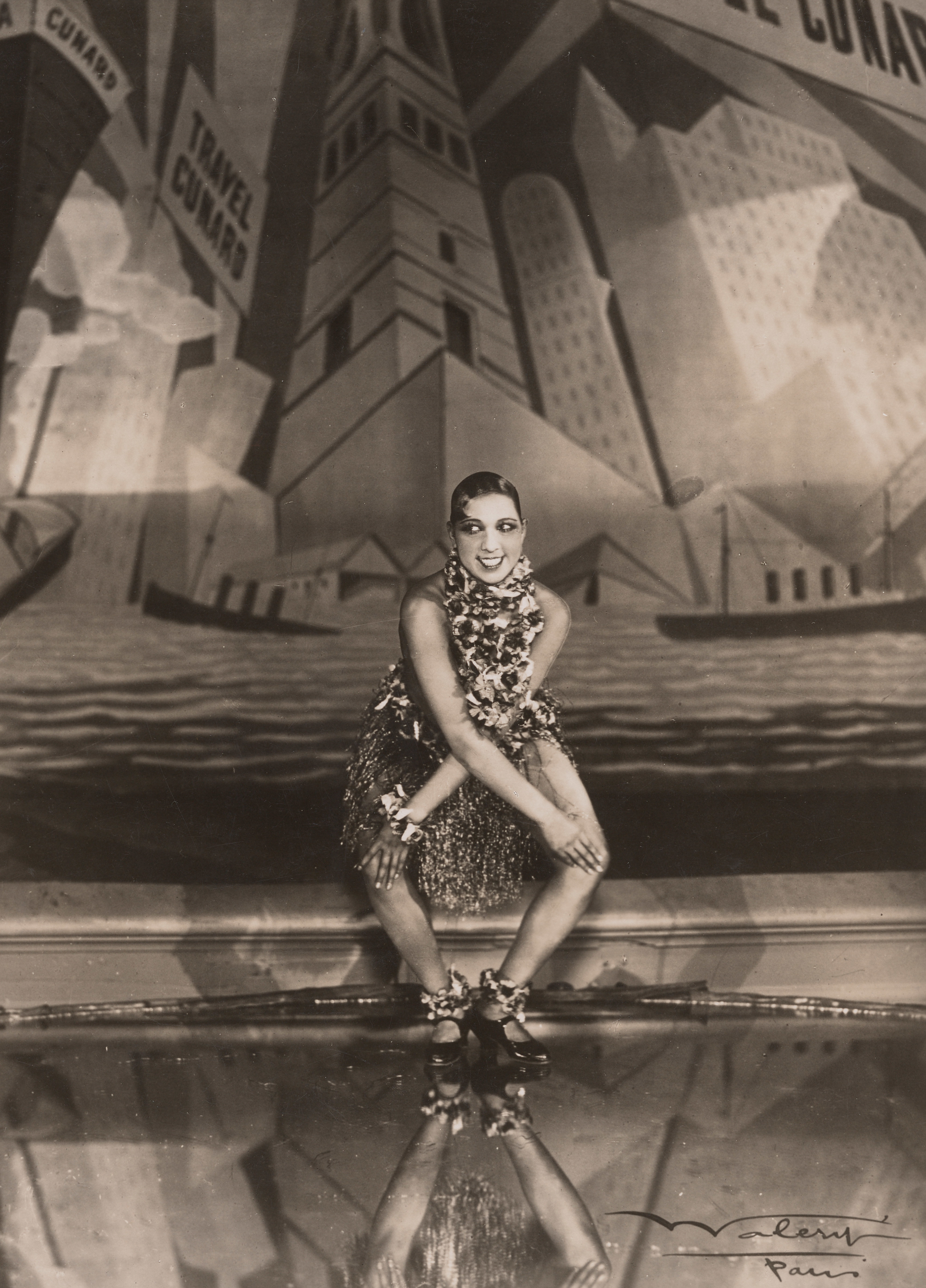
조세핀 베이커가 폴리 베르 제르에서 찰스턴 춤을 추고 있다.(1926년)

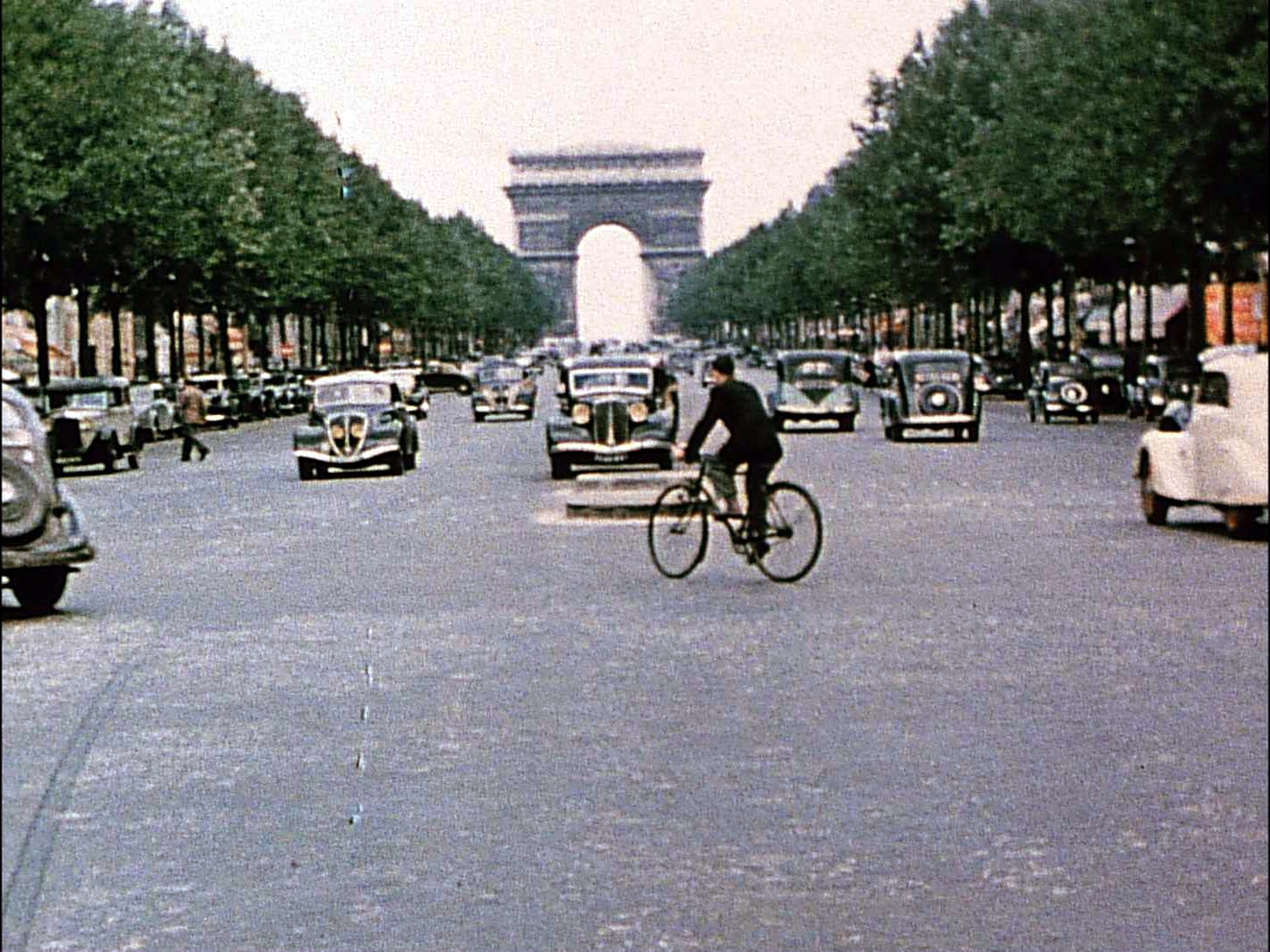
에투알 개선문 (1939년)

1919년 전쟁은 끝났지만 전선에서 병사들이 돌아온 뒤 실업률이 급증하고 물가가 치 솟아 배급이 계속되었다. 파리는 한 가구당 하루 300g의 빵을 배급하였고 고기는 일주일에 4일만 배급되었다. 정부 정책에 항의하는 총파업이 1919년 7월 21일 도시를 마비시켰다. 노동자의 지지를 놓고 프랑스 공산당과 사회당이 경쟁하였다. 미래에 배트남 독립 전쟁의 지도자가 될 호치민은 1919년 파리로 와서 처음에는 사회당에 입당하였으나 1920년 프랑스 공산당으로 당적을 옮겼다. 그는 1923년까지 파리에서 일하면서 민족주의와 사회주의를 연구하였다. 훗날 세네갈의 초대 대통령이 되는 레오폴 상고르 1928년 파리로 유학을 와서 대학 교수가 되었고 아카데미 프랑세즈의 회원이 되었다. 1차 세계대전의 포화를 경험한 뒤 더 이상 쓸모가 없다는 것이 드러난 도시 주변의 요새들은 1920년대를 거치며 철거되었다. 철거 뒤 마련된 부지는 사회당이나 공산당을 지지하던 제조업 노동자들을 위해 7층의 값싼 공공주택 단지가 되었다. 이 단지들은 그 후로도 파리의 하층민 거주지로 굳어졌는데 1960년대에는 알제리 난민들이 주거지를 채웠다. 그 결과 파리는 중심부의 부르주아 주거구역을 급진적인 노동자 거주지역들이 둘러싼 모양새가 되었다. 1928년 조지 오웰은 파리로 이주하여 접시닦이와 같은 밑바닥 일을 하며 살았다. 그는 이 경험을 《파리와 런던의 밑바닥 생활》에 담았다. 한편 도심에는 1931년 식민지 박람회를 계기로   새로운 박물관이 많이 세워졌다. 파리의 야심찬 계획과 달리 박람회 자체는 실망스러운 수준에 그쳤다.

### 예술
여러 어려움에도 파리는 "미쳐 돌아가는 해들"이라 불린 급진적인 예술 활동이 일어나며 다시 문화의 중심지가 되었다. 새로운 예술의 중심은 라스파일 대로 주변의 카르티에 뒤 몽파르나스 주변으로 옛 예술 중심지였던 몽마르트르에서 이주해 온 예술가들이 예술인 공동체를 만들며 활동하고 있었다. 어니스트 헤밍웨이, 이고르 스트라빈스키, 윌리엄 버틀러 예이츠, 제임스 조이스, 에즈라 파운드와 같은 화가, 작가, 시인, 음악가와 같은 예술가들은 "페테"(fête, 파티)에 참여하기 위해 전 세계에서 모여들었다. 다다이즘과 초현실주의와 같은 새로운 예술 사조가 파리에서 시작되었다. 조지 거슈윈은 1928년 파리에 와서 에투알 광장에서 녹음한 택시의 경적을 이용하여   《파리의 미국인》을 작곡하였다. 이 무렵 파리에 소개된 재즈는 원시주의에 대한 환상과 성적인 암시를 버무린 공연으로 인기를 끌었다. 조세핀 베이커와 레뷔 네그레의 샹젤리제 극장 공연은 재즈와 당시 사회의 분위기를 압축한 표상이었다. 이미 몇 차례에 걸쳐 파리에 정착하게 된 흑인을 비롯한 유색 이주민들은 재즈가 아니라 카리브해에서 유래한 베긴을 선호하였고 자신들의 정체성을 드러내는 원천으로 여겼다. 이는 다문화의 전파와 수용의 차이를 보인 초기 사례로 거론된다.

### 대공황기의 파리
1931년 발생한 전 세계적인 대공황은 파리에 더욱 침울한 분위기를 가져왔다. 파리의 인구는 1921년 290만 명으로 정점을 찍은 뒤 하강하여 대공황이 지난 1936년에는 280만 명이 되었다. 이 무렵 부유한 층은 교외로 이주하고 하위층은 외곽 거주지에 집중되는 도심 공동화 현상이 시작되어 도심 인구는 20% 감소하였고, 외곽의 인구는 10% 증가하였다. 극심한 출산률 저하에도 외곽 인구가 증가한 것은 러시아, 폴란드, 독일을 비롯한 유럽 전역에서 모여든 이주자들이 그 자리를 매웠기 때문이다. 대공황기 파리의 정치는 극좌 성향을 보이는 공산당과 극우의 앙시옹 프랑세즈 사이의 대결과 잦은 파업, 시위로 긴장이 고조되어 있었다.
경기 침체에도 불구하고 파리는 1937년 "현대 생활에서 예술과 기술의 국제 박람회"라는 긴 이름의 박람회를 개최하였다.  마르스 광장과 샤일로 언덕에서 개최된 박람회의 전시관은 오늘날 파리 시립 근대미술관으로 쓰이는 건물과 팔레 드 토쿄이었다. 이 박람회는 망치와 낫이 세겨진 소련의 국기와 독수리 문장과 하켄크로이츠를 내세운 나치 독일의 전시장이 서로 마주보아 당시 국제 정세를 상징하면서 애초 국제적 조화를 내세운 파리의 대회 취지를 무색하게 하였다.

## 제2차 세계 대전

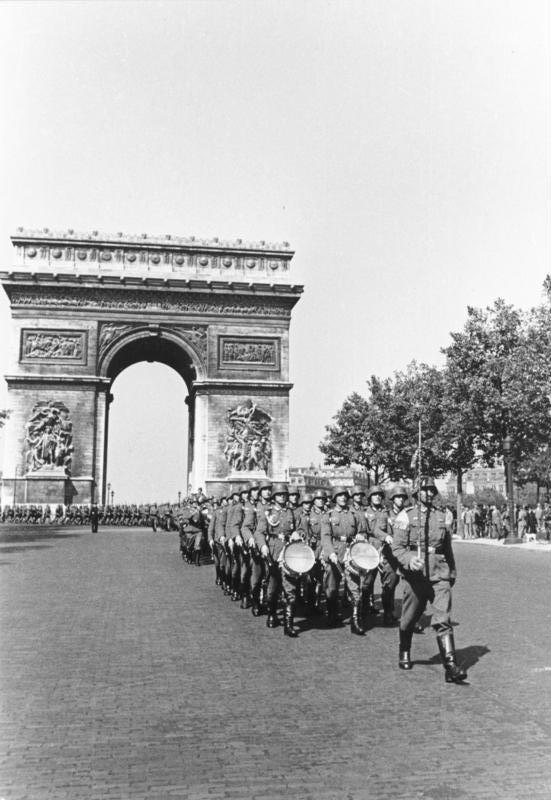
1940년 6월 샹젤리제 거리를 행진하는 독일군

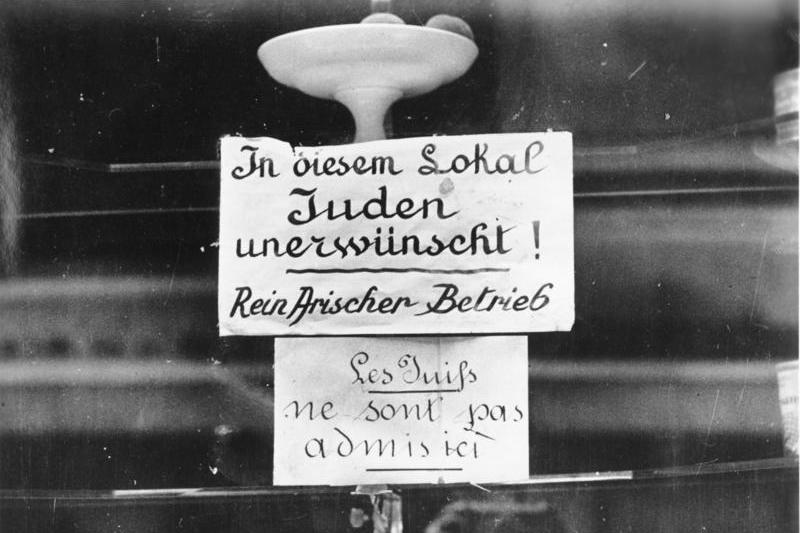
유대인 출입 금지를 써붙인 파리의 식당

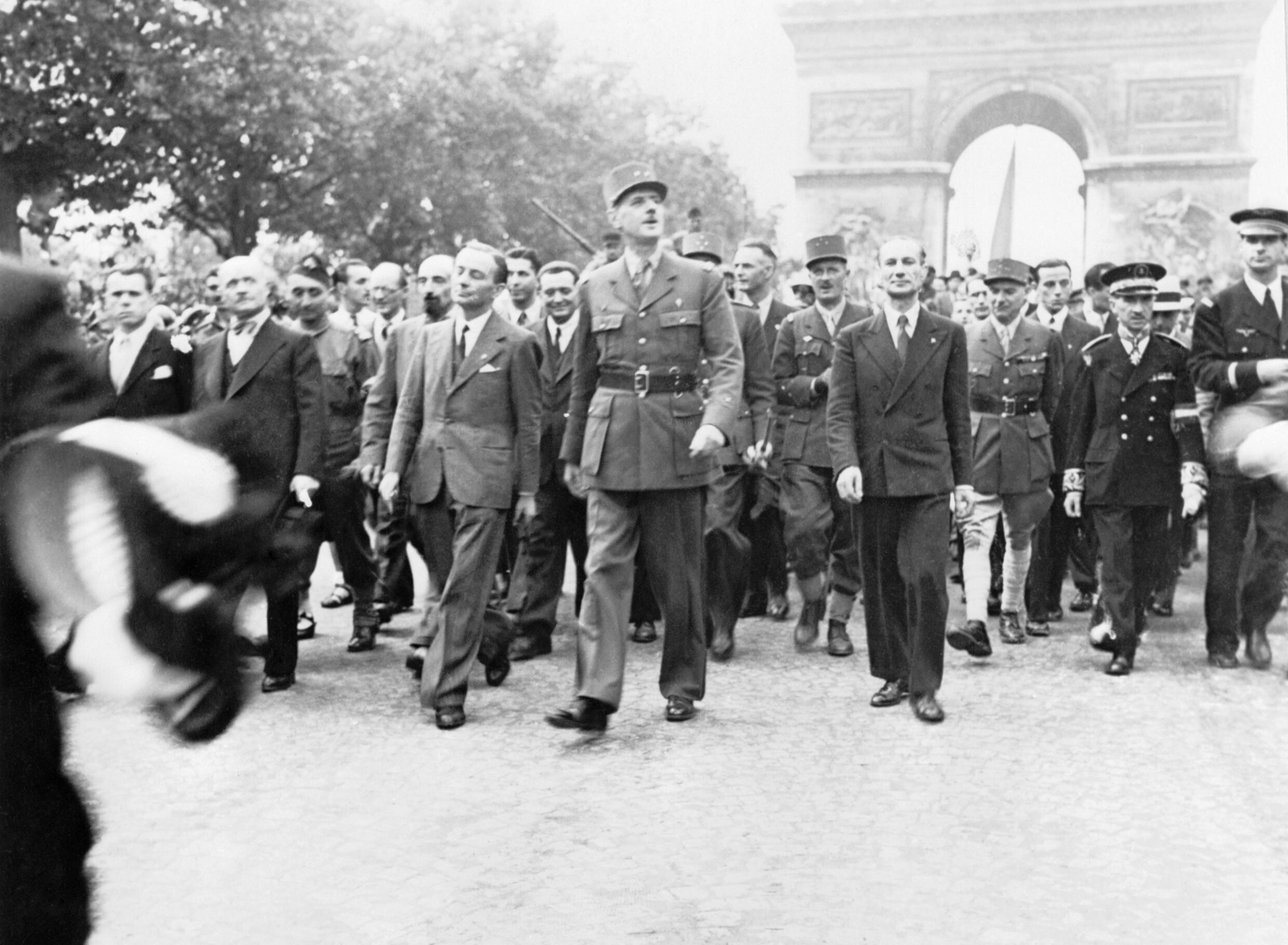
1944년 8월 26일 샹젤리제를 행진하는 샤를 드골

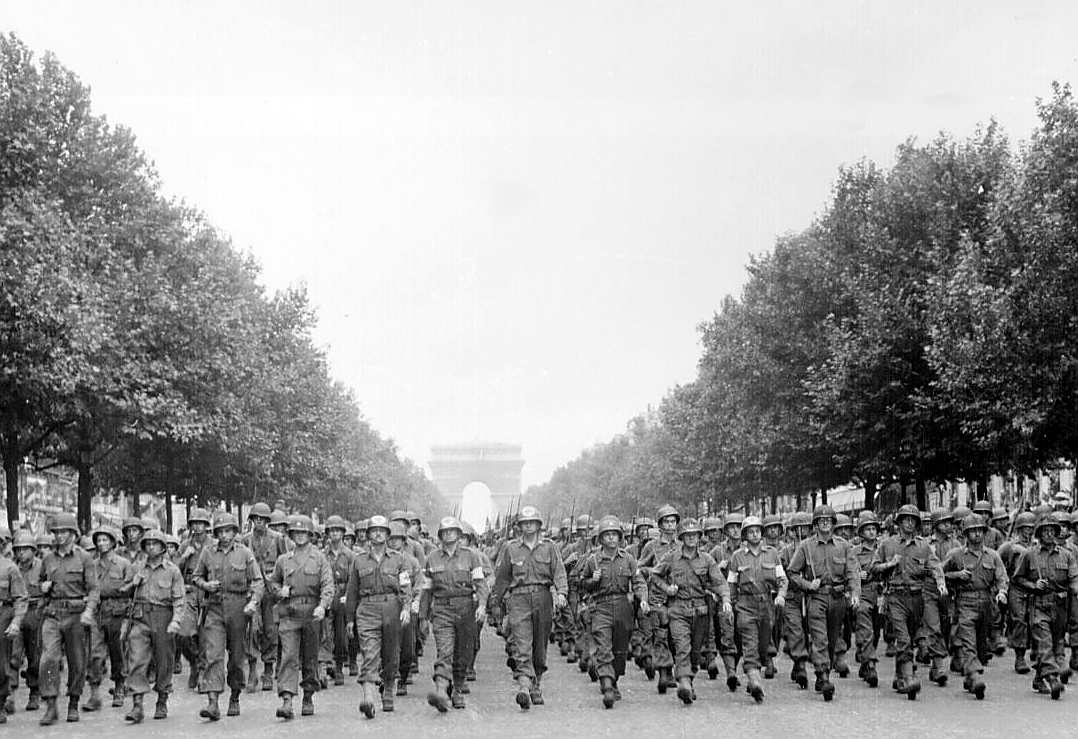
1944년 8월 29일 "승리의 날" 샹젤리제를 행진하는 미국 제28 보병사단.

1939년 9월 독일이 폴란드를 침공하자 프랑스는 독일에 전쟁을 선포했다. 프랑스의 전략은 독일의 진격을 기다렸다가 방어하는 수동적인 것이었다. 프랑스는 독일군이 나타나길 기다리면서 어린이 3만명을 파리에서 지방으로 피난시켰다. 파리 시민들은 방독면을 지급 받았고, 도시 광장에 방공호가 만들어졌다. 루브르 박물관의 소장품을 비롯한 박물관의 문화재는 루아르 계곡과 다른 장소로 대피했으며 역사적인 건물의 보호를 위해 모래주머니가 쌓였다. 전쟁 초기 대부분의 프랑스군이 마지노 선에서 대기하는 동안 파리의 카페와 극장은 여전히 열려있었다.
독일군은 1940년 5월 10일 마지노 선을 우회하여 프랑스를 공격하였고 영국 해협을  차단 한 후 파리로 진격하였다. 파리는 갑자기 몰려든 피난민으로 넘쳐났다. 6월 2일 시트로엥 공장이 폭격을 받은 후 프랑스 정부는 6월 10일 투르로, 그 이후에는 보르도로 옮겨졌다. 6월 12일 파리는 응전 의사가 없음을 선포하였고 6월 14일 독일군은 파리에 입성하여 에투알 개선문을 지나 샹젤리제 거리를 행진하였다. 파리의 정복자가 된 아돌프 히틀러는 6월 24일 파리로 와서 나폴레옹의 무덤을 비롯한 여러 관광 명소를 둘러보았다.
나치 독일의 프랑스 점령 기간 동안 프랑스 정부는 비시로 이주했고 나치는 프랑스 건물 전체를 점령하였다. 주요 도로에는 독일어 표지판이 놓였고 파리의 협정 세계시 역시 베를린을 기준으로 하게 되었다.  클레버 대로의 마제스티 호텔이 독일의 점령군 최고 사령부로 사용되었고 루프트 바페 (독일 공군)가 호텔 리츠 파리를 사무실로 사용하였다. 독일 해군의 사령부는 콩코르드 광장의 프랑스 해양성 청사를 썼고, 게슈타포는 로리스통 거리 93번지에 자리잡았다. 리볼리 거리의 오텔 뮤리스가 참모부를 이루는 독일 고급 장교의 거처로 제공되었다. 특정 영화관과 카페, 고급 레스토랑이 독일 군인 전용으로 지정되었다. 독일은 점령자들에게 유리하도록 환율을 고정하였다.
독일의 점령은 파리 시민에게 좌절과 굴욕이었으며 엄격한 통제의 시기였다. 저녁 9시에서 새벽 5시는 통행이 금지되었고 등화 관제로 컴컴한 밤을 보냈다. 1940년 9월부터 음식, 담배, 석탄, 의복은 배급제로 통제되었다. 점차 소비재가 부족해지고 가격이 치솟자 파리 시민 1백만명이 보다 독일의 통제를 덜 받는 농촌으로 떠났지만, 프랑스 언론과 라디오는 실상을 외면하고 독일의 선전만을 담았다.
나치 독일의 점령 이후 파리의 유대인들은 노란색 다윗의 별을 부착하여야 하였다. 또한 특정 장소의 출입이 금지되었고, 일부 직업은 가질 수 없었다. 1942년 7월 16일부터 17일까지 어린이 4,051 명과 여성 5,082 명을 포함한 12,884 명의 유대인이 독일군의 명령에 따라 프랑스 경찰에 의해 검거되었다. 이 가운데 미혼자와 자녀가없는 부부는 파리 북쪽의 드랑시로 끌려 갔고, 7천 명의 가족이 파리 15구 넬라통 거리에 있는 디베르 경륜장에 수용되었다. 5일 뒤 이들은 아우슈비츠 강제 수용소로 보내졌다.
1940년 11월 11일 점령에 반대하는 첫 저항이 파리 학생들에 의해 이루어졌다. 공산당과 연결되었거나 런던의 드골 장군을 지지하는 사람들이 비밀 그룹과 네트워크를 만들었다. 레지스탕스는 벽에 나치를 반대하는 슬로건을 쓰고 지하 언론을 조직했으며 때로는 독일 장교와 군인을 공격하였다. 독일군은 검거된 사람에게 가혹한 보복을 가했다.
파리는 런던이나 베를린 만큼 심하게 폭격을 받지는 않았지만 도시 외곽과 교외에 있는 공장과 철도는 빈번한 표적이었다. 1944년 4월 20일부터 21일까지 있었던 18구의 사펠역 야간 기습 작전으로 수백 개의 건물이 파괴되고 640 명에서 670 명으로 추정되는 사람이 사망하였다.
연합군은 1944년 6월 6일 "디데이"에 노르망디 상륙을 감행했고, 두 달 뒤 독일을 패퇴시키고 파리에 입성하였다. 그 사이 레지스탕스는 독일군의 통신망을 끊고 철도를 파괴하며 후방을 교란하였고 경찰과 기타 행정을 방해하였다. 8월 19일 일제 봉기를 시작한 레지스탕스는 도심의 경찰서와 기타 공공 건물을 점령하였다. 8월 25일 르클레르 장군의 프랑스 제2 기갑사단과 미국 제4 보병사단이 파리로 들어왔다. 히틀러는 파리를 파괴하라고 명령하였으나 독일의 파리 점령군 사령관 디트리히 폰 콜티츠는 명령을 무시하고 항복하였다. 콜티츠는 파리를 구한 공로로 다른 전범과 달리 비교적 짧은 수감생활을 마치고 1947년 석방되었다. 8월 26일 드골은 샹젤리제에서 행진하였고 노트르담에서 테 데움을 낭독하였다. 8월 29일 불로뉴 숲에 집결하였던 미국 제28 보병사단 전원이 에투알 개선문을 지나 샹젤리에 거리를 행진하여 "승리의 날" 행사를 가졌다. 행진을 마친 사단은 동쪽으로 방향을 틀어 전선으로 향했다.
1948년 12월 10일에는 파리 16구의 샤요궁에서 제3회 유엔 총회가 열려 세계 인권 선언이 채택되었다.

## 20세기 후반

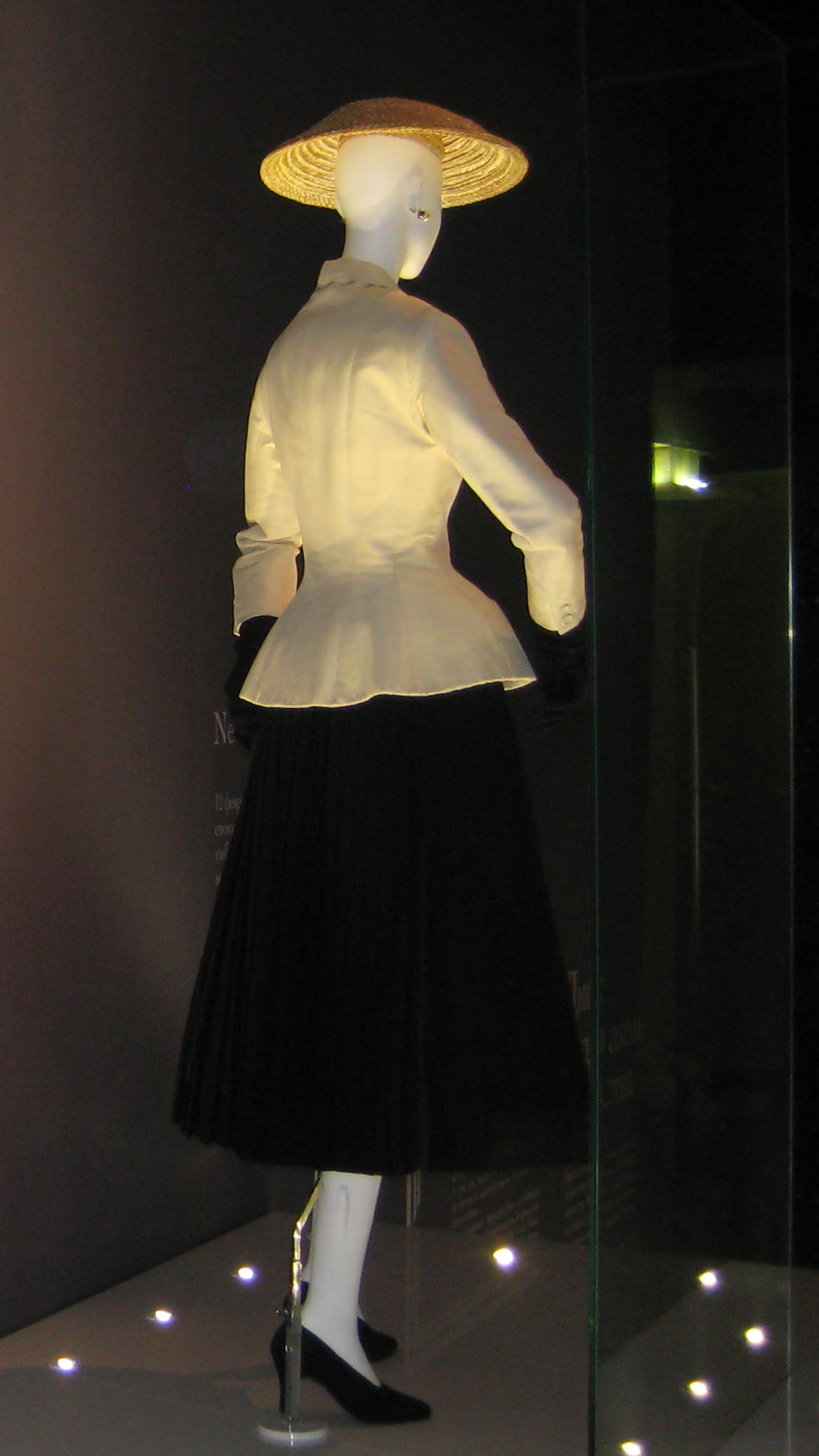
크리스티앙 디오르의 뉴룩(1947년). 전쟁 직후 크리스티앙 디오르와 같은 디자이너들이 활동하면서 파리는 패션산업의 선두 자리를 회복하였다.

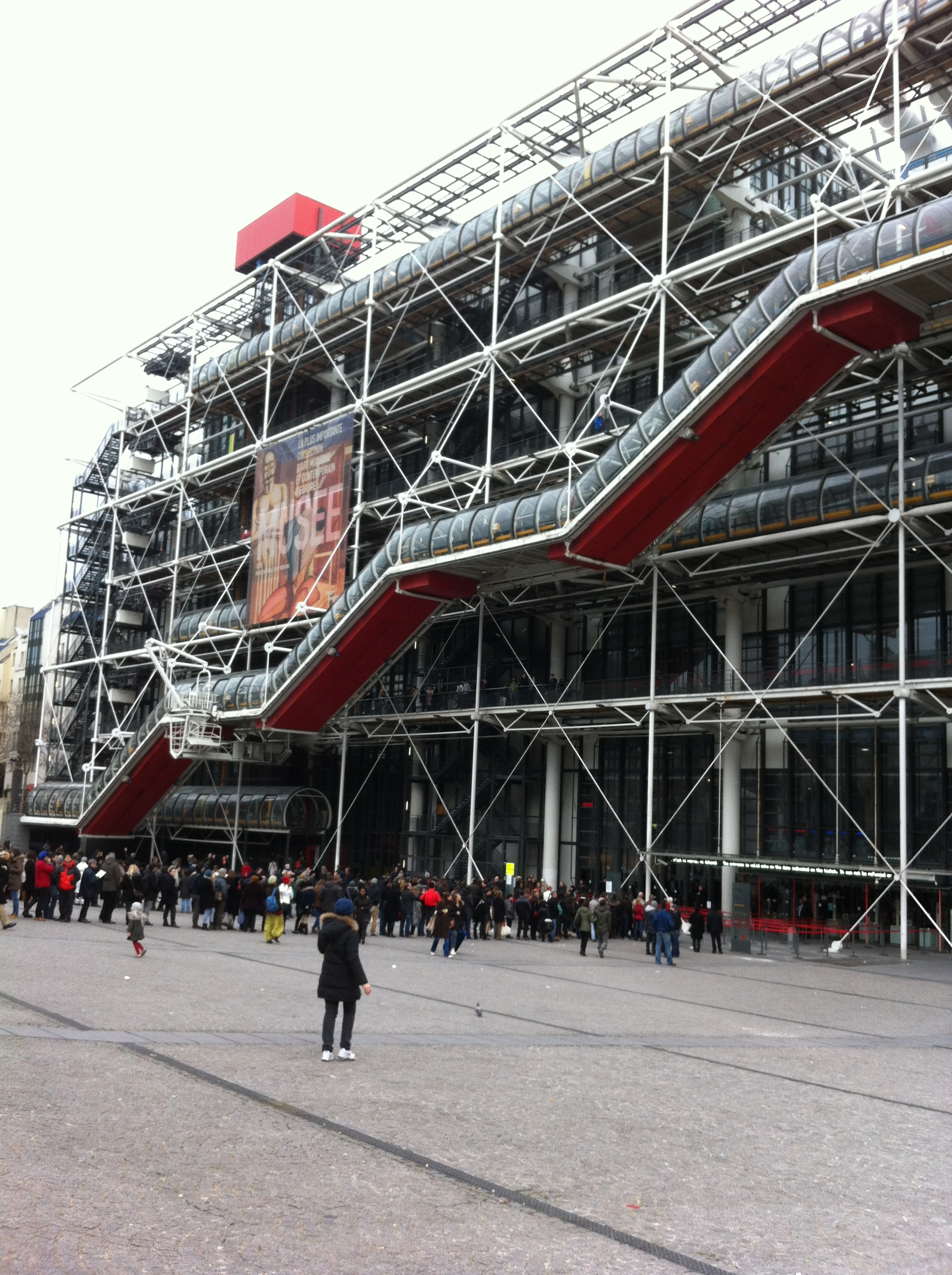
1977년 지어진 퐁피두 센터는 내부 배관과 인프라를 모두 외부에 배치하여 사람들을 놀라게 하였다.

2차 대전 이후 파리는 그 이전의 침체기부터 수십 년 동안 방치된 인프라와 건물로 낡디 낡은 모습이었다. 석재는 닳고 연기를 뒤집어 써 검게 변하였고 외장 벽토는 갈라져 떨어졌다. 여기에 전쟁 시기 내핍이 더해져 도시의 풍경은 쇠락하였다. 1970년대에 들어서야 파리는 오스만 시대를 연상시키는 개보수를 할 수 있었다.
파리 해방과 전쟁 종식 이후에도 고난은 계속되었다. 빵 배급은 1948년 2월까지 계속되었고, 커피, 식용유, 설탕, 쌀은 1949년 5월까지 배급되었다. 주택 역시 너무 오래되고 낡았는데 1954년 파리 아파트 건물의 35%가 1871년 이전에 지어진 것이었다. 아파트의 81%는 욕실이 없었고, 55%는 변기조차 없었지만 공급부족으로 가격은 비쌌다. 1950년 정부는 저소득층을 위한 대단위 아파트 공급을 시작하였다.
전후 파리의 인구는 1954년 기준 2백85만 명이었는데 이 가운데 13만5천 명 가량은 알제리, 모로코, 이탈리아, 스페인과 같은 곳에서 온 이민자였다. 반면에 중산층의 교외 탈출이 계속되어 도시의 인구는 1960년대와 1970년대 동안 계속 감소하여 1962년 2백75만3천 명, 1972년 230만 명, 1982년 2백16만8천 명까지 내려가 안정화되었다. 1992년 인구는 2백15만2천 명이었다.
파리가 전쟁 이전의 세계적 위상을 되찾을 수 있을 지는 알 수 없었다. 1970년대까지 파리 시민들은 도시가 "스타와 같은 매력과 명성을 잃어 가고 있는 것"을 두려워 하였다. 그들은 1960년대와 70년대에 이루어진 도시 현대화 작업이 파리의 "광휘"를 되돌리지는 못했다고 느꼈다.
전후 파리 정치는 계속하여 요동쳤다. 공산당이 주도하는 노동자 총파업이 계속되어 거리에서 경찰과 충돌하였고 1950년 12월 파업에는 공공노조도 참여하여 전기가 차단되고 파리 지하철이 폐쇄되었다. 1961년과 1962년에는 알제리의 독립을 지지하는 시위대가 경찰과 격렬한 폭력 대결을 벌였다. 극심한 대립을 봉합할 수 없었던 프랑스 제4공화국은 1958년 붕괴되고 새로운 헌법을 채택한 제5공화국이 들어서 샤를 드골을 대통령으로 선출하였다.  1968년 5월 프랑스의 68운동이 일어나 파리 좌안의 학생들이 봉기하였다. 학생들은 대학 본부를 점령하고 붉은 깃발을 내걸었다. 5월 13일 총파업으로 파리 대부분이 폐쇄되었지만, 5월 30일 드골 대통령을 지지하는 보수파가 샹젤리에 거리에 백만이 운집하여 반대 시위를 벌이자 68운동의 열기는 점차 사그라들었다. 이어서 열린 1968년 프랑스 총선에서 우파 연합이 승리하여 드골의 영향력은 오히려 증가하였다.
이 시기 카페는 다시 파리의 문화 생활 중심이 되었다. 카페 드 플로르와 레 되 마고에는 장 폴 사르트르, 시몬 드 보부아르와 같은 사람들이 자주 들렀다. 나이트 클럽 문화가 성장하여 라 로즈 루그와 라 타부와 같은 클럽이 호황을 누렸고, 보리스 비앙의 트럼팻 연주를 비롯한 비밥과 재즈도 인기를 끌었다. 1937년 만국 박람회 장소였던 팔레 드 토쿄에 파리 시립 근대미술관이 문을 열었다. 크리스티앙 디오르를 비롯한 디자이너들이 파리에서 활동하면서 파리는 다시 한 번 하이 패션의 중심지가 되었다.
프랑스 혁명 이후 파리의 시장은 임명직이었다.  1975년 12월 31일 발레리 지스카르 데스탱 대통령은 파리 시장을 선출직으로 변경하였다. 1977년 첫 시장 선거에서 자크 시라크가 승리하였고, 시라크는 1995년 대통령이 될 때까지 18년 동안 시장직을 맡았다. 그후 파리의 시장은 또 다른 우익 정치인인 장 티베리가 선출되었다. 티베리 역시 세기를 넘어 20년 간 시장직을 유지하였다.

### 프랑스 대통령의 파리 건설
프랑스 제5공화국의 대통령은 파리에 자신의 이름을 남기길 원했다. 샤를 드골은 그림 속 풍경 같았지만 구식이었던 할레 시장을 헐고 새로운 중앙 농산물 시장을 건설하였다. 드골 당시의 문화장관이었던  앙드레 말로가 입안한 말로법이 시행되어 문화재에 대한 대대적인 정비가 이루어졌고 노트르담 대성당을 비롯한 파리의 랜드 마크들이 수세기에 걸친 그을음과 때를 제거하고 원래의 색상을 되찾았다. 의 외관과 파리의 다른 랜드 마크는 수세기에 걸친 그을음과 때를 제거하고 원래 색상으로 되돌렸다.
조르주 퐁피두 대통령은 파리 4구 보부르 지역에 조르주 퐁피두 센터를 세웠다. 퐁피두 센터는 에스컬레이터, 배관, 송풍용 덕트와 같이 원래 건물의 내부에 감춰져 왔던 인프라를 외벽에 노출시켜 현대 미술의 쇼케이스가 되었다. 퐁피두의 뒤를 이은 발레리 지스카르 데스탱 오르세 역을 개축하여 19세기 미술품을 모아 전시하는 오르세 미술관을 착공하였고, 미술관은 1977년 미테랑 대통령 시기에 문을 열었다.
프랑수아 미테랑 대통령은 14년 동안 대통령직에 있으면서 나폴레옹 3세 이후 어떤 대통령보다 더 많은 건축 계획을 실행에 옮겼다. 프랑스 국립도서관에 아랍 세계 연구소를 설치하였고, 1989년 프랑스 혁명 200주년을 맞이하여 새로운 오페라 하우스인 오페라 바스티유를 세웠다. 라데팡스에는 4차원 초입방체를 3차원의 세계에 구현한 듯 같은 느낌을 주는 110m 높이의 신개선문이 놓여 에투알 개선문에서 샹젤리제 거리를 거켜 콩도르드 광장을 잇는 파리의 특징적인 풍광을 이루었다. 루브르 박물관에서는 그때까지 루부르궁의 일부를 사용하고 있던 재무부를 별도의 청사를 지어 밖으로 옮기고 지하 갤러리와 I. M. 페이의 유리 피라미드를 설치하였다.
20세기 후반 파리는 벨 에포크 이후 최대의 경제 성장을 경험하였다. 시테섬을 중심으로 하는 전통의 도심 이외에 부도심인 라데팡스가 비지니스 지구로 조성되었고 파리 지하철을 보완한 수도권 포괄 철도 네트워크인 RER이 놓였으며, 1973년 파리 외곽을 순환하는 고속도로인 페리페리크가 개통되었다.

### 파리 교외의 위기
1970년대에 들어 파리의 외곽 여러 곳은 이전 시기에 있었던 공장들이 자리를 옮기거나 폐쇄되어 황폐화되었다. 또한 도심 공동화로 시테섬 인근의 한 때 번영하였던 주거지는 아프리카와 아랍 세계에서 이주해 온 이민자들과 높은 실업률에 고통받는 빈민들의 지역이 되었다. 반면에 파리의 서남부에 조성된 새로운 비지니스 구역은 제조업이 아닌 높은 부가가치를 창출하는 서비스 업으로 전환되어 프랑스 제일의 1인당 소득을 기록하였다. 지역간 소득 격차가 커진 상황에서 북동부의 주거지 재개발이 추진되자 젊은 입주자들과 경찰 사이에 충돌이 일어났다. 이러한 충돌은 주기적으로 반복되어 사회 문제가 되었고, 20세기 말 이후 이슬람 근본주의가 확산되면서 테러리즘과 결합하는 양상을 보였다.

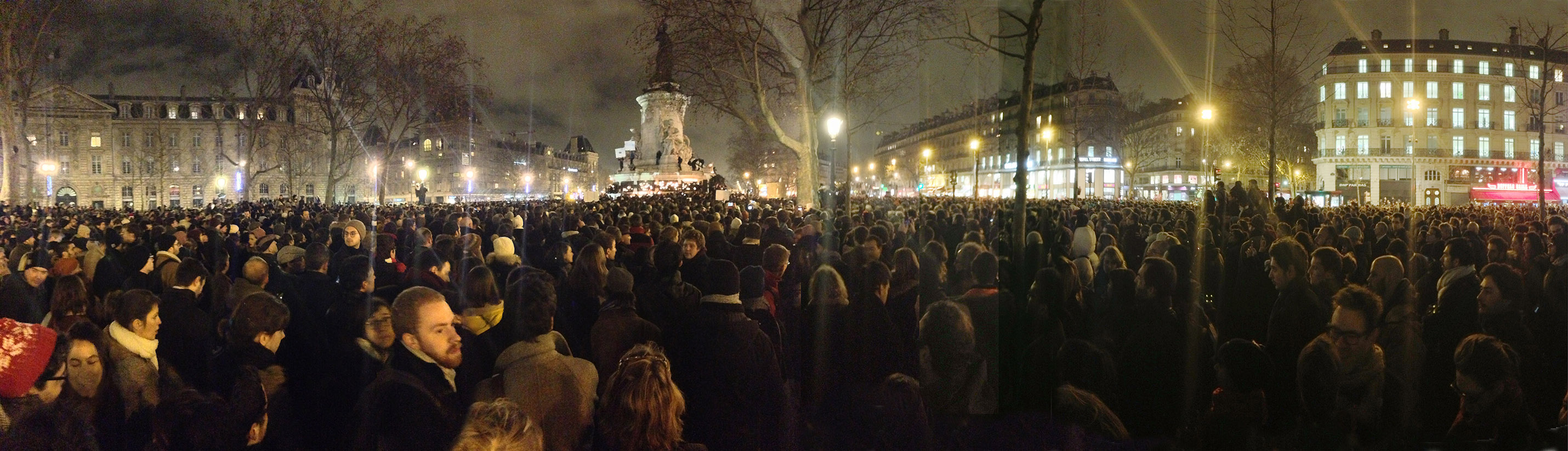
샤를리 에브도 테러 이후 열린 테러 반대 시위 (2015년 1월 11일)

## 21세기

### 경제

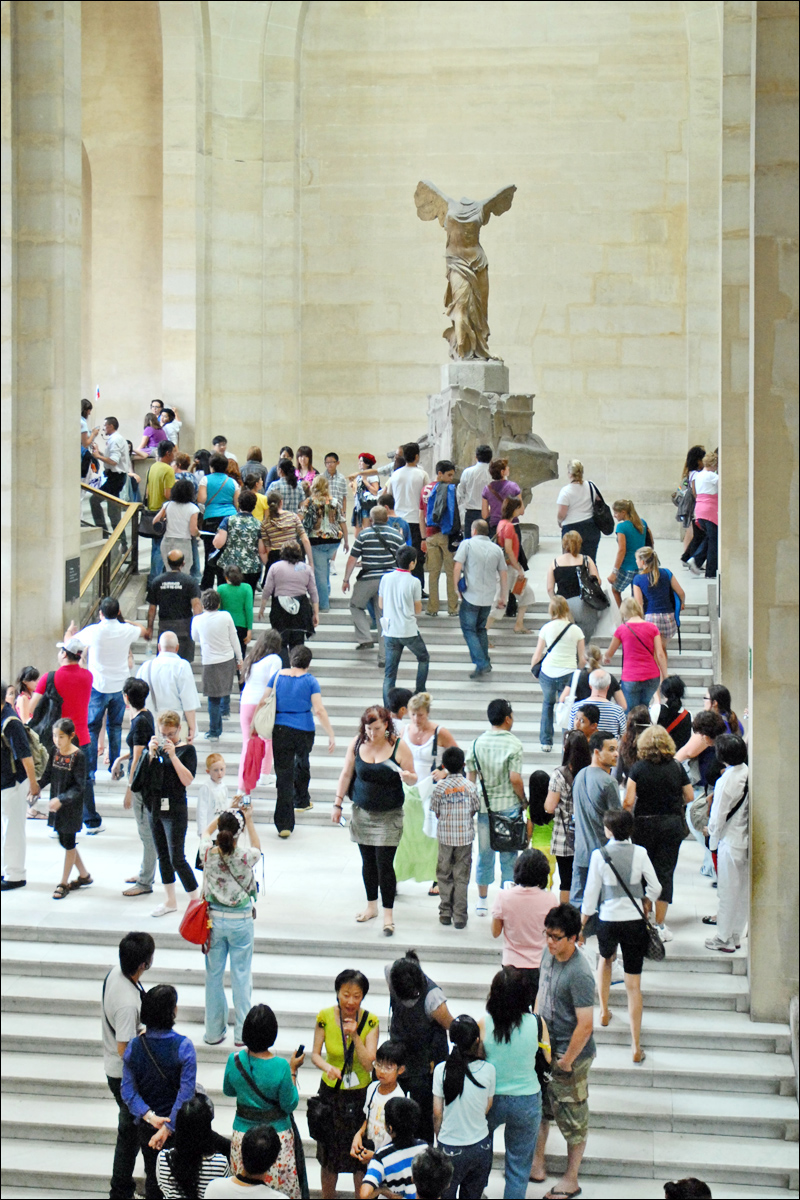
루브르 박물관. 파리는 2013년 세계 최고의 관광지 가운데 하나였다.

21세기 초반 경기 호황 속에 파리는 중요한 금융 중심지이자 영향력있는 세계도시였다. 라데팡스 비지니스 센터를 포함한 2012년 파리의 GDP는 6,120억 유로이었고 2011년 기준 GDP는 유럽 2위 1인당 GDP는 유럽 4위를 차지했다. 2013년 기준으로 포춘 글로벌 500 기업 가운데 29 개의 본사가 파리에 있으며 주로 은행, 금융, 보험, 비즈니스 서비스 분야의 사업을 하고 있다.
관광은 파리 경제의 중요한 부분이다. 2013년 파리를 찾은 관광객은 2천9백30만 명이었고 미국인이 가장 많았다. 그 뒤를 이어 영국, 이탈리아, 독일, 스페인에서 파리를 찾았다. 일본 방문객은 2012년에 비해 줄어들어 55만 명이었고, 중국(18만6천 명)과 중동(32만6천 명)은 20% 증가했다.
2014년 파리를 방문한 관광객이 현지에서 지출한 금액은 135억8천만 유로로 런던과 뉴욕을 이어 세계 3위 규모이다.
패션과 명품 시장도 파리 경제의 중요한 요소이다. 2014년을 기준으로 파리는 세계에서 가장 큰 화장품 회사인 로레알을 비롯하여 명품 패션 액세서리를 판매하는 루이비통, 에르메스, 까르띠에의 본사가 자리잡고 있다.
2009년에 발표 된 연구에서 파리는 35개 주요 도시 가운데 런던과 뉴욕을 이어 세계 3위의 경제력을 보였고 삶의 질과 문화 접근성에서는 1위를 나타냈다. 한편, 문화 생활은 3위, 경제 활동 조건은 6위, 연구 개발은 7위였다 2012년의 다른 연구는 파리를 뉴욕, 런던, 도쿄와 함께 4대 주요 글로벌 도시로 분류했다.

### 정치
2001년 3월 선거에서 파리는 최초로 커밍아웃한 동성연애자를 시장으로 선출하였다. 사회당 소속의 베르트랑 들라노에는 이 해 시장에 선출되어 13년 동안 자리를 지켰다. 그의 뒤를 이어 시장이 된 안 이달고 역시 사회당 출신으로 두 시장은 파리의 사회문제와 환경문제 해결을 우선적 과제로 두고 시정을 펼쳤다. 들라노에는 자전거 대여 시스템인 벨리브를 도입하고 주차요금을 인상하고 자동차의 시내 진입을 제한하는 한편 센강을 따라 지나던 고속도로를 공공 공원으로 전환하였다.

### 문화
루브르 박물관은 2013년 세계에서 가장 많은 관람객을 맞이한 미술관이었다. 같은 해 조르주 퐁피두 센터는 현대 미술관 가운데 가장 많은 관람객을 기록하였다.
2006년 자크 시라크가 추진하고 장 누벨이 디자인한 새 국립박물관 케 브랑리 박물관이 문을 열었다. 이 박물관은 아프리카, 오세아니아, 아시아, 아메리카의 원주민 예술을 전시하고 있다.
2014년에는 프랭크 게리가 디자인 한 루이비통 재단의 현대 미술관이 개장하였고, 2015년 1월 14일 장 누벨이 디자인한  파리 관현악단의 새 심포니홀이 파리 19구 라빌레트 공원에서 개관하였다. 이날 개관 기념 공연에서는일주일 전 있었던 샤를리 에브도 테러 희생자를 위로하기 위해 가브리엘 포레의 레퀴엠이 연주되었다.
2019년 4월 15일 노트르담 대성당 화재로 종탑과 지붕이 완전히 파괴되었다.

### 사회 불안과 테러
파리 북동부 교외 지역은 파리 시에서도 가장 가난한 빈민가를 이루고 있다. 이 지역에는 마그레브와 사하라 이남 아프리카에서 이주한 사람들과 그들의 후손이 모여있다. 여전히 큰 빈부격차와 은연중에 드러나는 인종차별 등에 불만을 느끼던 클리시수부아의 이주민 사회는 2005년 10월 27일부터 11월 14일까지 2005년 프랑스 폭동을 일으켰다. 경찰의 테이저건을 맞은 두 젊은이가 감전사를 한 것이 발단이되어 평소 불만이 급격히 폭력화되었다. 이들은 거리 곳곳을 방화하고 약 9천대에 가까운 차량을 불태웠다. 체포된 사람은 3천명에 달했다. 폭동을 진압한 뒤 자크 시라크 대통령은 법치와 "프랑스적 가치"를 존중하지 않는 폭도를 비난했지만, 동시에 프랑스 사회의 불평등과 "인종주의의 독" 역시 지적하였다.
2015년 1월 7일 선지자 무함마드를 모욕했다는 이유로 두 명의 이슬람 근본주의자가 좌파성향의 풍자 주간지 샤를리 에브도 사무실에 들어가 총격을 가하는 테러 사건을 벌였다. 둘은 모두 파리에서 자란 이주민 후손이었다. 이 총격으로 5명의 만화가와 프로듀서, 2명의 경찰관을 포함하여 모두 10명이 사망하였다. 그 다음날인 1월 8 ~ 9일에 2015년 1월 일드프랑스 테러가 발생하여 5명이 살해되었다. 사건이 일어나자 프랑스에는 언론 자유와 테러 반대를 위한 대규모 시위가 일어났다.
2015년 11월 13일, 3개의 테러리스트 팀이 함께 일으킨 2015년 11월 파리 테러에서는 기관총 총격과 폭탄으로 이글스 오브 데스 메탈의 공연을 보던 관람객 130명이 사망하였다. 프랑수아 올랑드 대통령은 전국에 국가 비상 사태를 선포하고 1천5백 명의 군인을 파리에 배치하였다.

## 지도로 보는 파리의 성장

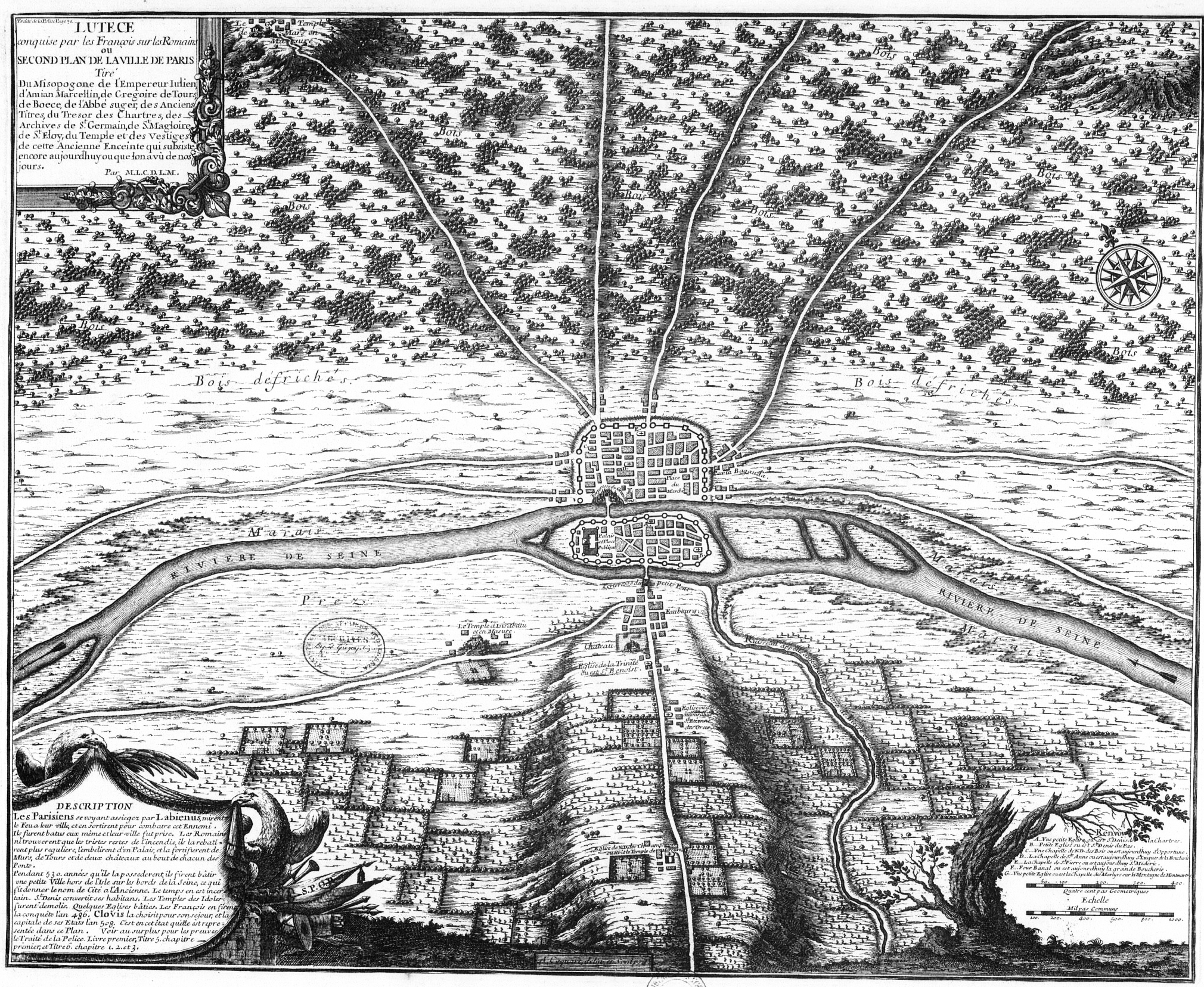
508년 당시의 파리 (1705년 니콜라 드라마레의 파리 연대기 지도)
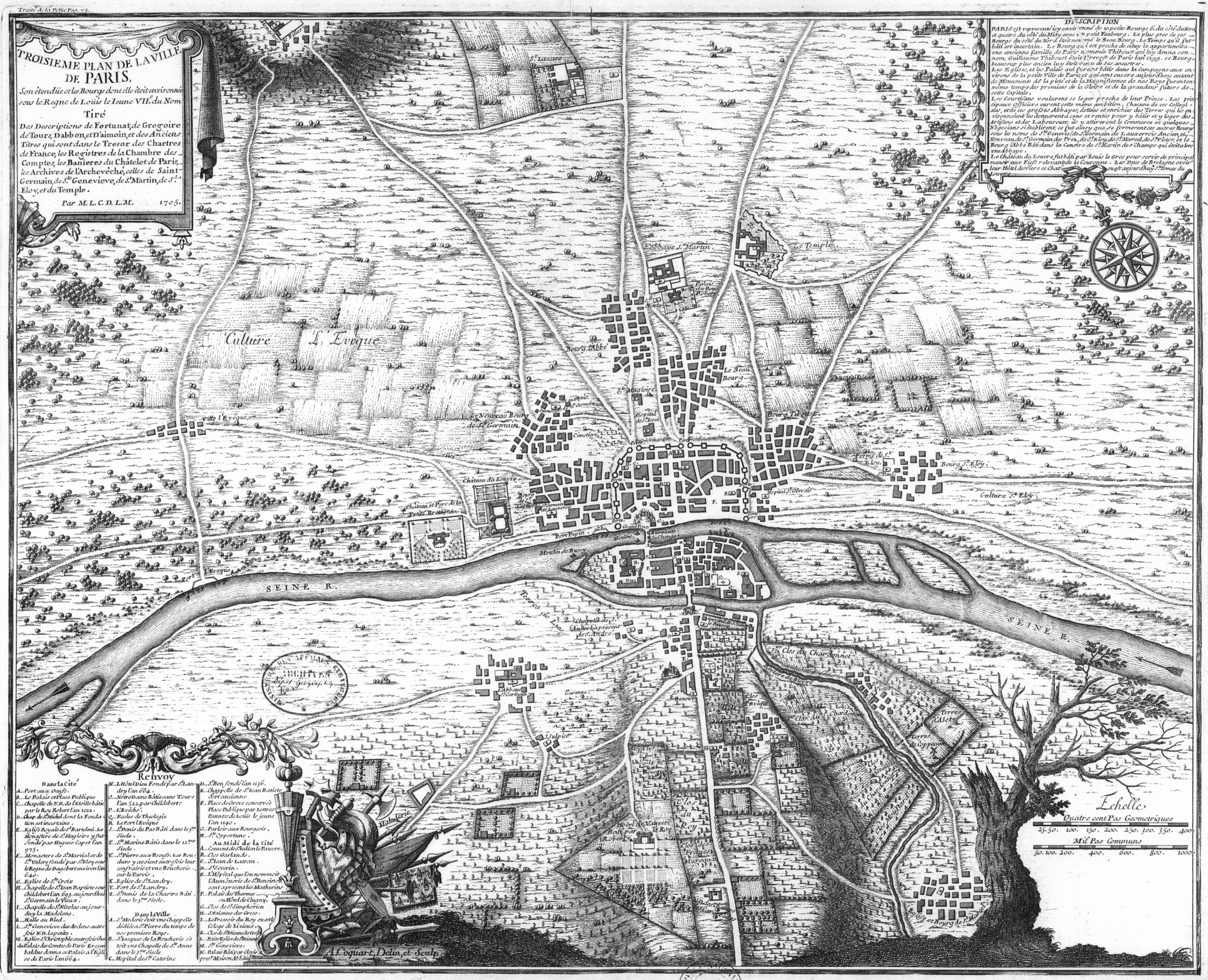
1180년 무렵의 파리, 니콜라 드라 마레.
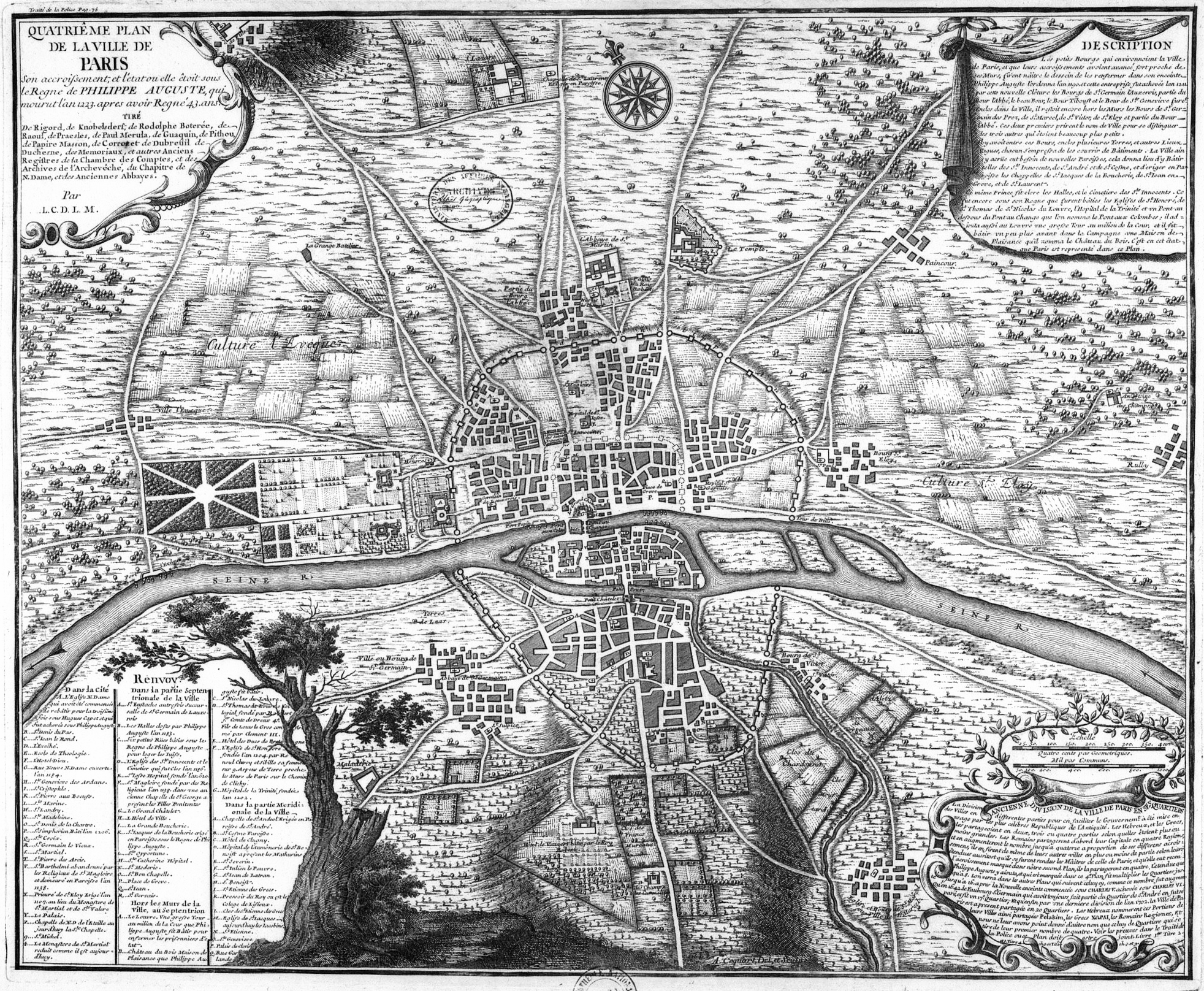
1223년 무렵의 파리. 니콜라 드라마레.
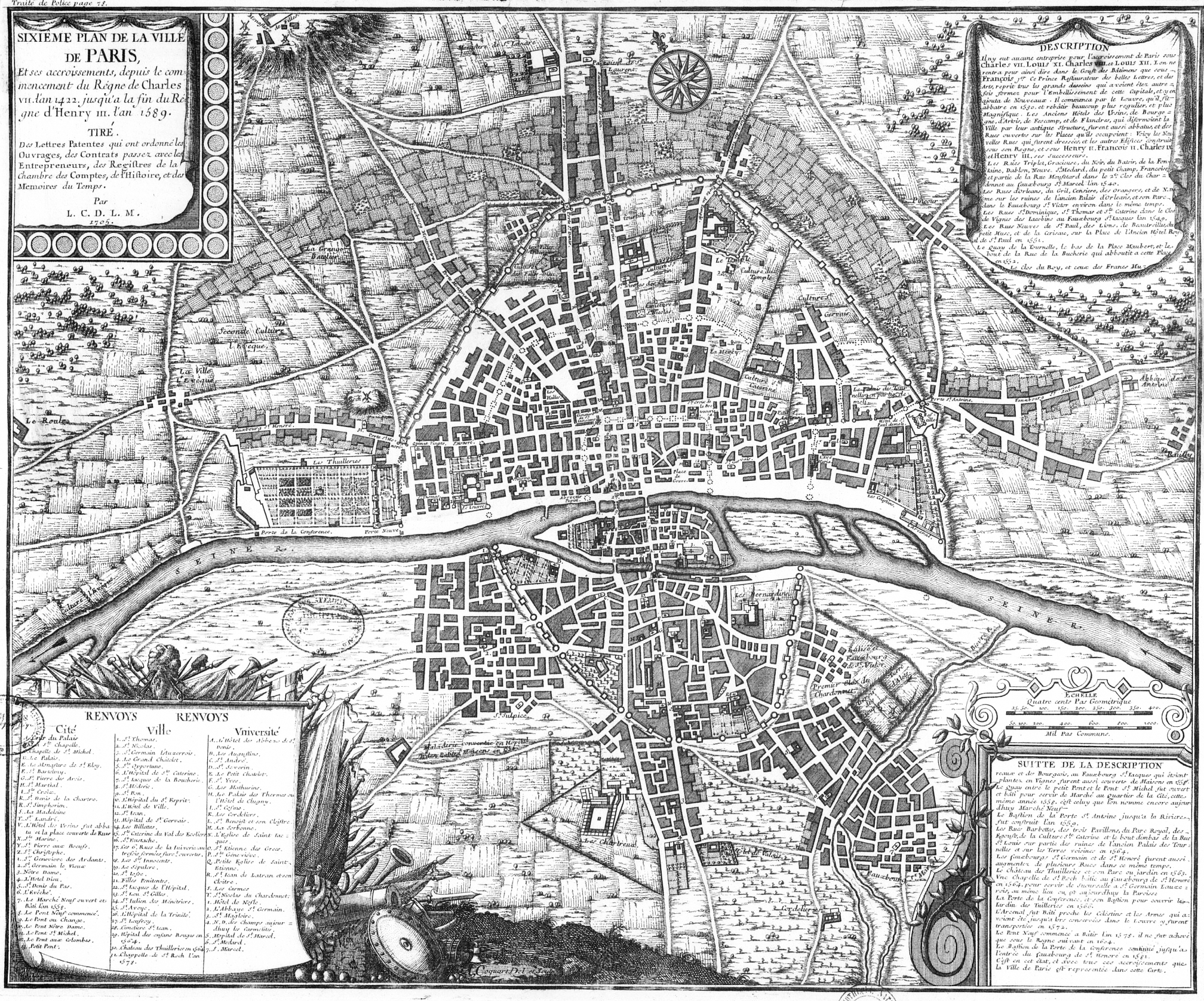
1422년부터 1589년까지 파리의 변화. 니콜라 드라마레.
1618년 파리 투시도. 클레 장스 비셰
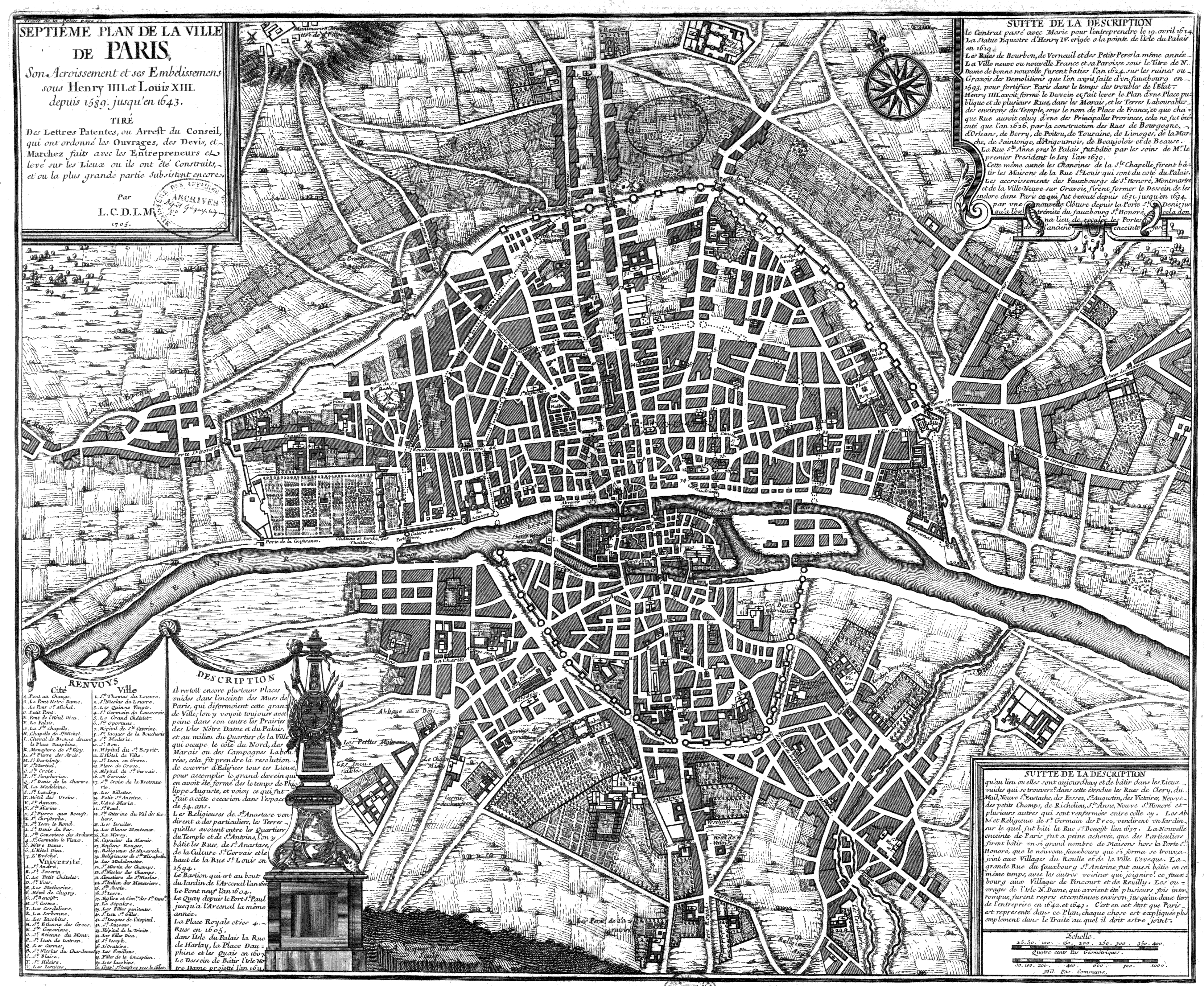
1589년부터 1643년까지 파리의 변화. 니콜라 드라마레.
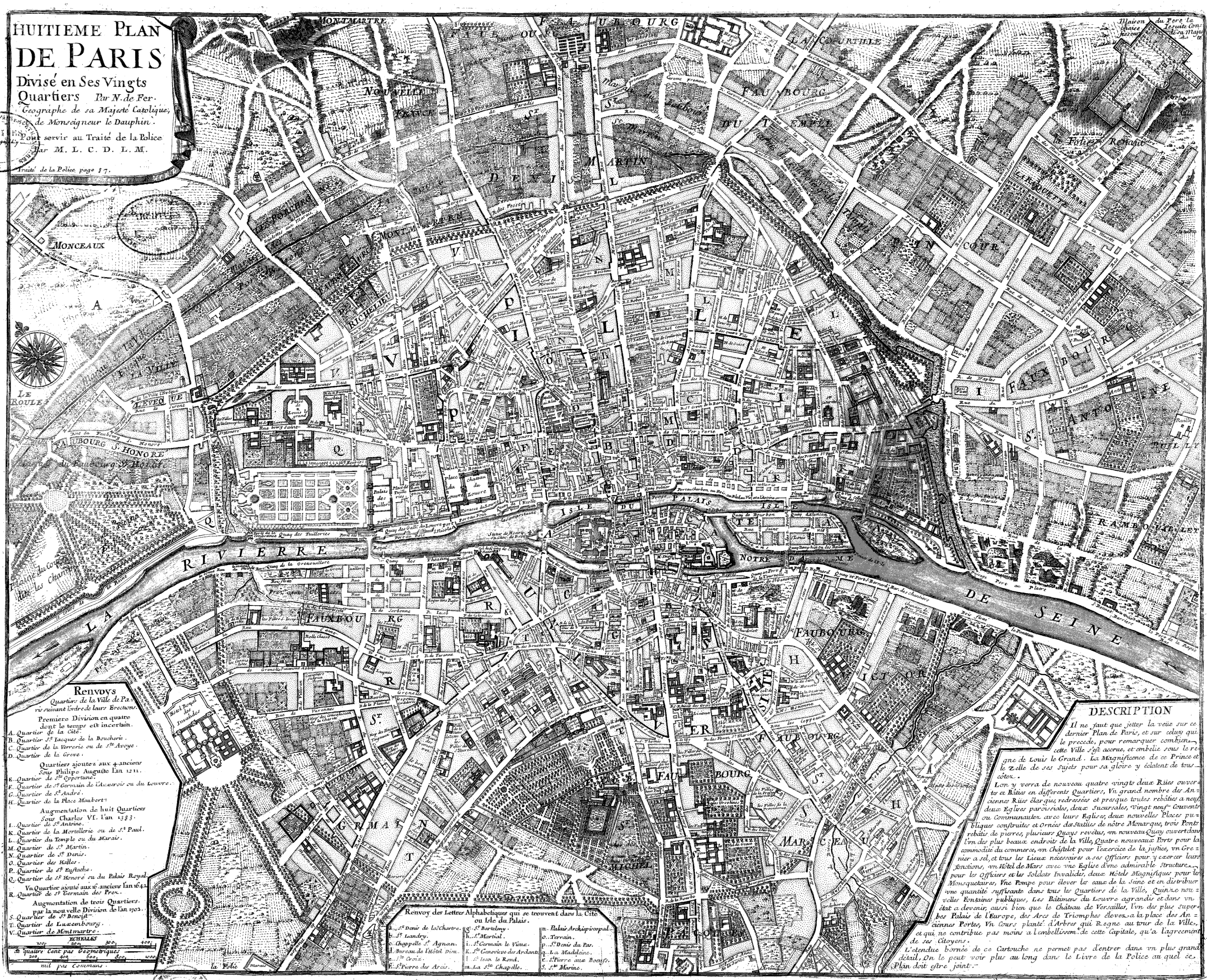
1705년 파리 20구의 설치. 니콜라 드라마레.
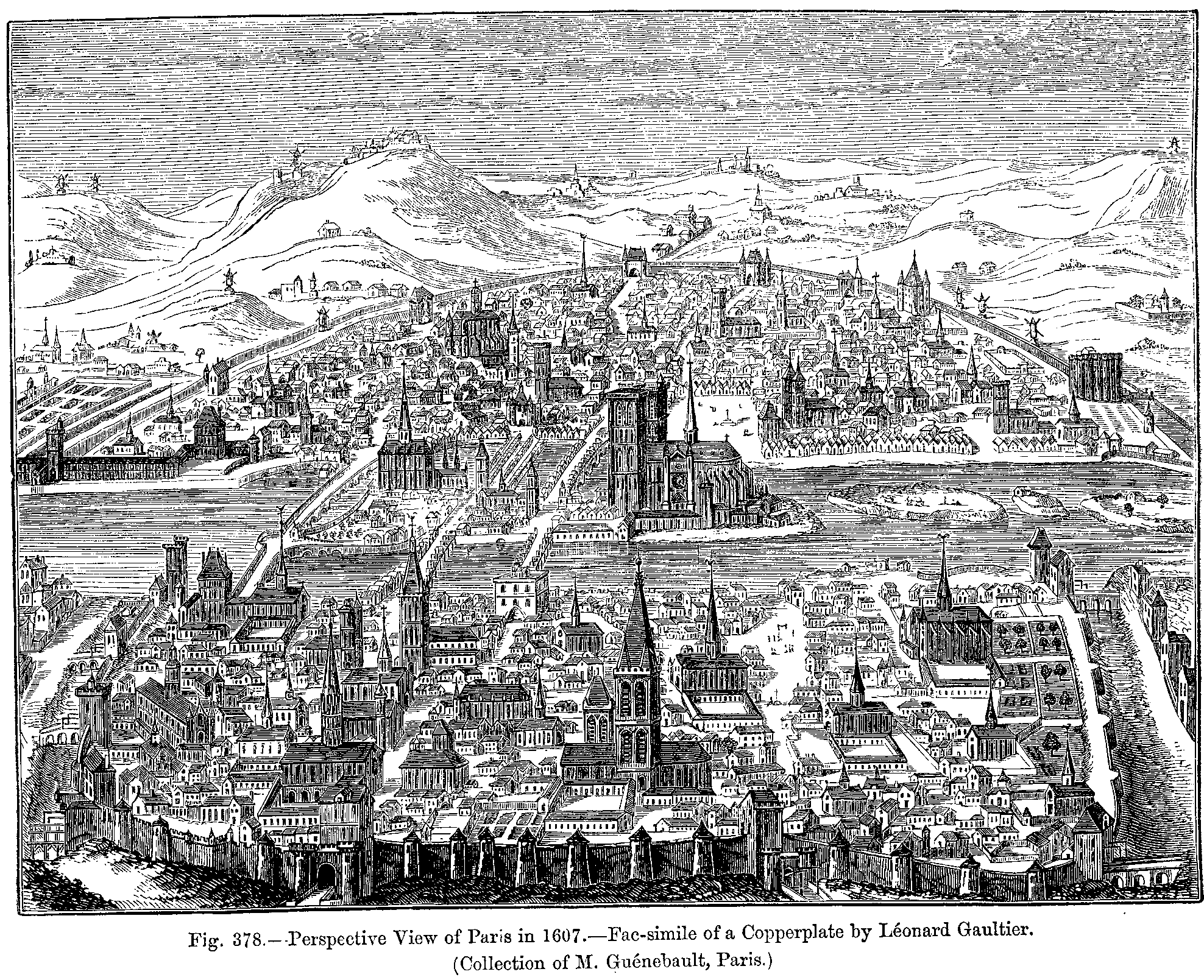
1607년 파리의 투시도: 레오나르 골티에르의 동판화.
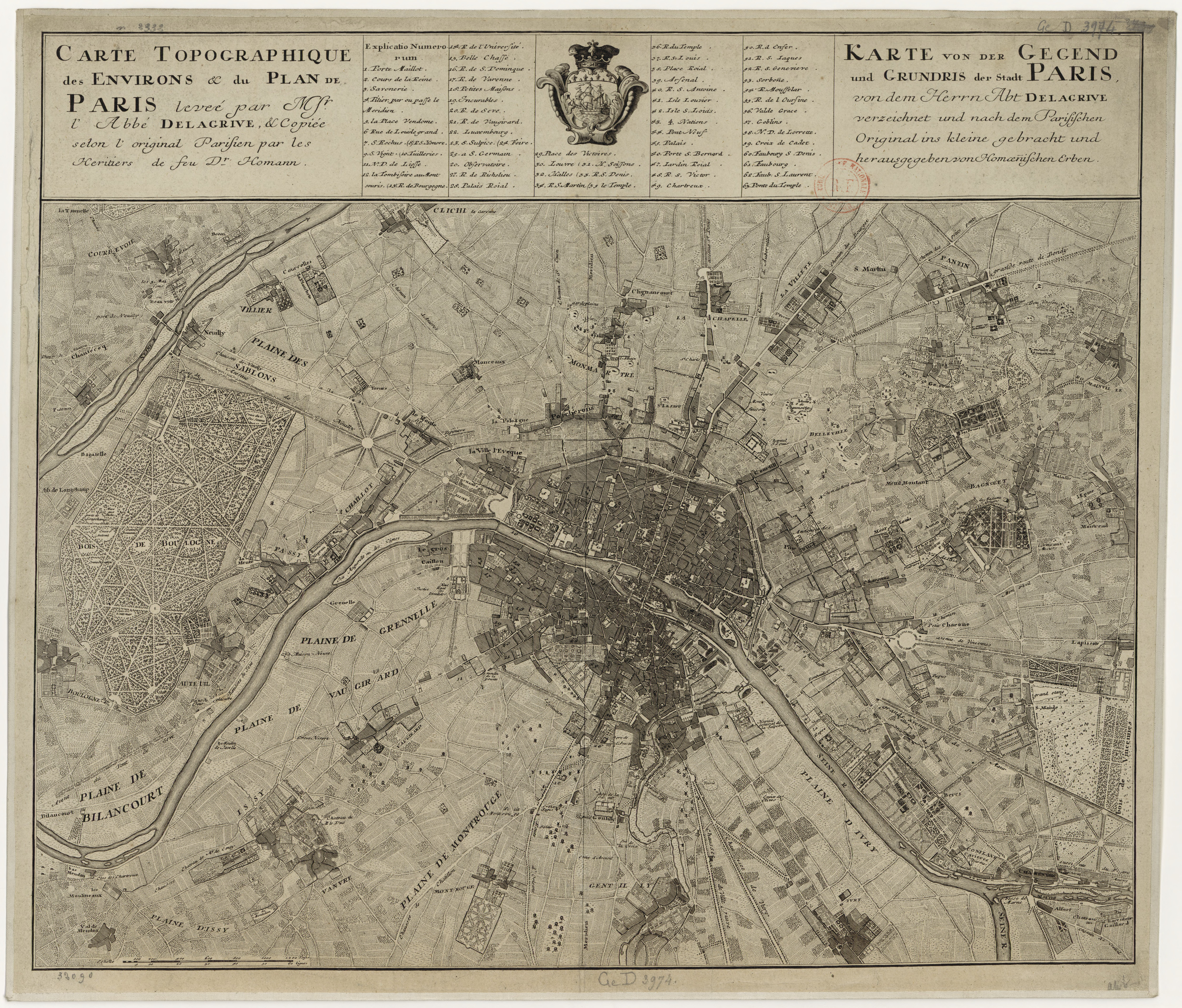
1735년 무렵 파리와 인근의 지도. 장 텔라그리브.
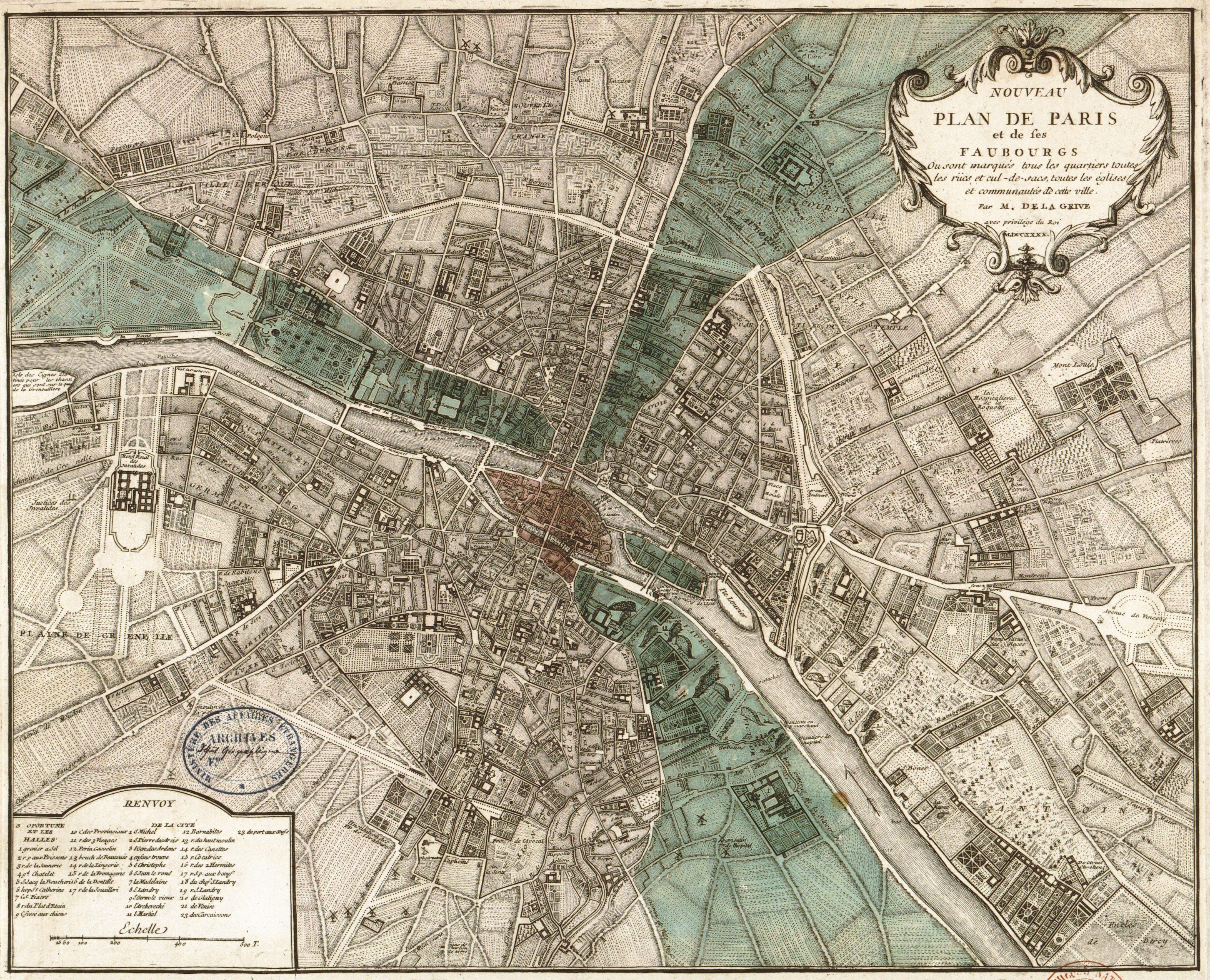
1740년 파리, 장 델라그리브.
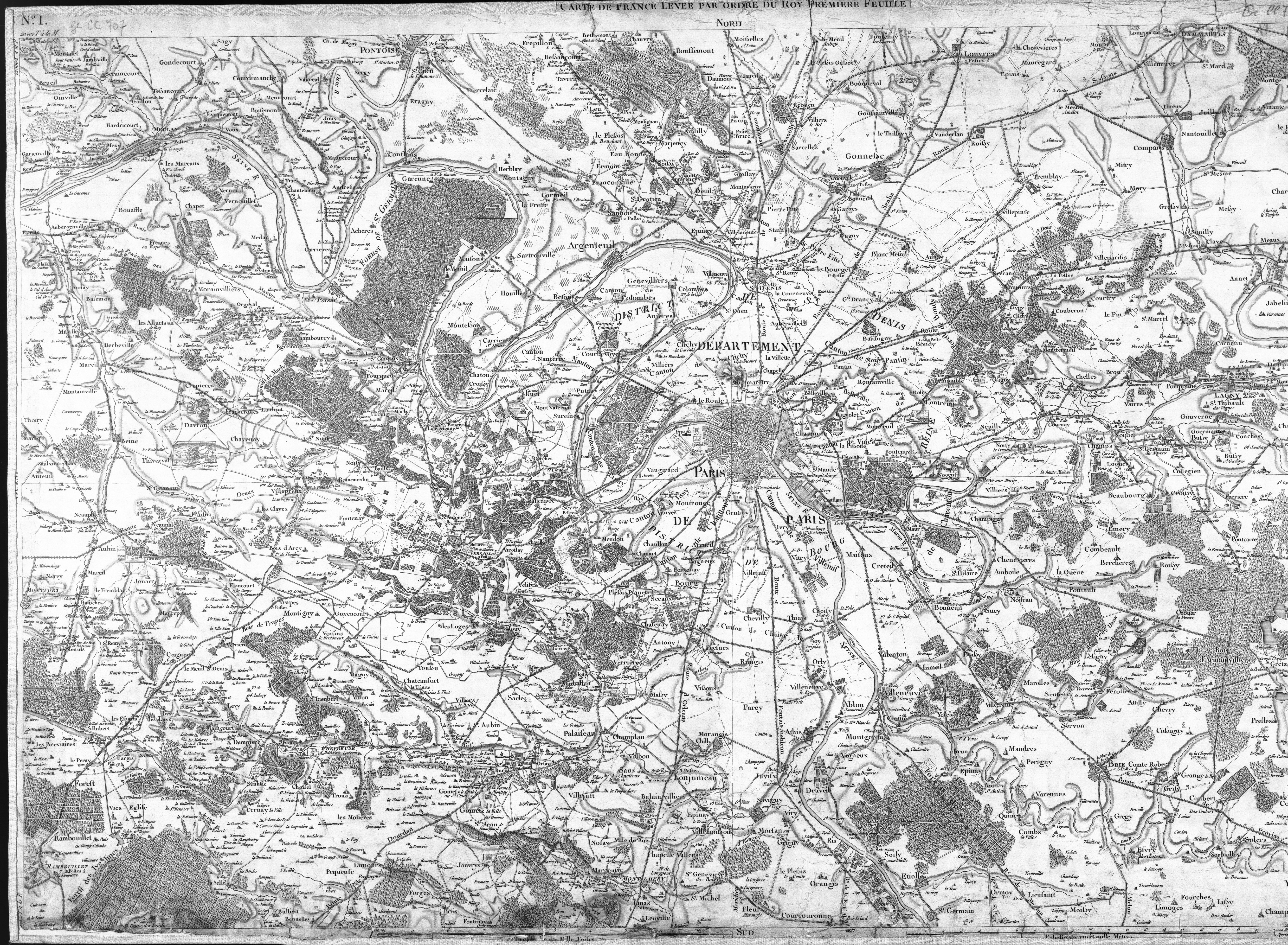
1750년 파리와 인근의 지도 세사르프랑수아 카시니드투리.

## 같이 보기
- 프랑스의 역사
- 그랜드 파리

### 내용주
1. 1 2  “Le Monde Planete, sur les traces des premiers Parisiens”. 2017년 3월 3일에 확인함.
2. 1 2  Combeau, Yvan, Histoire de Paris, Presses Universitaires de France, 1999, p. 6.
3. 1 2 3  Schmidt, Lutèce, Paris des origines à Clovis (2009), pp. 88–104.
4. ↑  “Paris, Roman City –Chronology”. Mairie de Paris. 2006년 7월 16일에 확인함.
5. 1 2 3 4 5 6 7 8  Lawrence & Gondrand 2010.
6. ↑  Dictionnaire historique de Paris (2013), Le Livre de Poche, p. 608.
7. ↑  Combeau, Yvan, Histoire de Paris (1999), Presses Universitaires de France, p. 6.
8. ↑  Nanterre et les Parisii : Une capitale au temps des Gaulois ?, Antide Viand, ISBN 978-2757201626
9. ↑  Schmidt, Lutèce,- Paris, des origines à Clovis (2009), pp. 28–29.
10. ↑  Arbois de Jubainville & Dottin 1889.
11. ↑  Cunliffe 2004.
12. ↑  Schmidt, Lutèce, Paris des origines à Clovis (2009), pp. 74-76.
13. ↑  Caesar, Commentary on the Gallic War, Book 6, chapter 3.
14. ↑  Schmidt, Lutèce, Paris des origines à Clovis (2009), pp. 80–81.
15. ↑  Dictionnaire historique de Paris (2013), p. 41
16. ↑  Combeau, Yves, Histoire de Paris (2013), pp. 8–9.
17. 1 2 3  Dictionnaire historique de Paris (2013), p. 412.
18. ↑  Sarmant, Thierry, Histoire de Paris: Politique, urbanisme, civilisation (2012), p. 12.
19. ↑  Combeau, Yvan, Histoire de Paris (2013), p. 11.
20. ↑  Schmidt, Joël, Lutèce: Paris, des origines à Clovis (2009), pp. 210–211.
21. 1 2  Sarmant, Thierry, Histoire de Paris: Politique, urbanisme, civilisation (2012), pp. 16–18.
22. ↑  Sarmant, Thierry, Histoire de Paris: Politique, urbanisme, civilisation (2012), p. 14.
23. ↑  Meunier, Florian, Le Paris du Moyen Âge (2014), Éditions Ouest-France. p. 12.
24. ↑  Combeau, Yvan, Histoire de Paris (2013), pp. 13–14.
25. ↑  Nelson, Lynn Harry (1994). 《The Western Frontiers of Imperial Rome》. ISBN 9780765641427.
26. ↑  Deutsch, Lorant (2013). 《Metronome: A History of Paris from the Underground up》. St. Martin's Griffin. ISBN 9781250023674.
27. ↑  Hen, Yitzhak (1993). “Clovis, Gregory of Tours, and Pro-Merovingian Propaganda”. 《Revue belge de Philologie et d'Histoire Année》 71–2 (2): 271–276. doi:10.3406/rbph.1993.3880.
28. ↑  Patrick Boucheron, et al., eds. France in the World: A New Global History (2019) pp 85-86.
29. ↑  Sarmant, Thierry, Histoire de Paris: Politique, urbanisme, civilisation, 2012, pp. 21–22.
30. ↑  Sarmant, Thierry, Histoire de Paris: Politique, urbanisme, civilisation, 2012, p. 22.
31. ↑  Sarmant, History of Paris, p. 24.
32. 1 2  Sarmant, History of Paris, pp. 28–29.
33. ↑  “Le Panthéon in Paris”. Paris Digest. 2020. 2020년 7월 27일에 확인함.
34. 1 2  Sarmant, Thierry, Histoire de Paris (2012), pp. 36–40.
35. ↑  Sarmant, Thierry, Histoire de Paris, pp. 43–44.
36. 1 2 3  Sarmant, Thierry, Histoire de Paris (2012), p. 46.
37. 1 2  Sarmant, Thierry, Histoire de Paris (2012), p. 29.
38. ↑  Jean Bony, "French Influences on the Origins of English Gothic Architecture," Journal of the Warburg and Courtauld Institutes (1949) 12:1-15 in JSTOR.
39. ↑  Sarmant, Thierry, Histoire de Paris (2012), p. 33.
40. ↑  Caroline Bruzelius, "The Construction of Notre-Dame in Paris." Art Bulletin (1987): 540–569 in JSTOR.
41. 1 2  Combeau, Yvan, Histoire de Paris, pp. 25–26.
42. 1 2  Sarmant, Thierry, Histoire de Paris (2012), pp. 44–45.
43. ↑  Byrne 2012.
44. ↑  Harding 2002.
45. ↑  Steves, Rick (2007년 3월 7일). “Loire Valley: Land of a thousand chateaux”. CNN. 2012년 2월 29일에 원본 문서에서 보존된 문서. 2013년 1월 4일에 확인함.
46. ↑  Sarmant, Thierry, Histoire de Paris, p. 59.
47. ↑  Combeau, Yvan, Histoire de Paris, p. 35.
48. ↑  Sarmant, Thierry, Histoire de Paris, p. 68–69.
49. 1 2 3  Sarmant, Thierry, Histoire de Paris, p. 68.
50. ↑  Virginia Scott (2002). 《Molière: A Theatrical Life》. Cambridge University Press. 90–91쪽. ISBN 9780521012386.
51. ↑  Barbara B. Diefendorf, The St. Bartholomew's Day Massacre: A Brief History with Documents (2008).
52. ↑  James R. Smither, "The St. Bartholomew's Day Massacre and Images of Kingship in France: 1572–1574." The Sixteenth Century Journal (1991): 27–46. In JSTOR
53. ↑  “Massacre de la Saint-Barthelemy”. Larousse Online Encyclopedia. 2015년 10월 5일에 확인함.
54. ↑  Barbara B. Diefendorf, The St. Bartholomew's Day Massacre: A Brief History with Documents (2008).
55. ↑  James R. Smither, "The St. Bartholomew's Day Massacre and Images of Kingship in France: 1572-1574." The Sixteenth Century Journal (1991): 27–46. In JSTOR.
56. ↑  “Massacre de la Saint-Barthelemy”. Larousse Online Encyclopedia. 2015년 10월 5일에 확인함.
57. 1 2 3  Sarmant, Thierry, Histoire de Paris, p. 82.
58. 1 2  Sarmand, Thierry, Histoire de Paris, pp. 90–92.
59. ↑  Saugrain, Claude Marin, Les Curiositez de Paris, de Versailles, de Marly, de Vincennes, de Saint-Cloud, et des environs, 1742, volume 1, pp. 142–143.
60. ↑  Sarmant, Thierry, Histoire de Paris, pp. 84–85.
61. ↑  Sarmant, Thierry, Histoire de Paris, p. 86.
62. ↑  Sarmant, Thierry, Histoire de Paris, p. 94.
63. 1 2  Combeau, Yves, Histoire de Paris, pp. 40–41.
64. ↑  Sarmant, Thierry, Histoire de Paris, pp. 95–96.
65. 1 2  Combeau, Yvan, Histore de Paris, pp. 42–43.
66. ↑  Combeau, Yvan, Histoire de Paris, pp. 43–46.
67. ↑  Sarmant, Thierry Histoire de Paris, pp. 111–113.
68. ↑  Sarmant, Thierry, Histoire de Paris, pp. 117–118.
69. ↑  Combeau, Yvan, Histoire de Paris, p. 46.
70. ↑  Combeau, Yvan, Histoire de Paris, pp. 45–47.
71. ↑  Sarmant, Thierry, Histoire de Paris, pp. 129–131.
72. ↑  Sarmant, Thierry, Histoire de Paris, p. 120.
73. ↑  Colin Jones, Paris: Biography of a City (2004) pp. 188, 189.
74. ↑  Robert Darnton, "An Early Information Society: News and the Media in Eighteenth-Century Paris," American Historical Review (2000), 105#1, pp. 1–35 in JSTOR.
75. ↑  Sarmant, Thierry, Histoire de Paris, pp. 122–123.
76. ↑  Louis-Sébastien Mercier (1817). 《Paris: Including a Description of the Principal Edifices and Curiosities of that Metropolis》. 21쪽.
77. ↑  Garrioch, David (2015). 《La fabrique du Paris révolutionnaire》. La Découverte/Poche. 53–55쪽. ISBN 978-2-7071-8534-1.
78. ↑  Daniel Roche (1987). 《The People of Paris: An Essay in Popular Culture in the 18th Century》. U. of California Press. 10쪽. ISBN 9780520060319.
79. ↑  Cited by Sarmant, Thierry, Histoire de Paris, p. 133
80. ↑  Sarmant, Thierry, Histoire de Paris, pp. 129–131.
81. 1 2  Combeau, Yvan, Histoire de Paris, pp. 47–48.
82. 1 2  Dictionnaire historique de Paris, Le Livre de Poche, pp. 669–676.
83. ↑  Combeau, Yvan, Histoire de Paris, p. 49.
84. ↑  Sarmant, Thierry, Histoire de Paris, pp. 136–137.
85. ↑  Paine 1998.
86. ↑  Marie Joseph Paul Yves Roch Gilbert Du Motier Lafayette (marquis de), Memoirs, correspondence and manuscripts of General Lafayette, vol. 2, p. 252.
87. 1 2  Sarmant, Thierry, Histoire de Paris, p. 138.
88. ↑  Combeau, Histoire de Paris, p. 50.
89. ↑  Sarmant, Thierry, Histoire de Paris, pp. 140–141.
90. ↑  Sarmant, Thierry, Histoire de Paris, pp. 141–143.
91. ↑  Dictionnaire historique de Paris, p. 674.
92. 1 2  Sarmant, Thierry, Histoire de Paris, p. 144.
93. ↑  Démontage: Le résultat: html 보관됨 2019-12-21 - 웨이백 머신 (French).
94. ↑  Décrets du 1er août 1793, Le Moniteur universel, 2 August 1793, XI (French).
95. ↑  Démontage, Viol de sépultures, (French).
96. ↑  'Démontage:, Ensembles sculpturaux : Arrêté du 2 brumaire an II (23 octobre 1793) de la Commune de Paris (French).
97. 1 2  Sarmant, Thierry, Histoire de Paris, p. 145.
98. ↑  Sarmant, Thierry,’’Histoire de Paris’’, p. 147.
99. ↑  Héron de Villefosse, René, ‘’Histoire de Paris’’, p. 299.
100. ↑  Yvan Cobeau, Histoire de Paris (1999), Presses Universitaires de France, (ISBN 978-2-13-060852-3).
101. 1 2  Héron de Villefosse, René, Histoire de Paris, p. 302.
102. ↑  Combeau, Yvan, Histoire de Paris, p. 54.
103. 1 2  Héron de Villefosse, René, Histoire de Paris, p. 303.
104. ↑  Sarmant, Thierry, ‘’Histoire de Paris’’, p. 156.
105. ↑  Combeau, Yvan, Histoire de Paris, p. 56.
106. ↑  Sarmant, Thierry, Histoire de Paris, p. 163.
107. 1 2  Sarmant, Thierry, Histoire de Paris, p. 165.
108. ↑  Jennifer Terni, "The Omnibus and the Shaping of the Urban Quotidian: Paris, 1828-60," Cultural & Social History (2014), 11#2, pp. 217–242.
109. ↑  Dictionnaire historique de Paris, p. 509.
110. ↑  Héron de Villefosse, René, Histoire de Paris, p. 323.
111. 1 2  Héron de Villefosse, René, Histoire de Paris, pp. 323–324.
112. ↑  Héron de Villefosse, René, Histoire de Paris, pp. 325–327.
113. ↑  Héron de Villefosse, René, Histoire de Paris, pp. 325–331.
114. 1 2 3  Maneglier, Paris Impérial, p. 19.
115. ↑  Milza, Napoleon III, pp. 189–190.
116. ↑  Milza, Pierre, Napoleon III.
117. ↑  De Moncan, Patrice, Le Paris d'Haussmann, p. 34.
118. ↑  David H. Pinkney, Napoleon III and the Rebuilding of Paris (Princeton University Press, 1958).
119. ↑  Joanna Richardson, "Emperor of Paris Baron Haussmann 1809–1891," History Today (1975), 25#12, pp. 843–49, online.
120. ↑  De Moncan, Patrice, Les Jardins du Baron Haussmann
121. ↑  De Moncan, Patrice, Le Paris d'Haussmann, pp. 147–161.
122. ↑  De Moncan, Patrice, Le Paris d'Haussmann, p. 64.
123. 1 2 3  Fierro 2003.
124. ↑  Patrice Higonnet, Paris: Capital of the World (2002), pp. 194–195.
125. ↑  Alain Plessis, "The history of banks in France", in Pohl, Manfred, and Sabine Freitag, eds. Handbook on the History of European Banks (Edward Elgar Publishing, 1994), pp. 185–296. online. 보관됨 2018-10-03 - 웨이백 머신
126. ↑  Youssef Cassis and Éric Bussière, eds., London and Paris as International Financial Centres in the Twentieth Century (2005), ch. 3.
127. ↑  Joan Comay, Who's who in Jewish History (2001), pp. 305–314, 455
128. ↑  Niall Ferguson, The House of Rothschild: Volume 2: The World's Banker: 1849-1999 (1998), pp. 82–84, 206–214, 297–300.
129. ↑  Rondo E. Cameron, France and the economic development of Europe, 1800–1914 (2000).
130. ↑  Angelo Riva, and Eugene N. White, "Danger on the exchange: How counterparty risk was managed on the Paris exchange in the nineteenth century," Explorations in Economic History (2011), 48#4, pp. 478–493.
131. ↑  Larousse (French).
132. ↑  Rougerie, Jacques, Paris libre- 1871, 248–263.
133. ↑  Tombs, Robert, How Bloody was la Semaine Sanglante of 1871? A Revision? The Historical Journal, September 2012, vol. 55, issue 03, pp. 619-704.
134. ↑  Rougerie, Jacques La Commune de 1871, pp. 118–120.
135. ↑  Héron de Villefosse, René, Histoire de Paris (1959), Bernard Grasset, p. 380.
136. ↑  Héron de Villefosse, René, Histoire de Paris (1959), Bernard Grasset, pp. 380–81.
137. 1 2  Combeau, Yvan, Histoire de Paris, pp. 72-73.
138. 1 2  Dictionnaire historique de Paris, (2013), La Pochothèque, (ISBN 978-2-253-13140-3)
139. ↑  Dictionnaire Historique de Paris, pp. 66–68.
140. ↑  Russell T. Clement. Four French Symbolists. Greenwood Press, 1996, p. 114.
141. ↑  Thomas Piketty et al., "Inherited vs self-made wealth: Theory & evidence from a rentier society (Paris 1872–1927)," Explorations in Economic History (2014), 51#1, pp: 21–40.
142. ↑  Higonnet, Paris: Capital of the World (2002), pp. 195, 198–201.
143. ↑  "Naissance des grands magasins: le Bon Marché" by Jacques Marseille, in French, on the official site of the Ministry of Culture of France]
144. ↑  Jan Whitaker (2011). 《The World of Department Stores》. New York: Vendome Press. 22쪽.
145. ↑  Michael B. Miller, Bon Marché: Bourgeois Culture and the Department Store, 1869–1920 (1981).
146. ↑  Heidrun Homburg, "Warenhausunternehmen und ihre Gründer in Frankreich und Deutschland Oder: Eine Diskrete Elite und Mancherlei Mythen," ['Department store firms and their founders in France and Germany, or: a discreet elite and various myths']. Jahrbuch fuer Wirtschaftsgeschichte (1992), Issue 1, pp. 183–219.
147. ↑  Frans C. Amelinckx, "The Creation of Consumer Society in Zola's Ladies' Paradise," Proceedings of the Western Society for French History (1995), Vol. 22, pp. 17–21.
148. ↑  Brian Wemp, "Social Space, Technology, and Consumer Culture at the Grands Magasins Dufayel," Historical Reflections (2011), 37#1, pp. 1–17.
149. ↑  Theresa M. McBride, "A Woman's World: Department Stores and the Evolution of Women's Employment, 1870–1920," French Historical Studies (1978), 10#4, pp. 664–83 in JSTOR.
150. ↑  Elizabeth M. L. Gralton, "Lust of the Eyes: The Anti-Modern Critique of Visual Culture at the Paris Expositions universelles, 1855-1900," French History & Civilization (2014), Vol. 5, pp. 71–81.
151. ↑  James Madison Usher, Paris, Universal Exposition, 1867 (1868) Online.
152. ↑  Weingardt 2009.
153. ↑  John W. Stamper, "The Galerie des Machines of the 1889 Paris World's Fair." Technology and culture (1989): pp. 330–353. In JSTOR.
154. ↑  Philippe Jullian, The triumph of art nouveau: Paris exhibition, 1900 (London: Phaidon, 1974)
155. ↑  Richard D. Mandell, Paris 1900: The great world's fair (1967).
156. ↑  Winter, Jay; Robert, Jean-Louis (1999). 《Capital Cities at War: Paris, London, Berlin 1914–1919》. Cambridge UP. 152쪽. ISBN 9780521668149.
157. 1 2  Combeau, Yvan, Histoire de Paris, pp. 82–83.
158. ↑  Tucker, Spencer C.; Roberts, Priscilla Mary (2005). 《Encyclopedia Of World War I: A Political, Social, And Military History》. ABC-CLIO. 437쪽. ISBN 9781851094202.
159. ↑  John Horne, "Immigrant Workers in France during World War I," French Historical Studies, 14/1 (1985), 57–88.
160. ↑  Tyler Stovall, "The Consumers' War: Paris, 1914–1918." French Historical Studies (2008) 31#2 pp: 293–325.
161. ↑  Fierro 1996.
162. ↑  Combeau, Yvan, Histoire de Paris, pp. 85–86.
163. ↑  Goebel, Anti-Imperial Metropolis, pp. 1–2.
164. ↑  Jones, Paris, pp. 394–95.
165. ↑  Jones, Paris, pp. 392–93.
166. ↑  Combeau, Yvan, Histoire de Paris, pp. 86–88.
167. ↑  Bennetta Jules-Rosette, Josephine Baker in Art and Life: The Icon and the Image (2007).
168. ↑  Rachel Anne Gillett, "Jazz women, gender politics, and the francophone Atlantic," Atlantic Studies (2013), 10#1, pp. 109–130.
169. ↑  Combeau, Yvan, Histoire de Paris, p. 91.
170. ↑  Jones, Paris, p. 392.
171. ↑  Combeau, Yvan, Histoire de Paris, p. 90.
172. 1 2  Combeau, Yvan, Histoire de Paris, pp. 99–100.
173. ↑  이무열 <한권으로 보는 러시아사 100장면> 가람기획 1994.10.20, p396
174. ↑   Dictionnaire historique de Paris, p. 536.
175. 1 2  Combeau, Yvan, ‘’Histoire de Paris’’ (2013), p. 102.
176. ↑  Ronald C. Rosbottom, When Paris Went Dark: The City of Light Under German Occupation, 1940-1944Aug 5, 2014 (2014).
177. ↑  Dictionnaire historique de Paris (2013), p. 637.
178. ↑  Combeau, Yvan, Histoire de Paris (2013), pp. 100–102.
179. ↑  Combeau, Yvan, Histoire de Paris (2013), p. 103.
180. ↑  Stanton, Shelby L. (Captain U.S. Army, Retired), World War II Order of Battle, The encyclopedic reference to all U.S. Army ground force units from battalion through division, 1939–1945, New York: Galahad Books, 1991, p. 105. ISBN 0-88365-775-9.
181. ↑  Jones, Colin, Paris: The Biography of a City (2004), p. 426.
182. 1 2  Combeau, Yvan, Histoire de Paris (2013), pp. 106–107.
183. ↑  Combeau, Yvan, Histoire de Paris (2013), pp. 107–108.
184. ↑  Charles Rearick (2011). 《Paris Dreams, Paris Memories: The City and Its Mystique》. Stanford UP. 166쪽. ISBN 9780804777513.
185. ↑  Combeau, Yvan, Histoire de Paris, pp. 114–115.
186. ↑  Dictionnaire historique de Paris (2013), Le Livre de Poche, pp. 308–309.
187. ↑  Simmer 1997.
188. ↑  Berg & Braun 2012.
189. ↑  “Special Report: Riots in France”. 《BBC News》. 2005년 11월 9일. 2007년 11월 17일에 확인함.
190. ↑  “Produits Intérieurs Bruts Régionaux (PIBR) en valeur en millions d'euros” (XLS) (프랑스어). INSEE. 2013년 5월 5일에 확인함.
191. ↑  INSEE statistics on GDPs of European regions
192. ↑  Fortune. “Global Fortune 500”. 2014년 11월 17일에 확인함.
193. ↑  “Tourism in Paris-Key Figures (2013)”. City of Paris Office of Tourism and Conventions. 2014년 11월 19일에 원본 문서에서 보존된 문서. 2014년 11월 28일에 확인함.
194. ↑  “Mastercard 2014 Global Destination Cities Index” (PDF). 2018년 9월 16일에 원본 문서 (PDF)에서 보존된 문서. 2014년 11월 28일에 확인함.
195. ↑  “Global ranking of manufacturers of luxury goods”. Insidermonkey.com. 2015년 1월 16일에 확인함.
196. ↑  Lise Bourdeau-Lepage, "The Greater Paris: A Plan for a Global City" (2014) 보관됨 2016-03-04 - 웨이백 머신, p. 6.
197. ↑  Peter Hall; Kathy Pain (2012). 《The Polycentric Metropolis: Learning from Mega-City Regions in Europe》. Routledge. 8–9쪽. ISBN 9781136547690.
198. ↑  Top 100 Art Museum Attendance, The Art Newspaper, 2014. Retrieved 9 July 2014.
199. ↑  Combeau, Yvan, Histoire de Paris, p. 123.
200. ↑  Giovannini, Joseph (2014년 10월 20일). “An Architect's Big Parisian Moment: Two Shows for Frank Gehry, as His Vuitton Foundation Opens”. 《The New York Times》. 2014년 10월 26일에 확인함.
201. ↑  “In New Concert Hall, Paris Orchestra Honors Last Week's Terror Victims”. 2015년 1월 15일.
202. ↑  Busby, Mattha (2019년 4월 15일). “Notre Dame Cathedral: spire collapses in huge fire – live news”. 《The Guardian》. 2019년 4월 15일에 확인함.
203. ↑  “France Profile: Timeline”. 《BBC News》. 2014년 6월 1일에 확인함.
204. ↑  “Chirac in new pledge to end riots”. 《BBC News》. 2005년 11월 15일. 2015년 1월 17일에 확인함.
205. ↑  “Attentats terroristes : les questions que vous nous avez le plus posées”. 《Le Monde》 (프랑스어). 2015년 1월 15일. 2015년 1월 15일에 확인함.
206. ↑  “Les politiques s'affichent à la marche républicaine”. 《Le Figaro》 (프랑스어). 2015년 1월 11일. 2015년 1월 11일에 확인함.
207. ↑  Le Figaro on-line, Le Monde on-line, AP, Reuters, 22 November 2015 0700 Paris time.
208. ↑  Le Monde on-line, 14 November 1015 Paris time.
209. ↑  Mario Arturo Ruiz Estrada, and Evangelos Koutronas. "Terrorist attack assessment: Paris November 2015 and Brussels March 2016." Journal of Policy Modeling 38.3 (2016): 553–571. online

### 프랑스어 참고 문헌
- Combeau, Yvan (2013). 《Histoire de Paris》. Paris: Presses Universitaires de France. ISBN 978-2-13-060852-3.
- De Moncan, Patrice (2007). 《Les jardins du Baron Haussmann》. Paris: Les Éditions du Mécène. ISBN 978-2-907970-914.
- De Moncan, Patrice (2012). 《Le Paris d'Haussmann》. Paris: Les Editions du Mecene. ISBN 978-2-9079-70983.
- Fierro, Alfred (1996). 《Histoire et dictionnaire de Paris》. Robert Laffont. ISBN 2-221--07862-4.
- Héron de Villefosse, René (1959). 《HIstoire de Paris》. Bernard Grasset.
- Meunier, Florian (2014). 《Le Paris du moyen âge》. Paris: Editions Ouest-France. ISBN 978-2-7373-6217-0.
- Sarmant, Thierry (2012). 《Histoire de Paris: Politique, urbanisme, civilisation》. Editions Jean-Paul Gisserot. ISBN 978-2-755-803303.
- Schmidt, Joel (2009). 《Lutece- Paris, des origines a Clovis》. Perrin. ISBN 978-2-262-03015-5.
- du Camp, Maxime (1993). 《Paris: ses organes, ses fonctions, et sa vie jusqu'en 1870》. Monaco: Rondeau. ISBN 2-910305-02-3.
- Maneglier, Hervé (1990). 《Paris Impérial- La vie quotidienne sous le Second Empire》. Paris: Armand Colin. ISBN 2-200-37226-4.
- Milza, Pierre (2006). 《Napoléon III》. Paris: Tempus. ISBN 978-2-262-02607-3.
- 《Dictionnaire Historique de Paris》. Le Livre de Poche. 2013. ISBN 978-2-253-13140-3.

## 더 읽어보기
- Edwards, Henry Sutherland. Old and new Paris: its history, its people, and its places (2 vol 1894) 온라인
- Fierro, Alfred. Historical Dictionary of Paris (1998)  392pp, an abridged translation of his Histoire et dictionnaire de Paris (1996), 1580pp
- Horne, Alistair. Seven Ages of Paris (2002), emphasis on ruling elites, excerpt and text search
- Jones, Colin. Paris: Biography of a City (2004), 592pp; comprehensive history by a leading British scholar; excerpt and text search
- Lawrence, Rachel; Gondrand, Fabienne (2010). Paris (City Guide) (12th ed.). London: Insight Guides. ISBN 9789812820792ISBN 9789812820792..
- Sutcliffe, Anthony. Paris: An Architectural History (1996); excerpt and text search

### 17세기 이전
- - Baldwin. John W. Paris, 1200 (Stanford University Press, 2010). 304 pp. online review
  - Roux, Simone. Paris in the Middle Ages (2009) online review
  - Thomson, David. Renaissance Paris: Architecture and Growth, 1475-1600 (1992)

### 17세기 - 19세기
- - Bernard, Leon. The Emerging City: Paris in the Age of Louis XIV (1970)
  - DeJean, Joan (2014). 《How Paris Became Paris: The Invention of the Modern City》. ISBN 978-1608195916.
  - De Villefosse, René Héron, Histoire de Paris,  Bernard Grasset, (1959).
  - 《Bradshaw's Illustrated Guide through Paris and its Environs》, London: W.J. Adams and Sons, 1880, OCLC 19043482, OL 23282675M
  - Dickens, Charles (1882), 《Dickens's Dictionary of Paris》, London: Macmillan
  - Garrioch, David. The Making of Revolutionary Paris (2004), excerpt and text search
  - Garrioch, David. The Formation of the Parisian Bourgeoisie, 1690-1830 (1997)
  - 《Handbook for Visitors to Paris》, London: John Murray, 1879, OL 24363358M
  - Higonnet, Patrice. Paris: Capital of the World (2002); excerpt and text search; social, cultural and political topics 1750-1940
  - Kaplow, Jeffry. "Paris On The Eve Of The Revolution." History Today (Sept 1967), Vol. 17 Issue 9, pp 573-582 online
  - Maneglier, Hervé, Paris Impérial (1992), Armand Colin, Paris, (ISBN 2-200-37226-4) in French
  - McAuliffe, Mary.  Dawn of the Belle Epoque: The Paris of Monet, Zola, Bernhardt, Eiffel, Debussy, Clemenceau, and Their Friends (2011); excerpt and text search, covers 1870-1900
  - McClain, James L., John M. Merriman and Ugawa Kaoru. Edo and Paris: Urban Life and the State in the Early Modern Era (1997) compares Paris and Edo (Tokyo, Japan); excerpt and text search
  - 《Paris and its Environs》 6판, Leipsic: Karl Baedeker, 1878, OCLC 8489825, OL 6943778M
  - Prendergast, Christopher. Paris and the Nineteenth Century (1995), the city in fiction; excerpt and text search
  - Ranum, Orest A.  Paris in the Age of Absolutism  (2nd ed. 2002)
  - Roche,  Daniel et al. The People of Paris: An Essay in Popular Culture in the 18th Century (1987)
  - Willms, Johannes. Paris: Capital of Europe: From the Revolution to the Belle Epoque (1997) online 보관됨 2020-09-17 - 웨이백 머신, translated from the German edition

### 20세기 이후
- - Bernier,  Olivier. Fireworks at Dusk: Paris in the Thirties (1993); social, artistic, and political life
  - Drake, David. Paris at War: 1939–1944 (2015), examines lives of ordinary Parisians as well as collaborationists and the Resistance.
  - Emerson, Charles. 1913: In Search of the World Before the Great War (2013), compares Paris to 20 major world cities on the eve of World War I; pp.  37–58.
  - Flanner, Janet. Paris Was Yesterday, 1925-1939 (1988); primary source; her "Letter from Paris," in New Yorker magazine
  - Goebel, Michael. Anti-Imperial Metropolis: Interwar Paris and the Seeds of Third World Nationalism (Cambridge University Press, 2015); excerpts
  - Harvey, David. Paris, Capital of Modernity (Routledge, 2003)
  - Mitchell, Allan. Nazi Paris: The History of an Occupation, 1940–1944 (2010)
  - Rearick, Charles. Paris Dreams, Paris Memories: The City and Its Mystique (Stanford University Press, 2011). 296 pp.  online review
  - Wakeman, Rosemary. The Heroic City: Paris, 1945–1958 (University of Chicago Press, 2009), 416 pp. online review
  - Winter,  Jay, and Jean-Louis Robert, eds. Capital Cities at War: Volume 2, A Cultural History: Paris, London, Berlin 1914–1919 (2 vols, 2012)
  - Wiser, William. The Crazy Years: Paris in the Twenties (1990); focus on artists & celebrities, especially expatriates
  - Wiser, William. The twilight years: Paris in the 1930s (Robson Books, 2000); focus on artists & celebrities, especially expatriates